# Запорожье
Запоро́жье (укр. Запорі́жжя, до 1921 года Александровск) — город на юго-востоке Украины, расположенный на реке Днепр. Административный центр Запорожской области, Запорожского района и Запорожской городской общины. Является одним из наиболее крупных административных, индустриальных и культурных центров юга Украины.

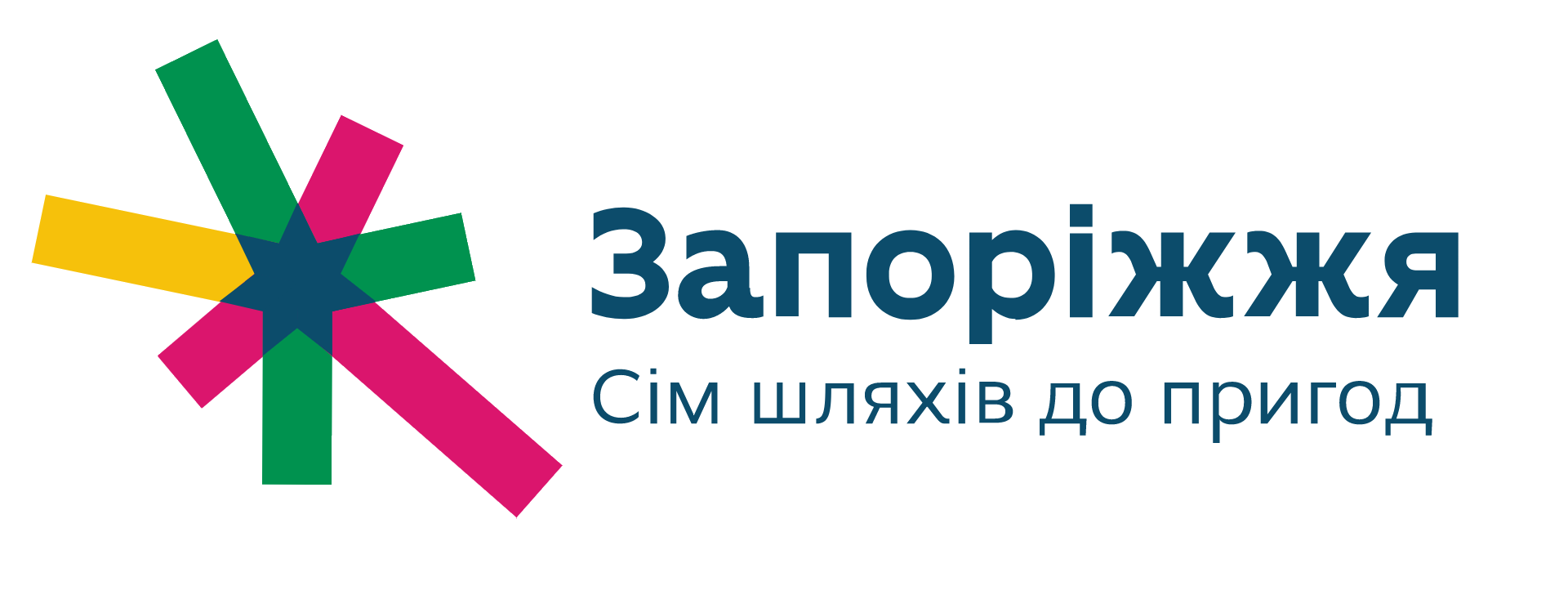
Логотип Запорожья, в переводе — «Семь путей к приключениям»

Население — около 500 тыс. чел. (2024). Речной порт и важный транзитный железнодорожный узел. Индустриальный центр с развитым машиностроением, чёрной и цветной металлургией, химической и строительной промышленностью. Многочисленные промышленные предприятия загрязняют городской воздух.
После российского вторжения на Украину город и его окрестности стали объектами неоднократных обстрелов и бомбардировок со стороны России, в результате которых были разрушены жилые дома и убиты гражданские жители.

## Этимология
До 1921 г. город назывался Александровском по имени Александровской крепости, заложенной в 1770 г. Однозначной точки зрения, в честь кого была названа крепость, нет. Называются имена генерал-фельдмаршала Александра Голицына, князя Александра Вяземского.
В 1921 г. город был переименован в Запорожье — «находящийся за порогами». Название напоминает, что до сооружения в 1932 г. плотины Днепрогэса в месте, где река пересекает скалистую южную границу Украинского щита, заканчивались многочисленные пороги, препятствовавшие судоходству.

## История

### Основание
Датой основания Запорожья долгое время считался 1770 год — год закладки Александровской крепости. Однако в 2014 году депутаты горсовета утвердили датой основания Запорожья 952 год — год окончания трактата «Об управлении империей» византийского императора Константина VII Багрянородного «как первого письменного упоминания о существовавших городищах на обоих берегах Днепра и острове Хортица». На самом деле в указанном трактате не упоминаются городища, но упоминаются переправа Крария (отождествляемая с Кичкасской переправой) и остров Св. Григория (о. Хортица). Среди учёных нет консенсуса о том, какую дату считать датой основания Запорожья.
Благоприятный климат и удачное географическое положение Запорожья привлекали человека с незапамятных времён. Древнейшие стоянки первобытных людей в речной долине Днепра относятся к эпохе среднего палеолита.
В 1929 году в черте современного города, рядом с бывшей деревней Вознесенка, был обнаружен археологический комплекс, представляющий наземное каменное сооружение с кладом конца VII — начала VIII веков, известным как «вознесенский клад». Комплекс связывают с хазарами, булгарским ханом Аспарухом (VII в.), князем Святославом Игоревичем (X в.). Одним из возможных мест гибели князя Святослава (972 год) считается остров Хортица.
Об острове Хортица было известно со времён Киевской Руси. Ниже острова по течению Днепра после порогов восстанавливался водный путь из варяг в греки. Порожный участок реки от нынешнего города Днепр до Запорожья растянулся почти на 75 км. Место, где сейчас находится плотина ДнепроГЭСа, было самым узким в низовьях Днепра, поэтому здесь была известная переправа, которой в разные исторические периоды пользовались скифы, печенеги и половцы, а впоследствии — крымские татары, турки, славяне. Позднее это место контролировалось казаками Запорожской Сечи. На острове Малая Хортица (остров Байда) в 1552 году волынским князем Дмитрием Вишневецким был заложен деревянно-земляной замок, который считается прототипом Запорожской Сечи.

### Александровская крепость,посад

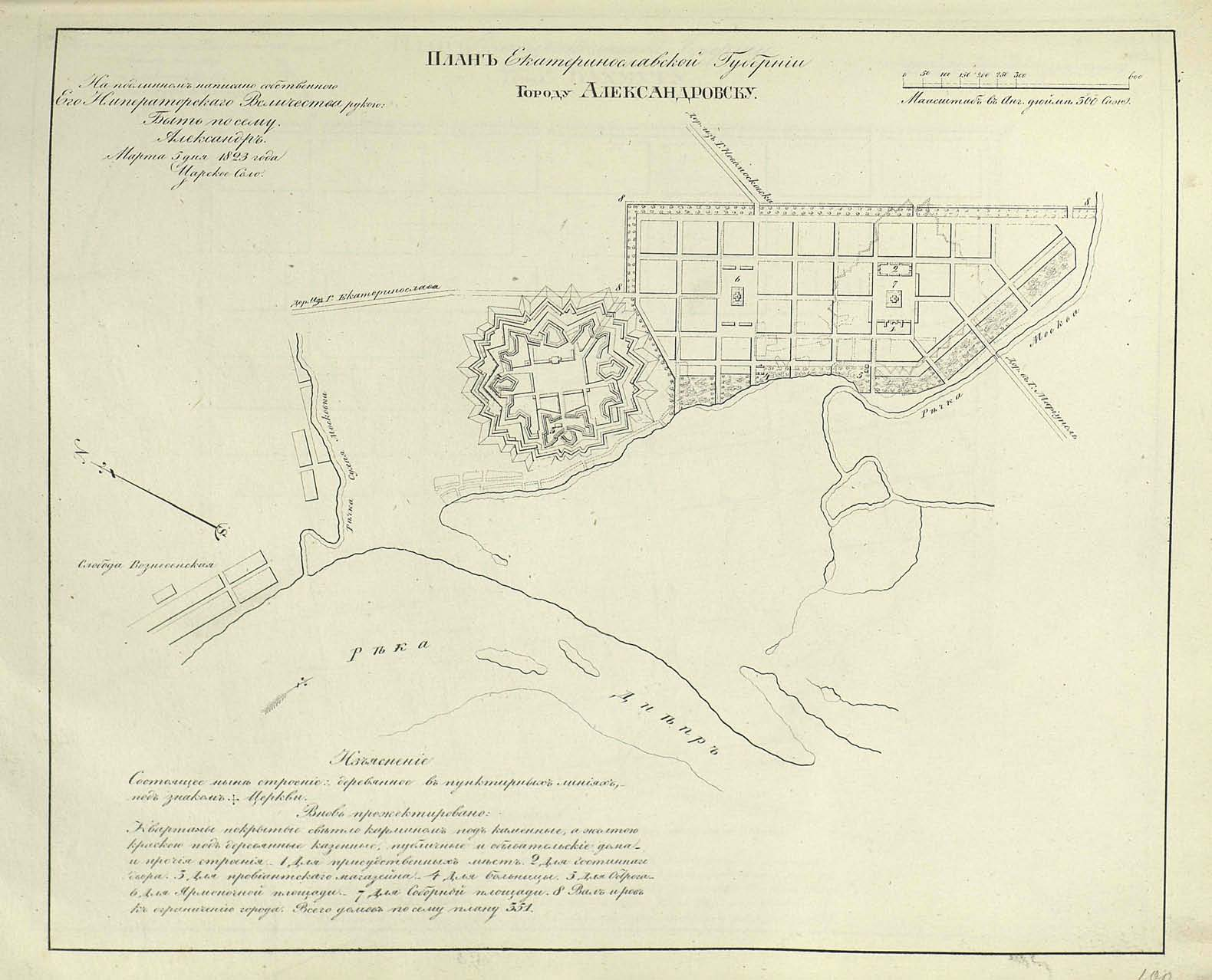
План Александровска от 1823 года

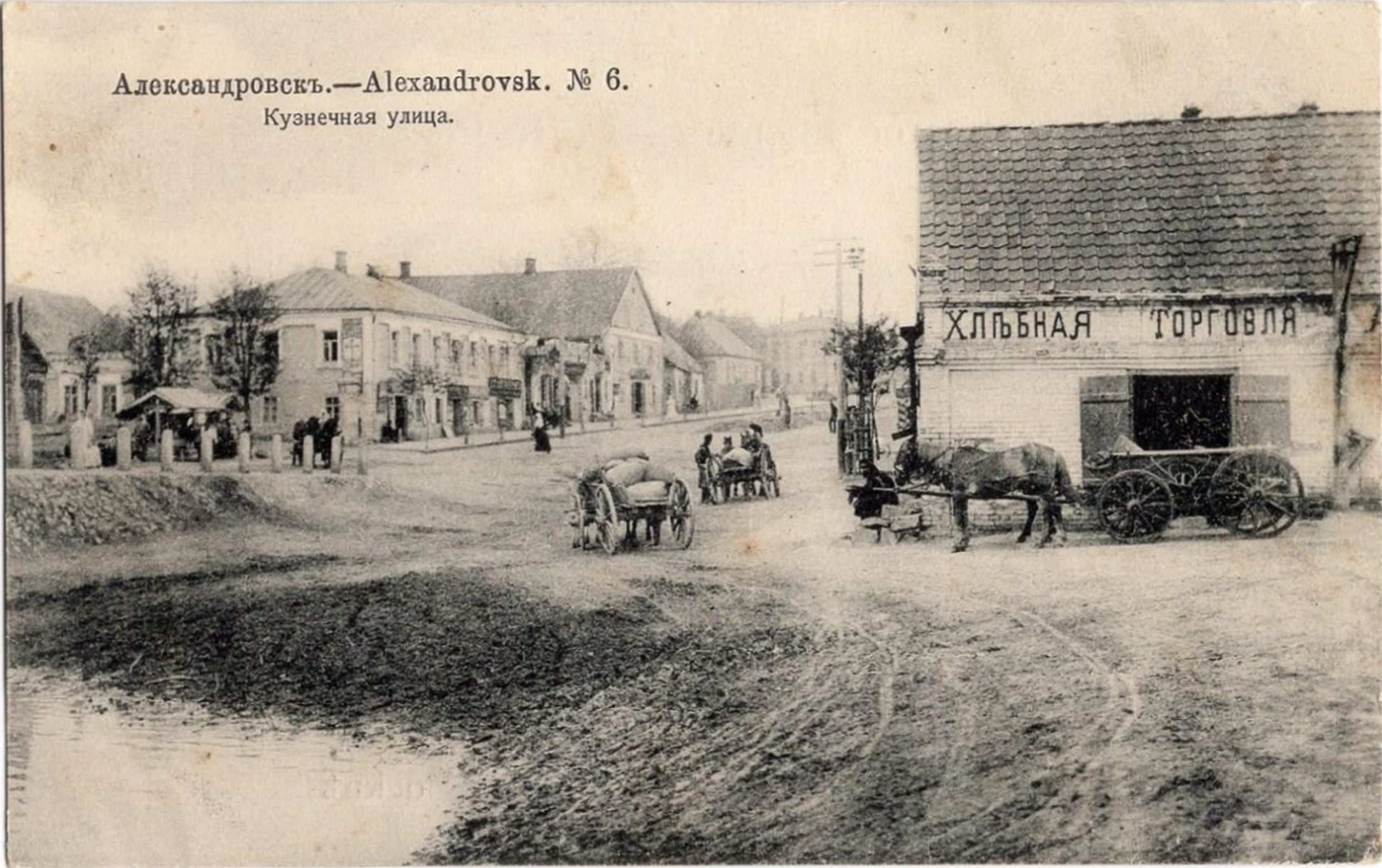
Александровск в конце XIX века. Улица Кузнечная

История непосредственно города начинается с возведения в XVIII веке Александровской крепости — одной из крепостей Днепровской оборонительной линии Российской империи.
Согласно планам российского правительства, крепости должны были защищать Российскую империю от татарских нападений. Самой крупной крепостью линии была Александровская, её строительство завершилось к 1775 году. С самого начала существования крепости близ неё начал формироваться так называемый «фурштат» (от нем. vorstadt, «предместье»). В фурштате селились строители-крестьяне, каторжники, обслуживающий персонал, отставные солдаты. С первых лет правительство старалось превратить Александровск не только в административный, но и в экономический центр региона.
Вокруг крепости на пустых землях были выделены земли немцам-меннонитам, которые основали около 23 колоний.
Поселение развивалось, возрастала численность населения. В конце XVIII века через Александровск шли товары для строительства Херсона и Черноморского флота, что превратило городок в значительный транспортный узел.
В 1785 году Александровский фурштат был преобразован в посад — населённый пункт городского типа. Посаду было дано право иметь городские учреждения — первым из которых стала ратуша. Новый посад относился сначала к Новомосковскому, а потом к Павлоградскому уездам. Несмотря на успешное начало, значительного развития в конце XVIII века город не получил. Население посада росло медленно. С ростом торговой роли Одессы и изменения направлений главных торговых путей в регионе Александровск начал приходить в упадок. Вдобавок в 1797 году Днепровская укреплённая линия была упразднена из-за потери военного значения. В 1806 году Александровск получает статус уездного города становясь одним из многих городов Екатеринославской губернии.
В первой половине XIX века Александровск представлял собой типичный провинциальный город c тремя кирпичными и одним салотопенным заводами. Большинство жителей занималась торговлей, земледелием, и промыслами, связанными с сельским хозяйством. Не развился Александровск и в крупный торговый центр, поскольку торговля активнее развивалась в Никополе, расположенном ниже по Днепру.

### XIX — начало XX века

Мемориальная доска на здании ЖД вокзала Запорожье I

Новым толчком к развитию Александровска стало строительство Лозово-Севастопольской железной дороги, в результате которого город превратился в значимый транзитный пункт по перевозке грузов, в первую очередь хлеба.
По данным переписи 1897 года в городе жили 18 849 человек, из них 8 101 (42,98 %) указал украинский (в переписи — «малорусский») язык родным, идиш («еврейский») — 5 248 (27,84 %), русский («великорусский») — 4 667 (24,76 %), немецкий — 370 (1,96 %), другие языки — 463 (2,46 %).
Благодаря появлению с середины XIX века в крае новых промышленных предприятий Александровск постепенно становится одним из основных центров сельскохозяйственного машиностроения. Значительное развитие приобретает мукомольная промышленность. Накануне первой мировой войны население города достигло 63,6 тыс. человек, был построен водопровод, электростанция. В Александровске действовало 47 различных заводов и фабрик, четыре десятка ремесленных мастерских.
В течение Первой мировой войны в тыловой Александровск был эвакуирован ряд промышленных предприятий из прифронтовых территорий: из Варшавы — авторемонтные мастерские, завод акционерного общества «Борман, Шведе и Ко», из Петрограда — завод авиационных моторов, из Риги — проволочно-гвоздевой завод. С ростом военного производства, и прибытием большого количества беженцев и эвакуированных возрастает численность населения — в конце 1916 года это уже 72,9 тыс. человек. После Февральской революции результаты выборов во Всероссийское и Украинское Учредительное собрания стали свидетельством того, что в Запорожском крае возрастала популярность как большевиков, так и украинских социалистических партий, влияние других партий значительно уменьшилось.
На протяжении Гражданской войны власть в Александровске в 1917—1921 годах принадлежала Центральной Раде, большевикам, снова Центральной Раде (установленной с помощью оккупационных австро-германских войск), гетману П. Скоропадскому, Директории, белогвардейцам, махновцам и в конце концов завершилась победой большевиков.
В начале 1920-х годов началось постепенное возрождение города. 15 марта 1921 года Александровск был переименован в Запорожье, а губерния стала Запорожской.

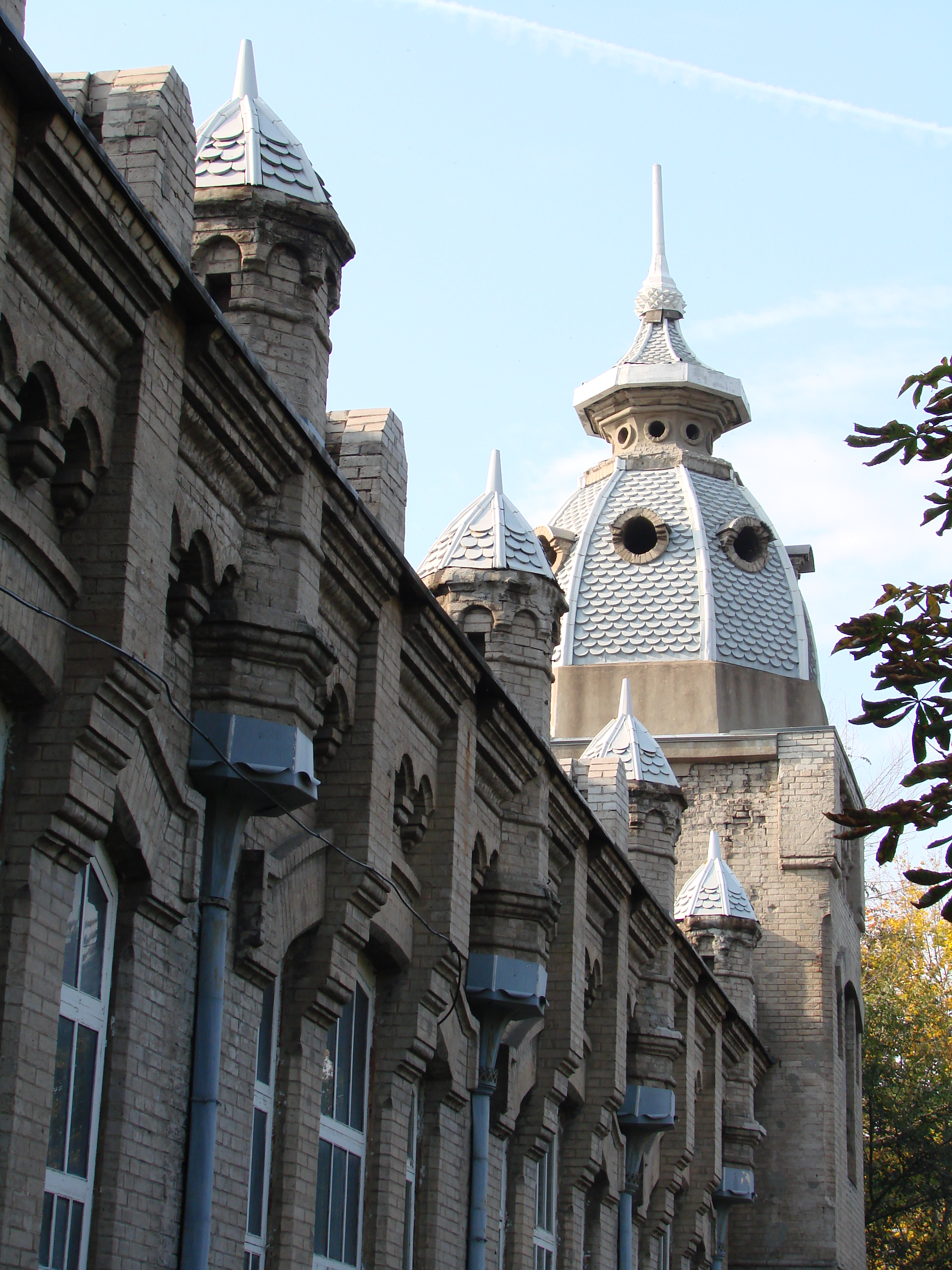
Здание первой электростанции
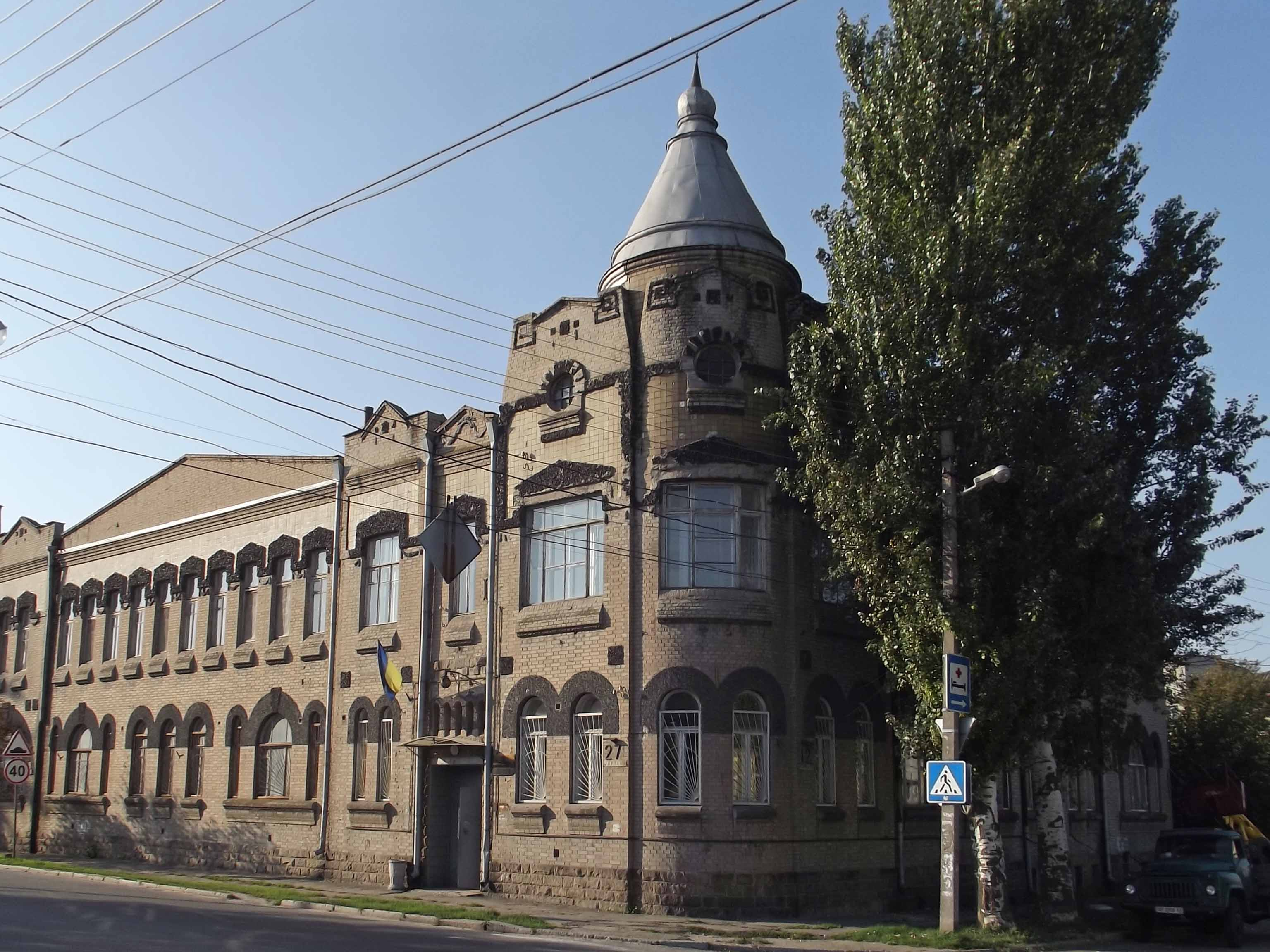
Бывшая клиника Г. Бера, ул. Святого Николая, 27
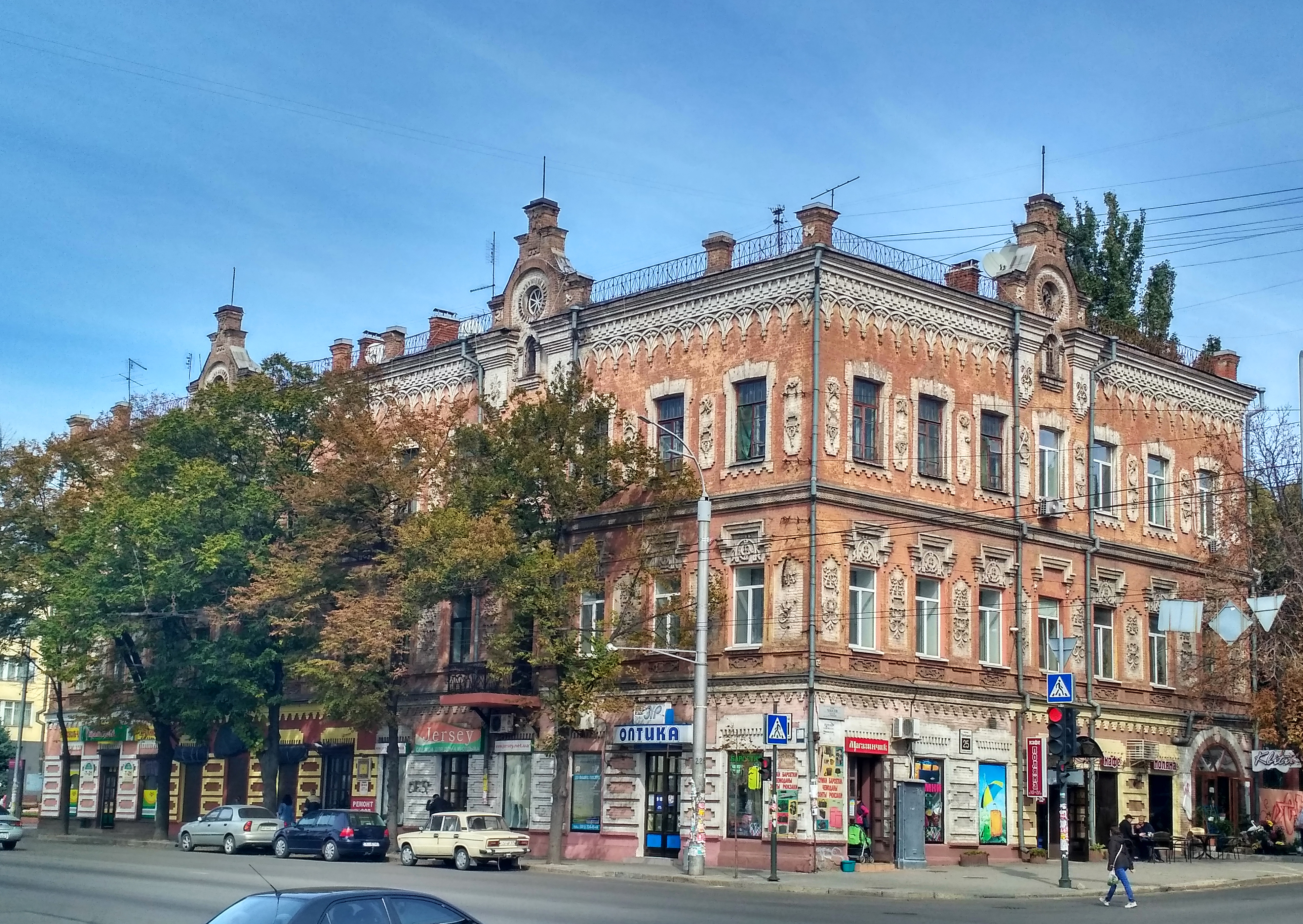
Дом Лещинского Соборный проспект, 52
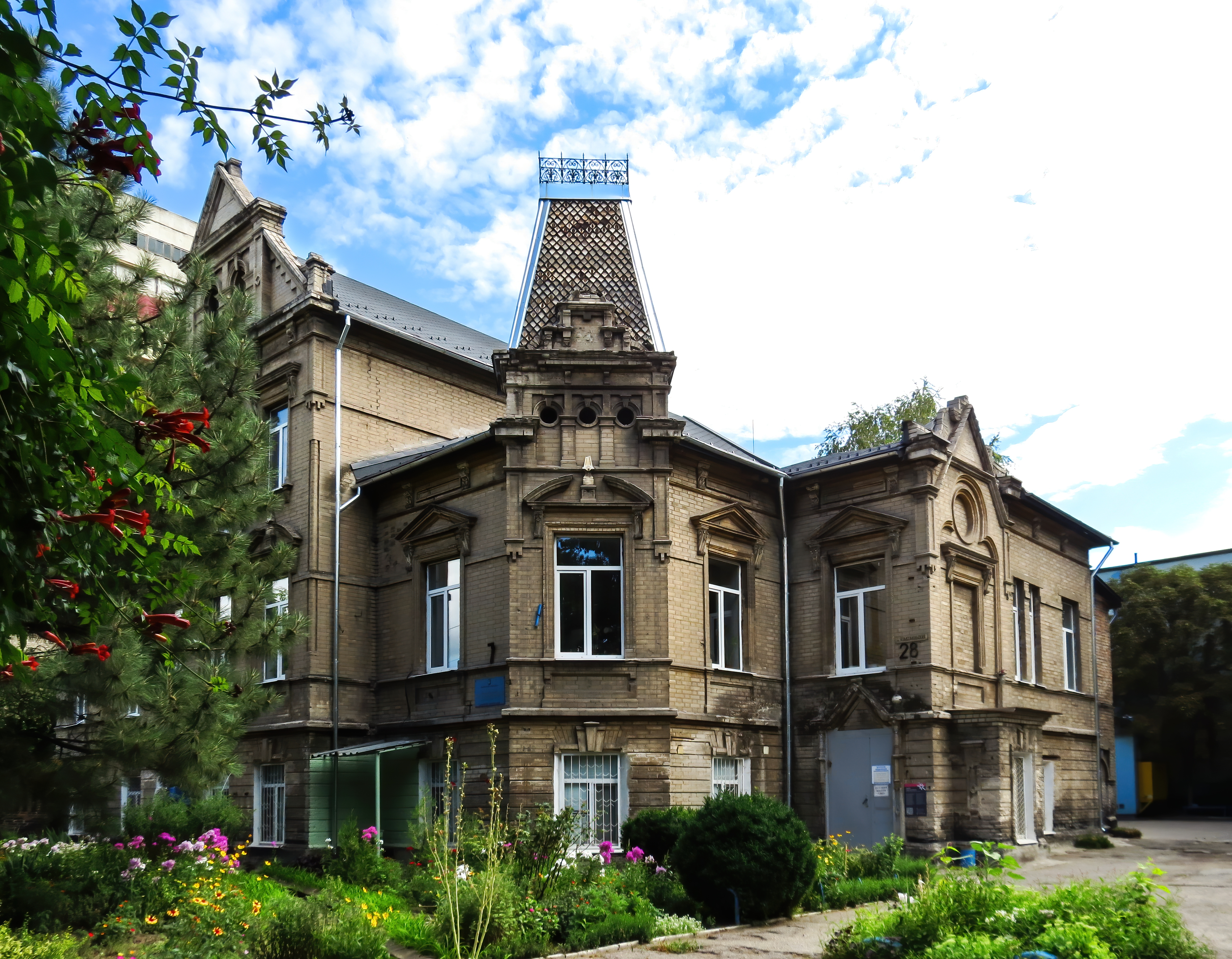
Особняк Абрагама Коопа Ул. Сергея Серикова, 28
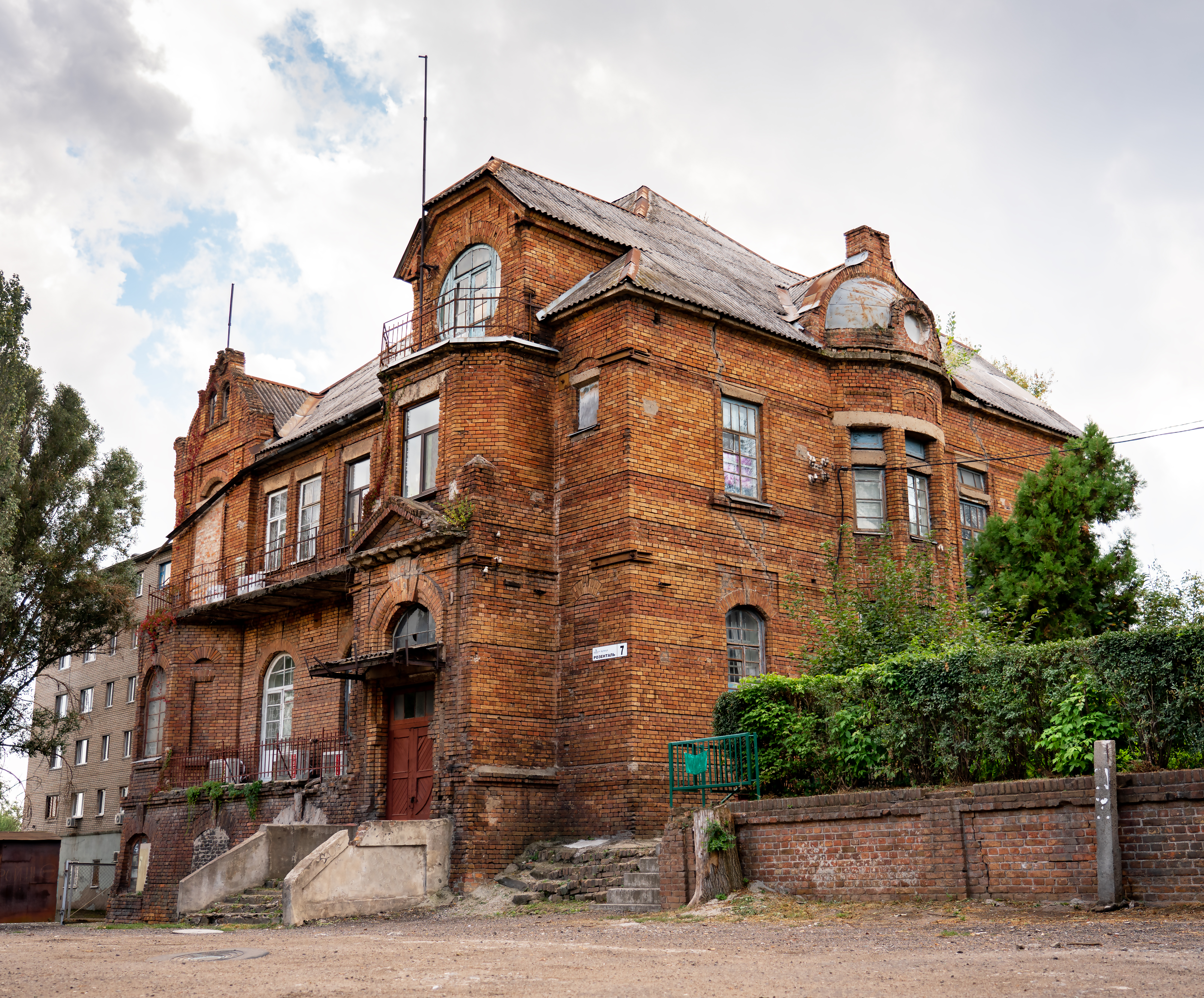
Усадьба Леппа-Вальмана
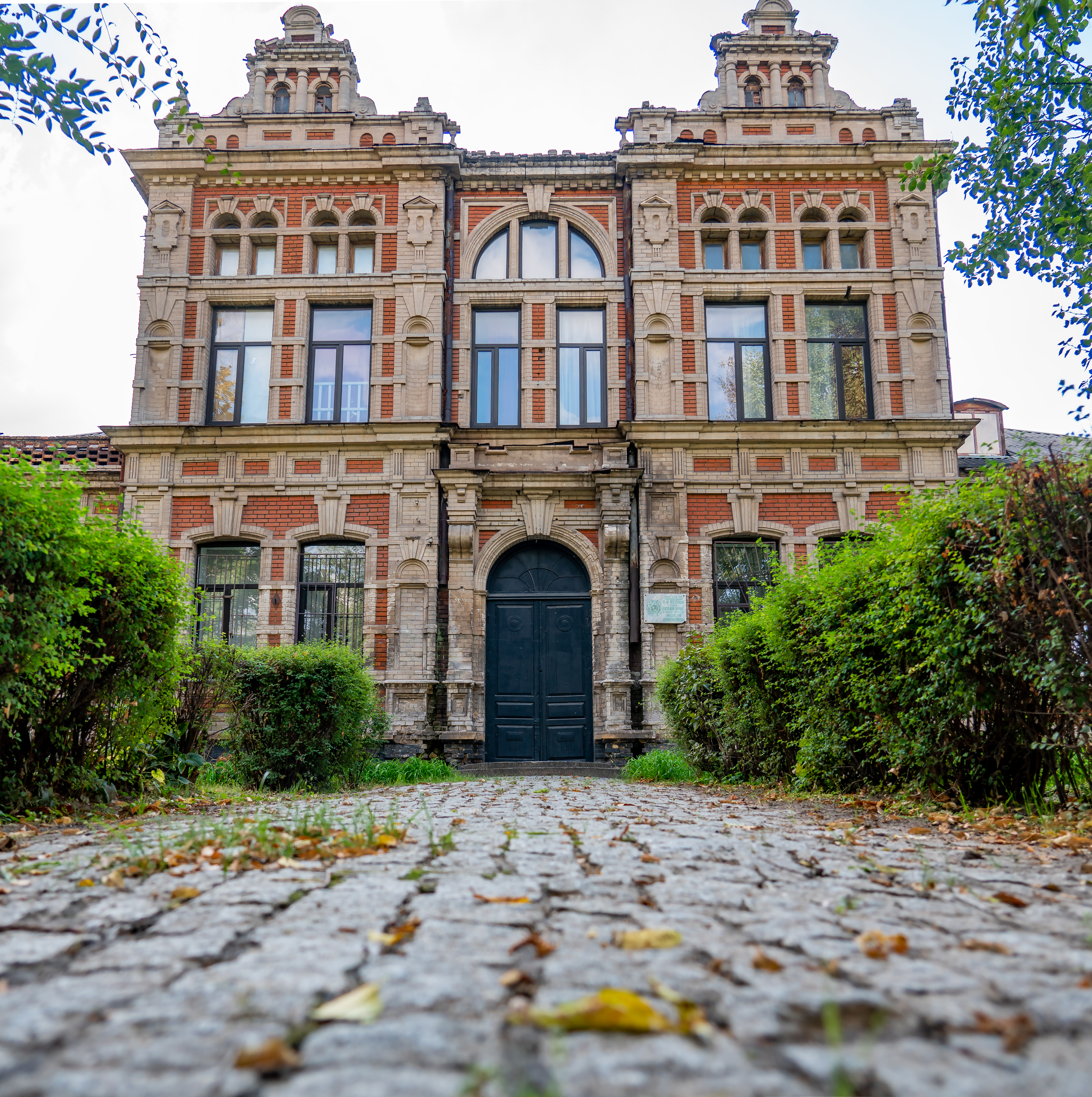
Бывшее мужское училище

### Индустриализация 1930-х
В 1929—1932 гг. сначала в специальном Бюро, а позже в Гипрограде УССР был разработан генеральный план «Большого Запорожья». Генпланом предусматривалось создание 7 районов — Александровска, Воскресенки, района Днепрокомбината, Павло-Кичкаса, Кичкаса, острова Хортицы и резервного района Бабурки.

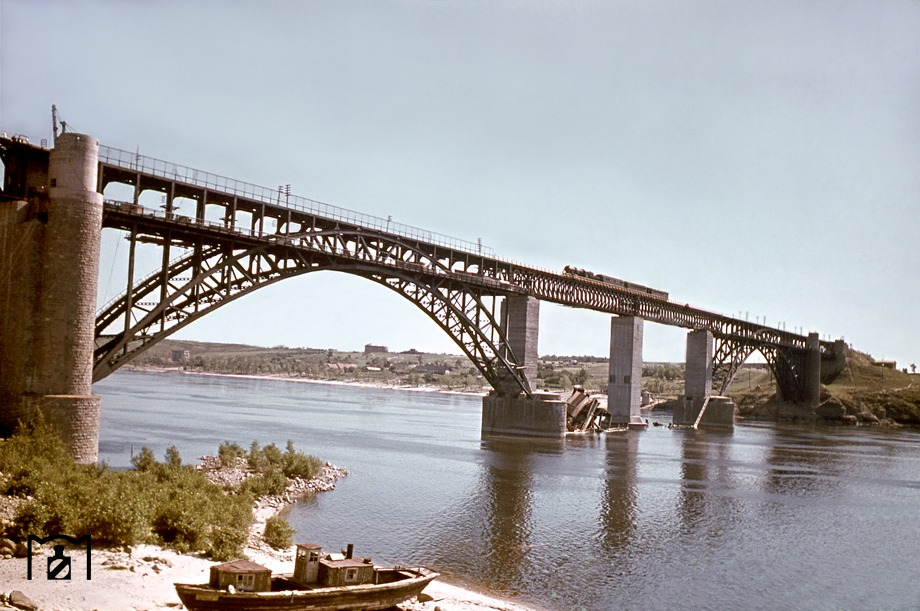
Восстановленный мост Стрелецкого, 1943 год

Между плотиной и промышленной площадкой, где строились заводы, в 10 км от центра старого Александровска был заложен посёлок № 6, получивший название «Соцгород». В Соцгороде были построены многоэтажные дома (не более 4 этажей) с просторными комфортабельными квартирами.
За годы довоенных пятилеток Запорожье превратилось в большой индустриальный город. Символом индустриализации не только Запорожья, но и всего СССР стало строительство ДнепроГЭС. Вместе со строительством станции в городе были сооружены несколько крупных заводов, в частности, завод листовых сталей (сегодня «Запорожсталь»), коксохимический, алюминиевый, магниевый, ферросплавов, завод инструментальных сталей (теперь «Днепроспецсталь»). Огромную роль в развитии советского авиастроения, в том числе и военного, сыграл расположенный в Запорожье моторостроительный завод (ныне «Мотор Сич»). В довоенные годы Запорожье становится одним из важнейших центров по производству чёрных и цветных металлов, тяжёлой промышленности и электроэнергетики. Здесь производилось 100 % магния, 60 % алюминия, 60 % ферросплавов, 20 % стального проката — от общего выпуска в СССР.
В 1939 году город стал центром новообразованной Запорожской области.

### Вторая мировая война

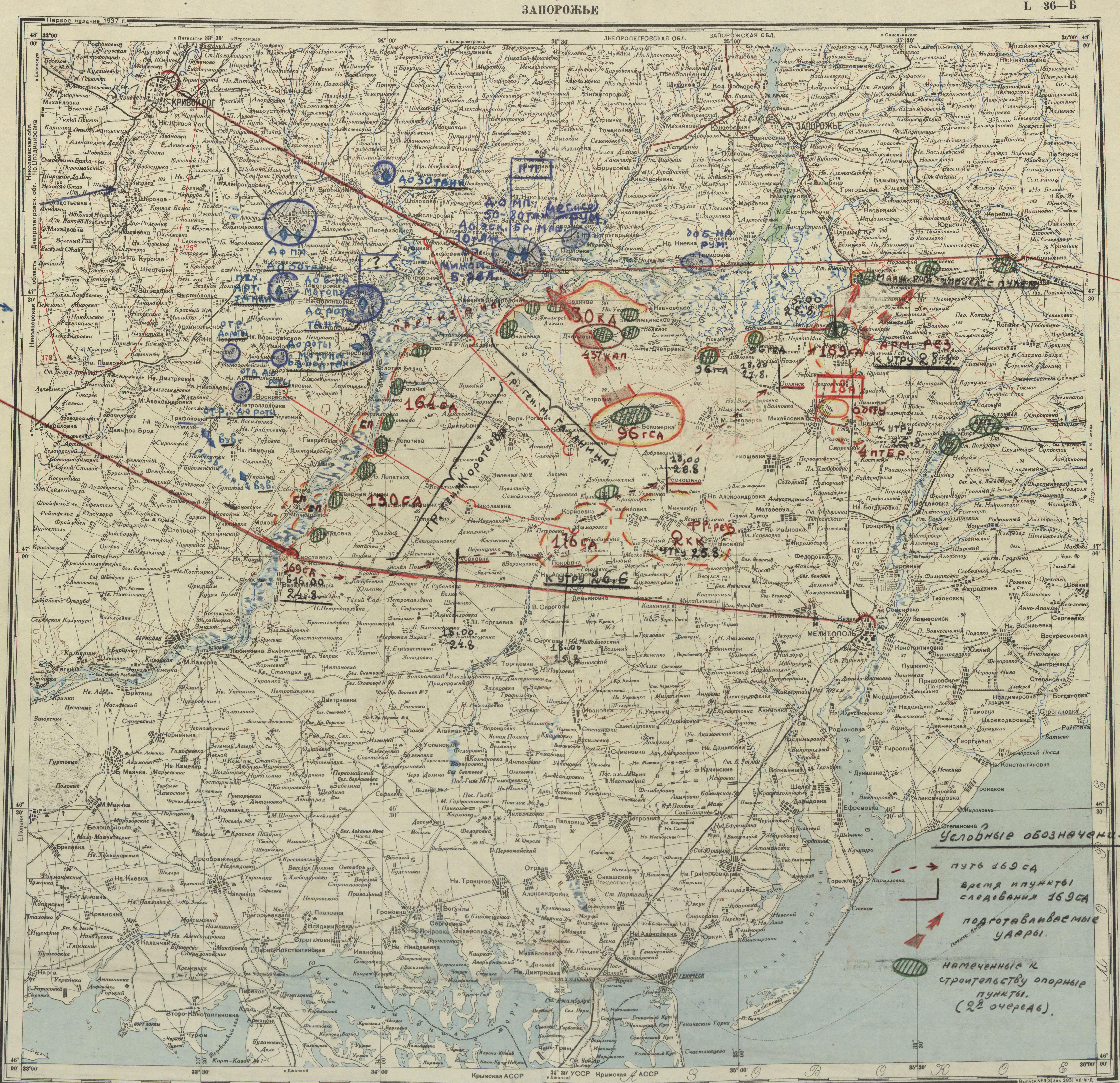
Оборона Запорожья в августе 1941 года.
Оперативная карта.

18 августа 1941 года немецкие войска подошли к городу. Из-за угрозы прорыва немецких войск, без оповещения населения и войск была подорвана плотина ДнепроГЭС. Согласно одним источникам, это привело к значительным жертвам среди военных и мирного населения, в других источниках сведения об огромных потерях советской стороны опровергаются. Вскоре о. Хортица был занят немцами и постоянные обстрелы города значительно усложняли эвакуацию. В ночь с 3 на 4 сентября войска Красной армии и ополчения форсировали Днепр и высадились на острове. Это значительно ослабило обстрел предприятий и города, что позволило обеспечить демонтаж и эвакуацию промышленных предприятий и населения. 4 октября 1941 года Красная армия оставила Запорожье. Начался период оккупации, который длился более 2 лет. За это время в городе погибло около 44 тысячи мирных жителей и военнопленных.
Запорожье занимало значительное место в системе обороны немецкого командования. Это было вызвано как промышленным значением города, так и его расположением с военной точки зрения. Для обороны города немцы создали Запорожский плацдарм, который стал частью системы немецких оборонительных сооружений на линии «Восточный вал».
Левобережная часть города с помощью ночного танкового штурма была освобождена 14 октября 1943 года, однако немецкие войска закрепились на правом берегу Днепра и на о. Хортица. В октябре — декабре 1943 года после форсирования Днепра советским войскам удалось создать несколько плацдармов на правобережье и в декабре 1943 года немцы отступили от реки.

### Послевоенные годы
Реконструкция старой части города, восстановление и рост новой (Соцгорода) привёл к их соединению в 1960-х годах.

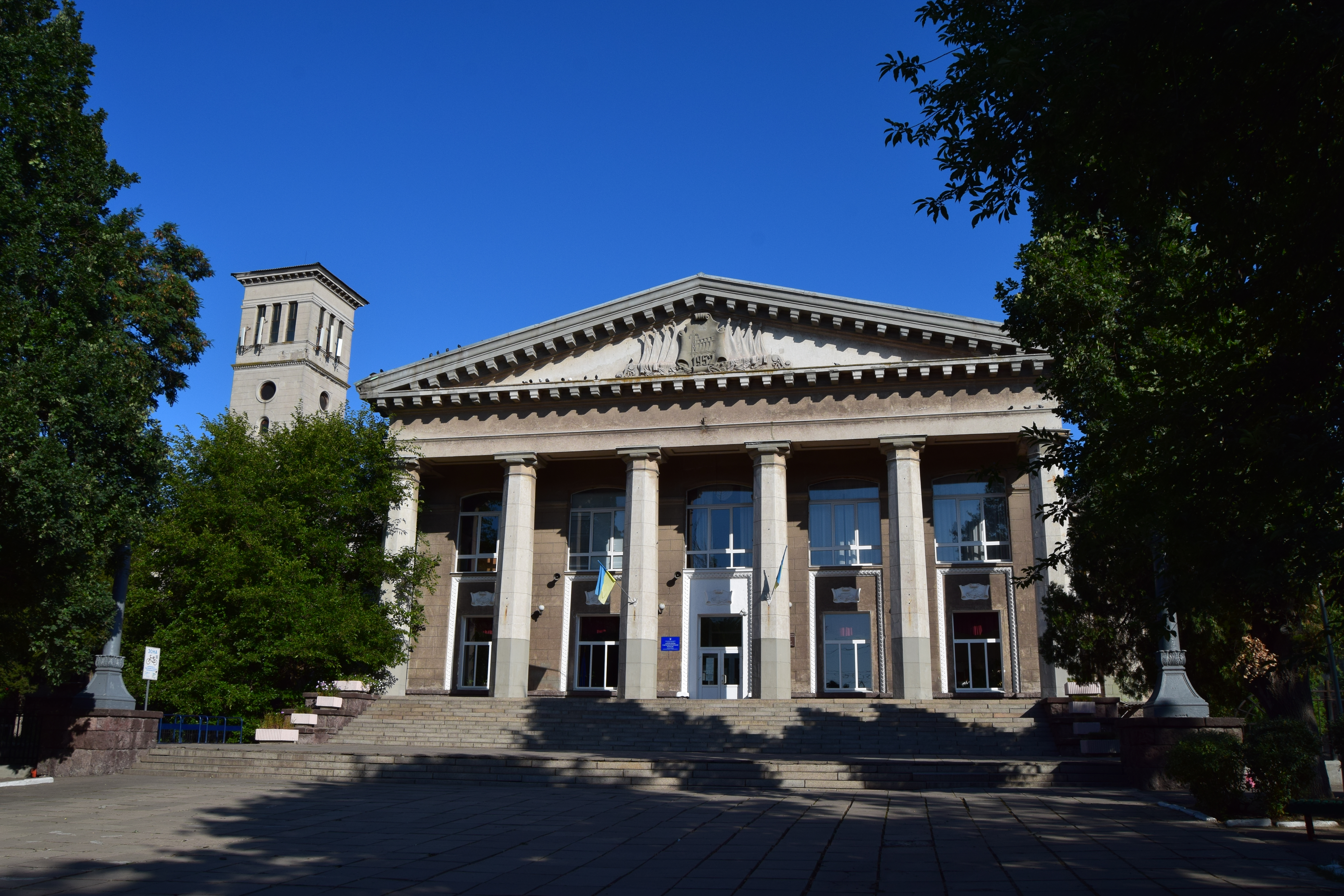
Гидроэнергетический техникум
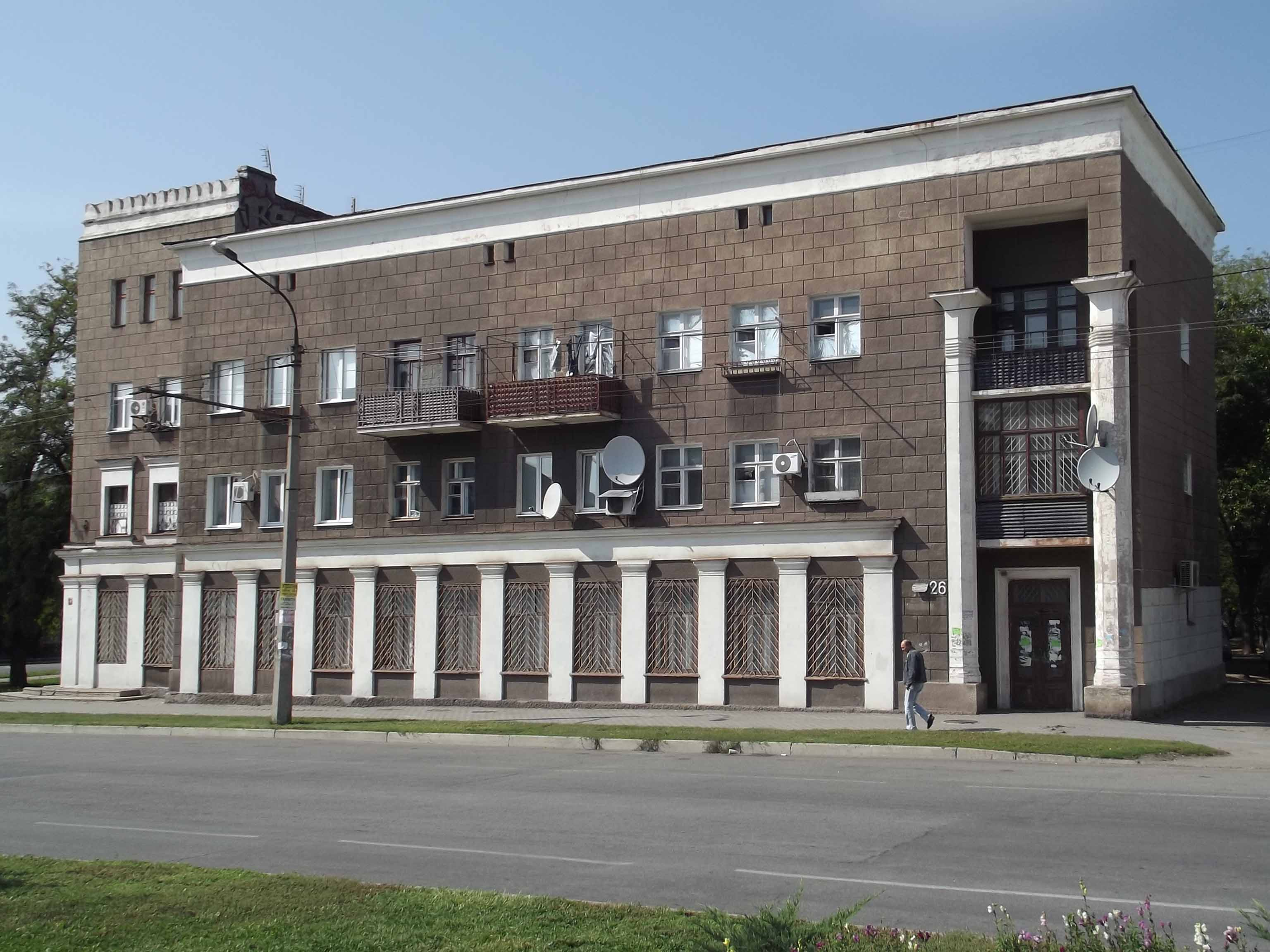
Проспект Металлургов, 26
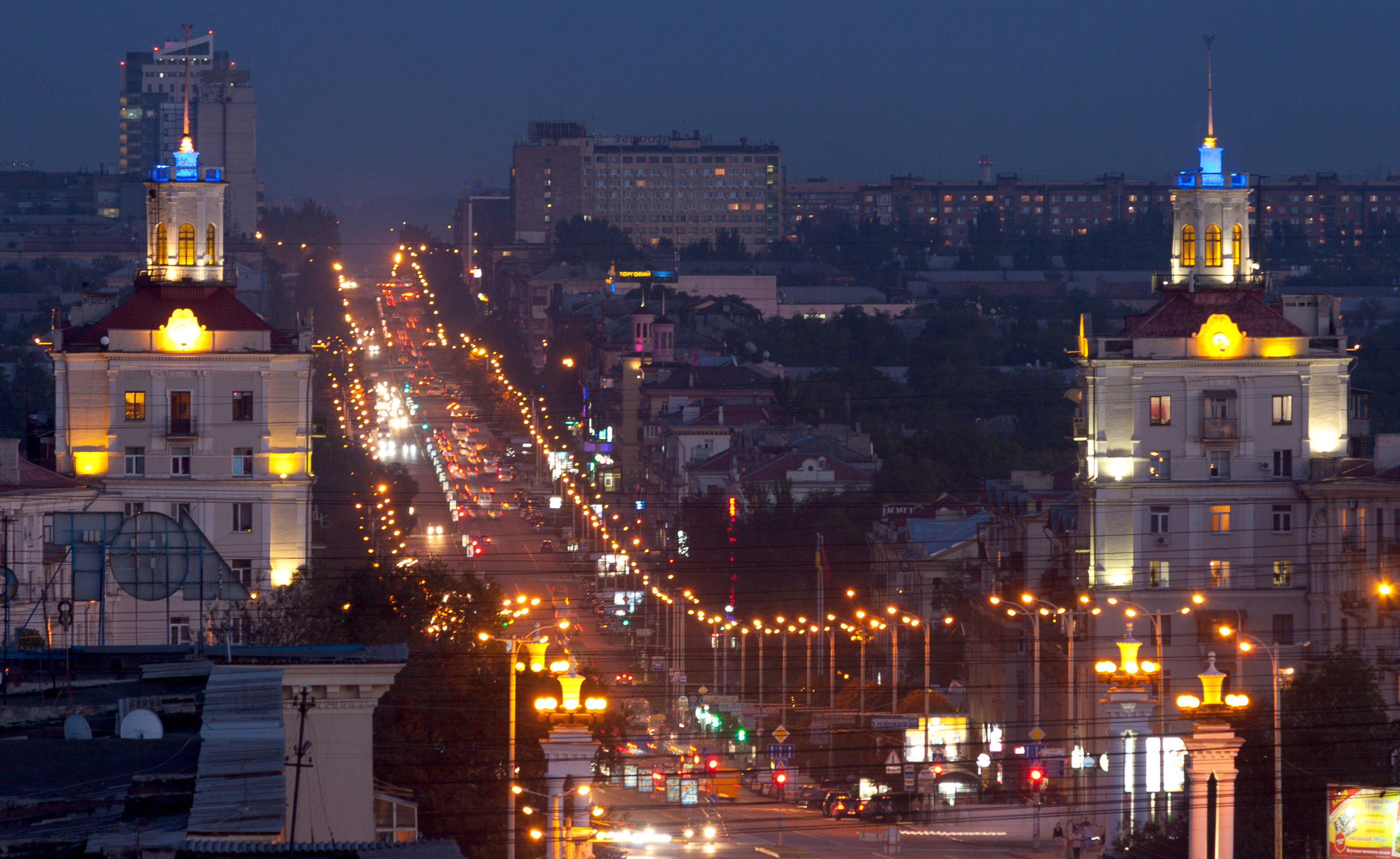
Соборный проспект вечером
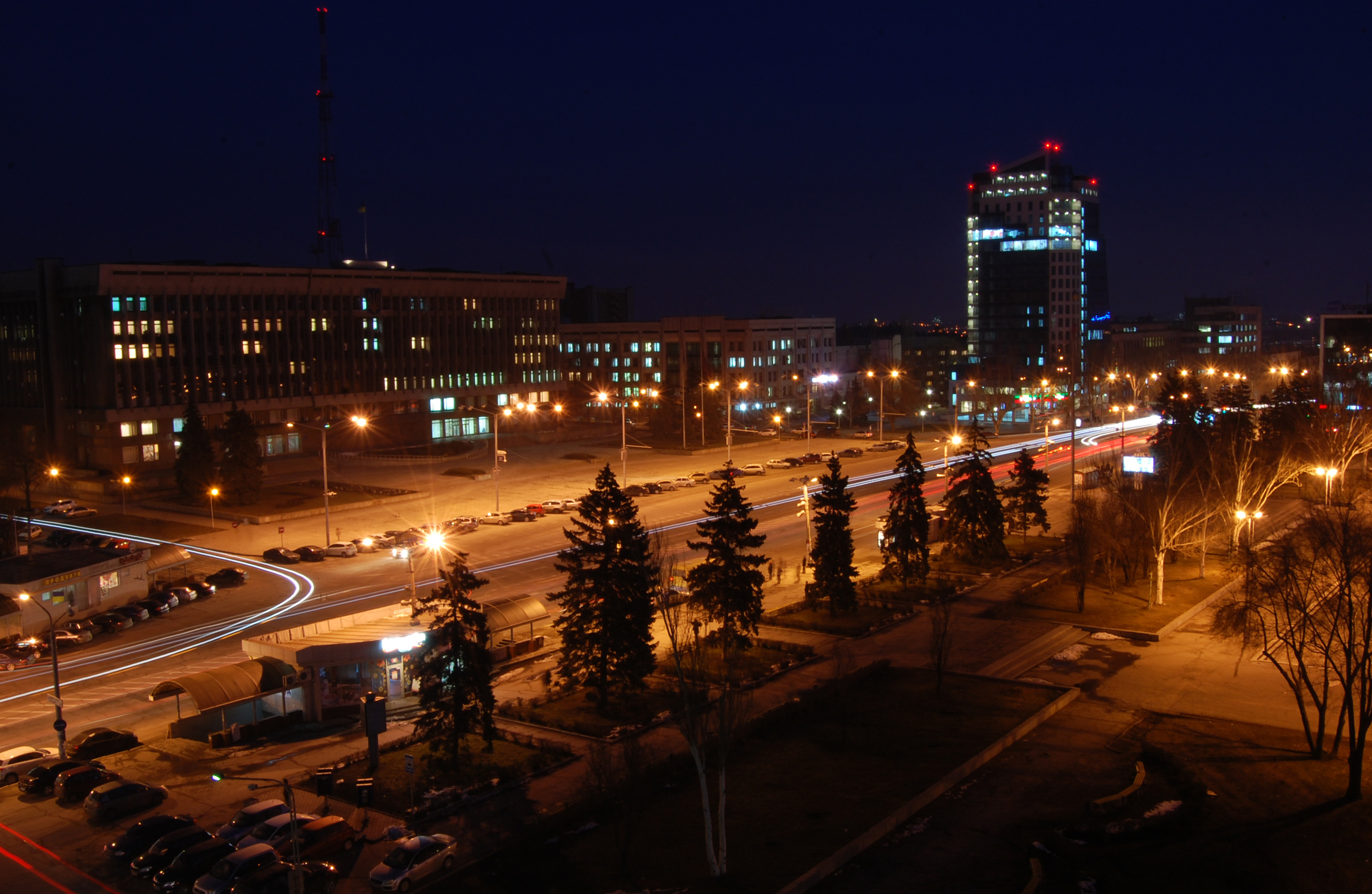
Майдан Героев
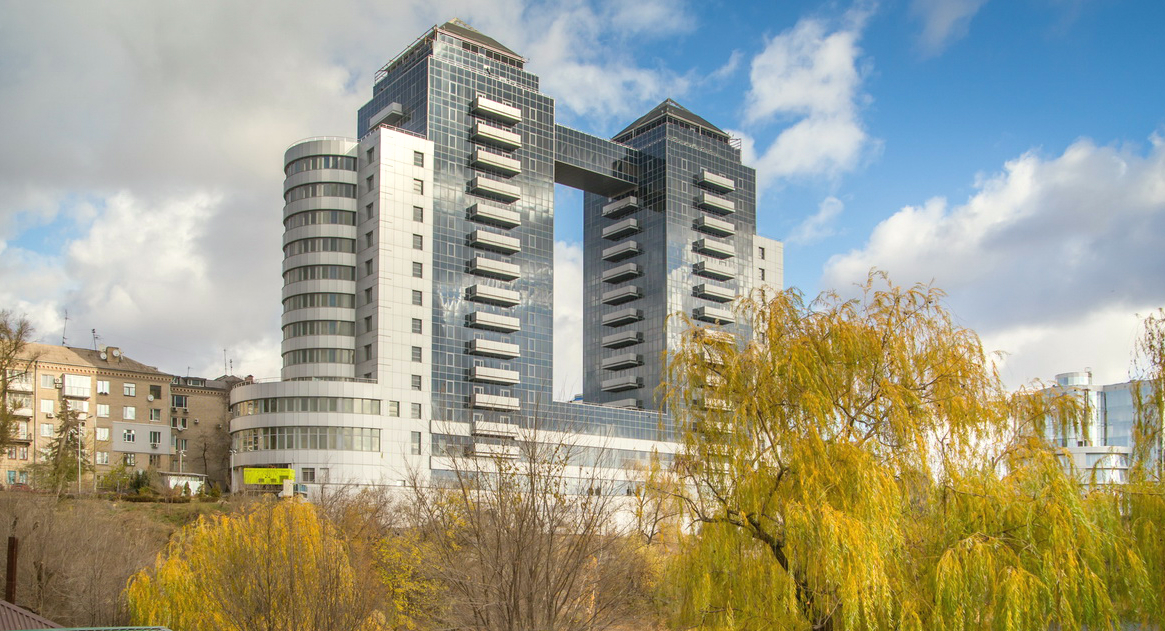
Khortitsa palace

### Российско-украинская война
После начала полномасштабного российского вторжения на Украину через железнодорожный вокзал Запорожья проходит поток беженцев из оккупированных Россией районов Запорожской области, а город подвергается постоянным обстрелам российскими войсками.
22 марта 2023 года россияне атаковали шестью ракетами два девятиэтажные жилые дома, убив минимум одного человека и ранив 34, в том числе трое детей.
8 января 2025 года Вооруженные силы России атаковали Шевченковский район Запорожья фугасными авиабомбами, в результате чего погибли 13 человек и ещё 63 пострадали.

## Население
По состоянию на 1 января 2022 года наличное население города составило 710052 жителей.
В результате падения рождаемости и роста смертности в городе сформировалась структура населения, которую относят к регрессивной, когда количество пожилых жителей превышает количество детей.
В течение 2013 года уровень рождаемости составил 9,3 ‰, а уровень смертности — 13,6 ‰.
По данным переписи 2001 года, украинцы составляли 70,65 % населения Запорожья, русские — 25,52 %.

### Языковой состав

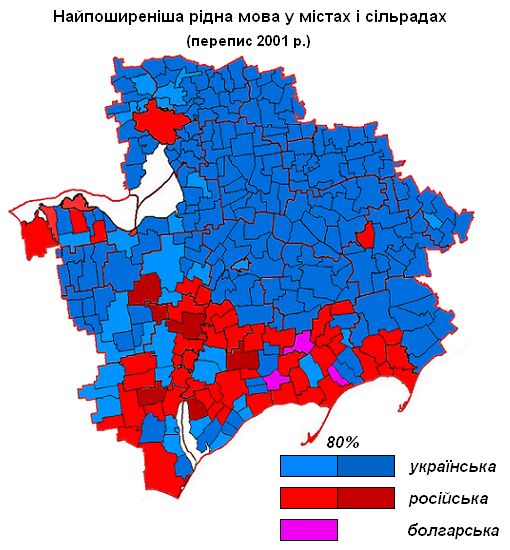
Самый распространённый родной язык в городах и сельсоветах Запорожской области по переписи 2001 года. Преимущественно русскоязычное Запорожье окружено преимущественно украиноязычной сельской местностью

Родной язык населения по данным переписи 1897 года:
| Язык                       | Численность, чел. | Доля     |
| -------------------------- | ----------------- | -------- |
| Украинский («малорусский») | 8 101             | 42,98 %  |
| Идиш («еврейский»)         | 5 248             | 27,84 %  |
| Русский («великорусский»)  | 4 667             | 24,76 %  |
| Немецкий                   | 370               | 1,96 %   |
| Другие                     | 463               | 2,46 %   |
| Итого                      | 18 849            | 100,00 % |

Родной язык населения по данным переписи 2001 года:
| Язык       | Численность, чел. | Доля     |
| ---------- | ----------------- | -------- |
| Украинский | 337 537           | 41,64 %  |
| Русский    | 460 653           | 56,83 %  |
| Другое     | 12 430            | 1,53 %   |
| Итого      | 810 620           | 100,00 % |

Украинский язык является единственным официальным языком города.
Вторжения России в Украину спровоцировало в городе новую волну украинизации: всё больше жителей Запорожья предпочитает говорить на украинском языке.
Согласно опросу, проведённому Международным республиканским институтом в апреле—мае 2023 года, на украинском дома разговаривали 23 % населения города, на русском — 67 %.
29 сентября 2023 года решением Запорожского городского совета в Запорожье был введён мораторий на публичное использование русскоязычного культурного продукта.
Согласно опросу, проведённому Международным республиканским институтом в апреле-мае 2024 года, на украинском дома разговаривали 57 % населения города, на русском — 84 % (в отличие от опроса 2023 года был разрешён выбор нескольких вариантов).
7 июня 2024 года решением Запорожского городского совета в Запорожье утверждена «Программа всестороннего развития и функционирования украинского языка во всех сферах жизнедеятельности г. Запорожье на 2024—2030 годы». Параллельно в городе демонтируют русскоязычные информационные стенды, доски, вывески и наружную рекламу.

### Религиозный состав
По состоянию на 2006 год в городе действовало более 90 религиозных общин, течений, направлений. Наиболее влиятельными являются Украинская православная церковь Московского патриархата, Православная церковь Украины, Римско-католическая церковь, объединение Евангельских христиан-баптистов, объединение иудейских общин, объединение мусульманских общин.
Православные храмы Запорожья относятся к Запорожской и Мелитопольская епархии УПЦ Московского патриархата, Запорожской епархии Православной церкви Украины.

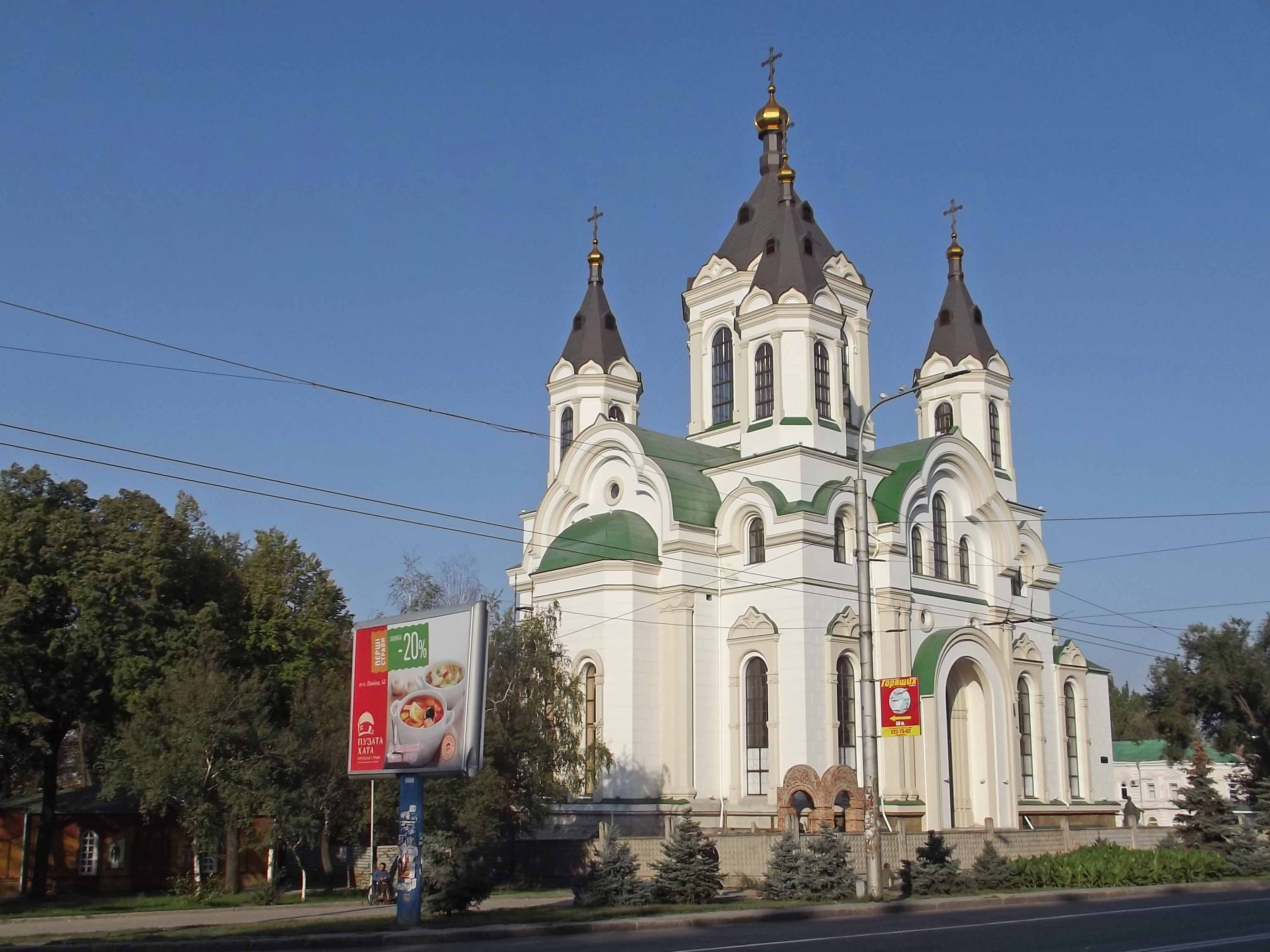
Свято-Покровский архиерейский собор (УПЦ)
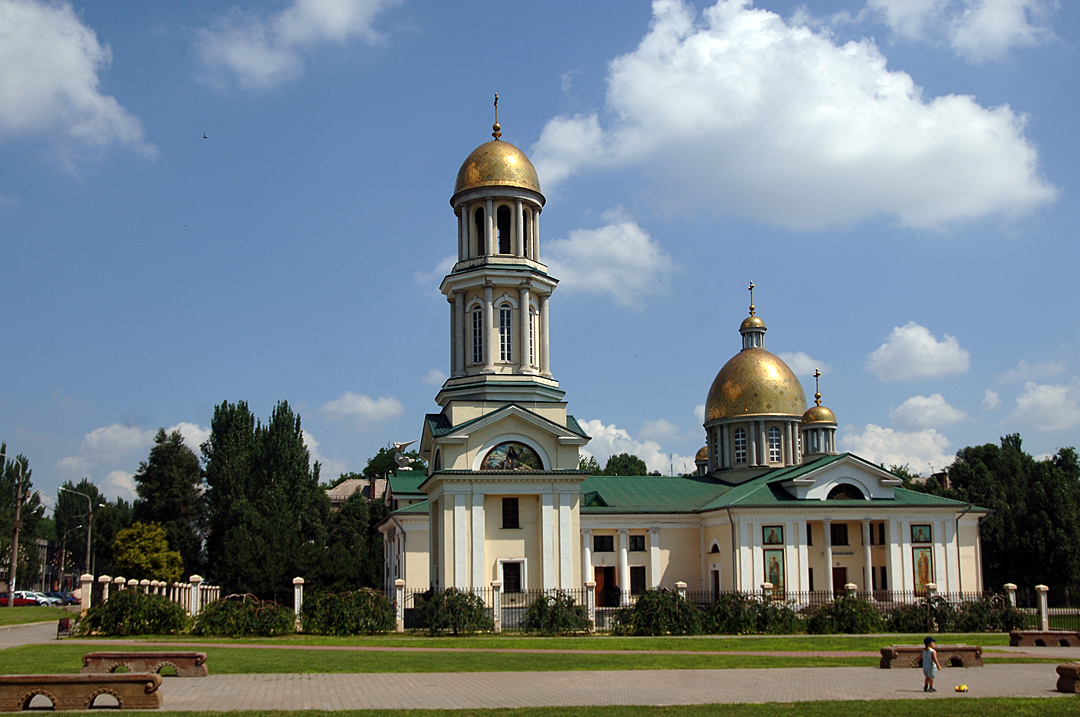
Свято-Андреевский кафедральный собор (УПЦ)
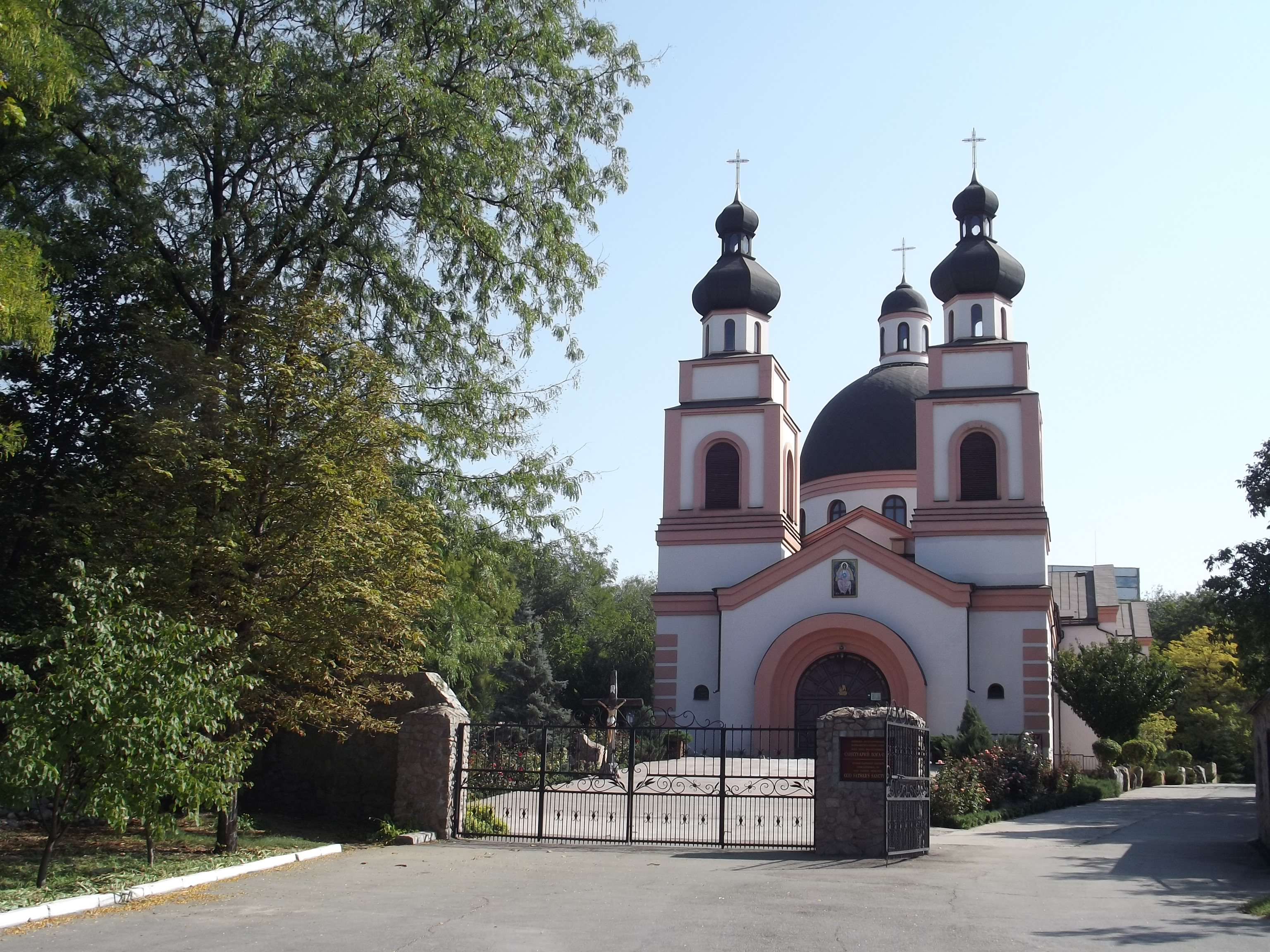
Прокафедральный собор Бога-Отца Милосердного (Католицизм)
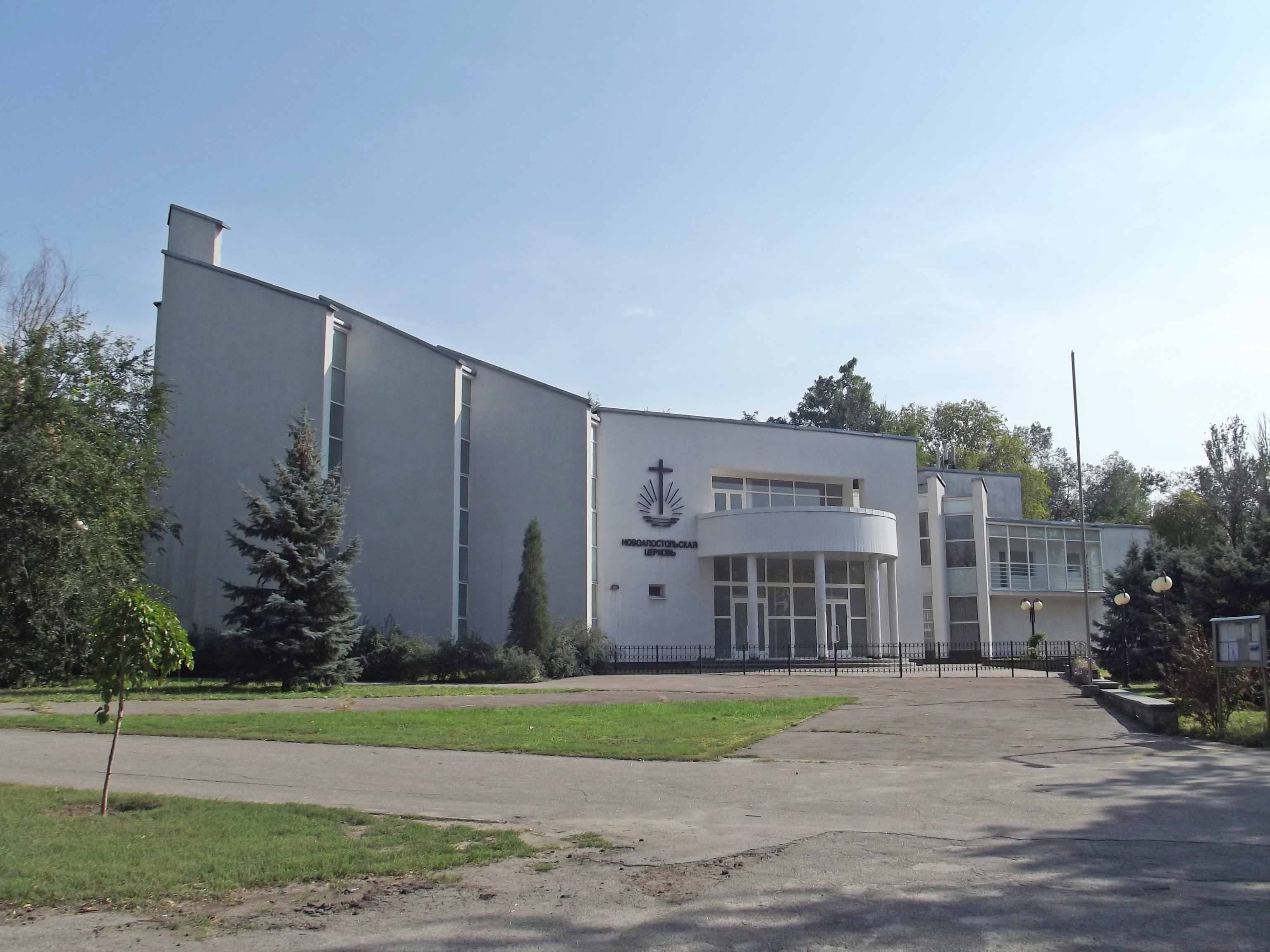
Новоапостольская церковь
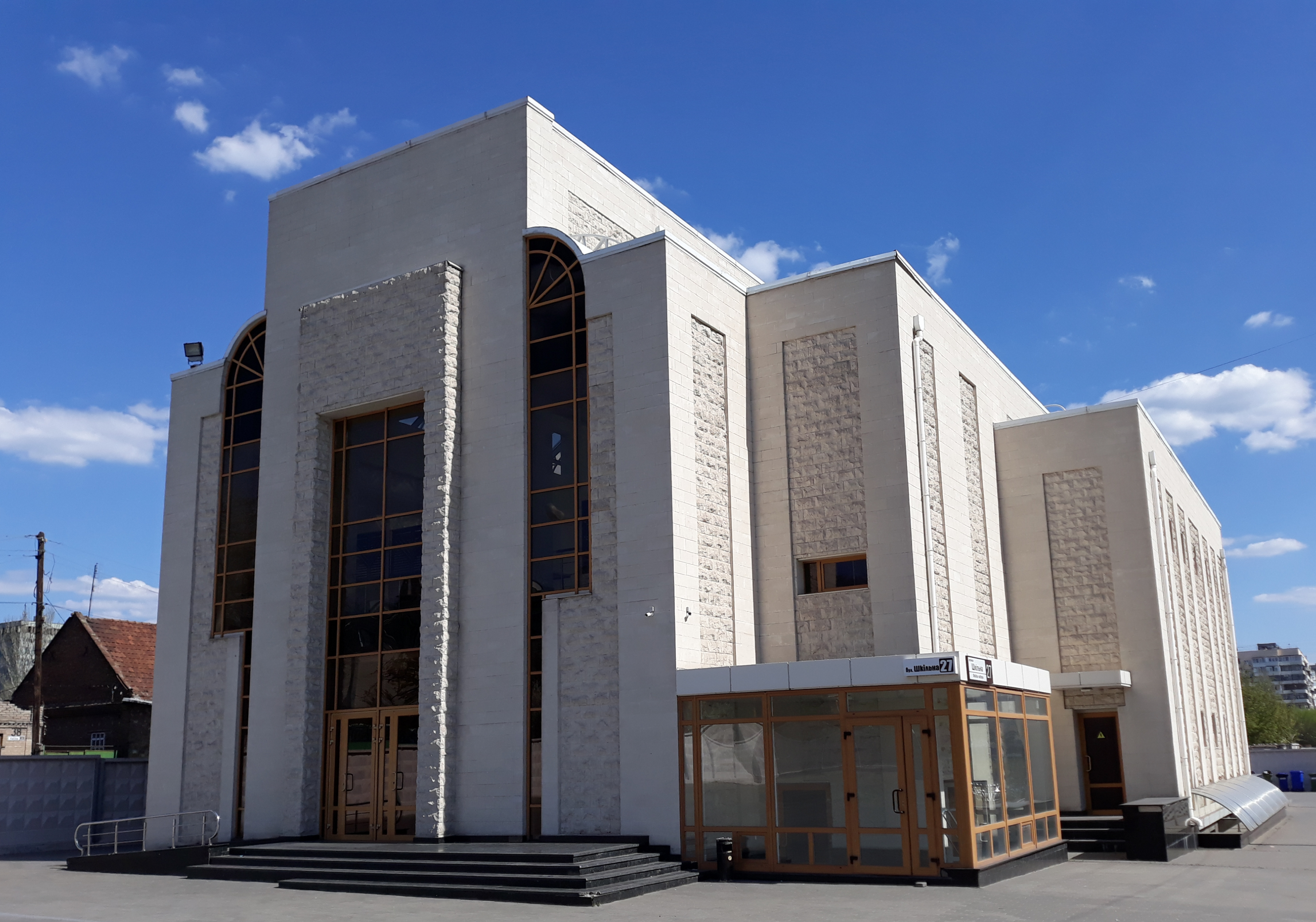
Синагога Гиймат-Роза

## Административно-территориальное деление
Запорожье является административным центром Запорожского городского совета.

Районы города. Нумерация совпадает с перечисленными слева районами.

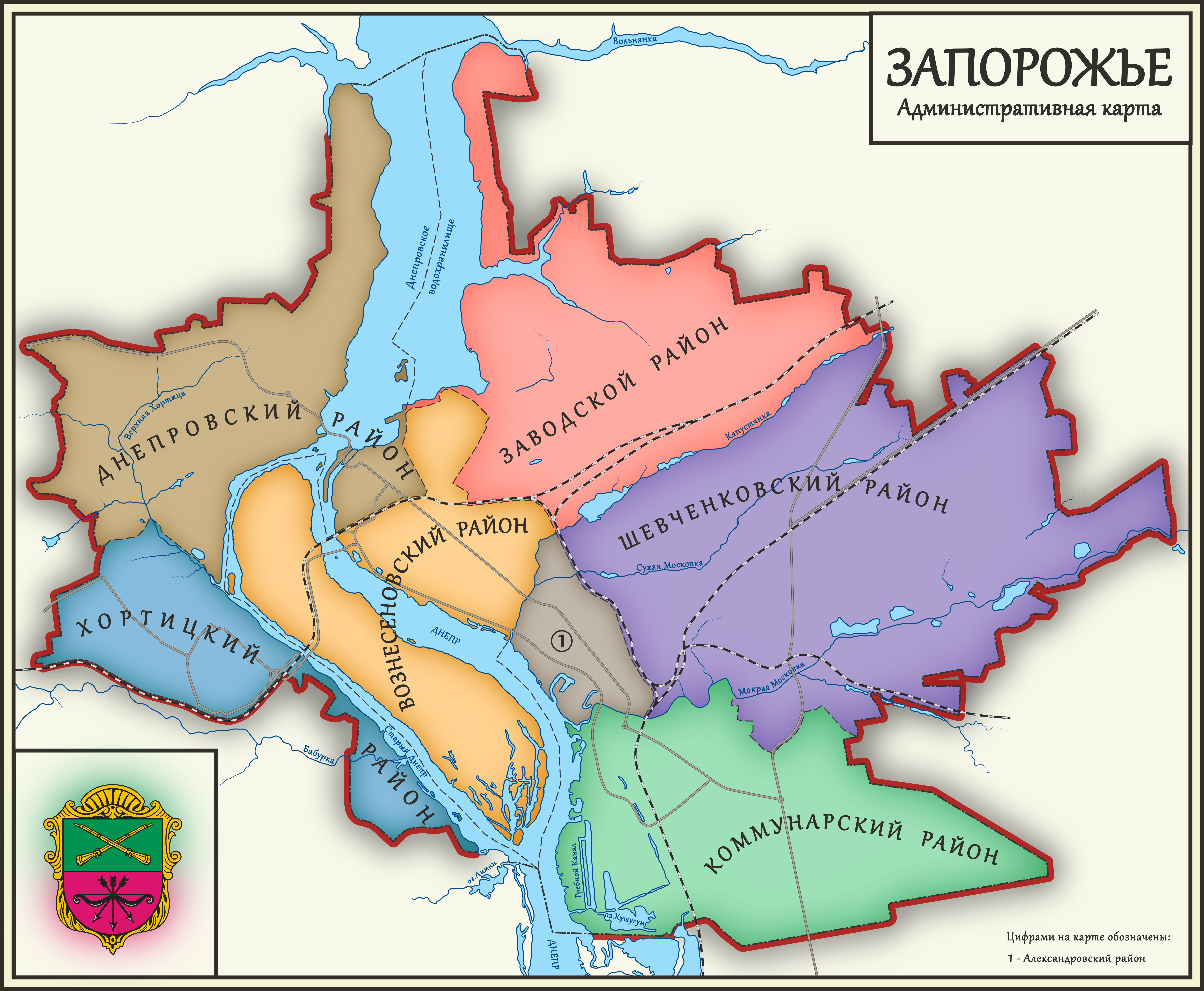
Запорожье. Административная карта

Город состоит из 7 районов. В таблице указано наличное население на 2015 год:
| № | Название на русском языке | Название на украинском языке | Численность, тыс. чел. | Процентное соотношение |
| - | ------------------------- | ---------------------------- | ---------------------- | ---------------------- |
| 1 | Александровский           | Олександрівський             | 68,8                   | 9,1 %                  |
| 2 | Заво́дский                 | Заводський                   | 51,0                   | 6,7 %                  |
| 3 | Коммунарский              | Комунарський                 | 134,0                  | 17,6 %                 |
| 4 | Днепровский               | Дніпровський                 | 136,4                  | 18,0 %                 |
| 5 | Вознесеновский            | Вознесенівський              | 101,6                  | 13,4 %                 |
| 6 | Хортицкий                 | Хортицький                   | 116,0                  | 15,3 %                 |
| 7 | Шевченковский             | Шевченківський               | 151,8                  | 20,0 %                 |

## География

### Климат
Климат — континентальный, с выраженными в летний период засушливыми суховеями, которые в отдельные годы оказываются особенно сильными. Лето тёплое, обычно начинается в первых числах мая и длится до начала октября, охватывая период около пяти месяцев. Зима умеренно мягкая, часто наблюдается отсутствие устойчивого снежного покрова. В среднем, высота снежного покрова составляет 14 см, наибольшая — 35 см. Характерно сочетание переизбытка тепла с недостатком влаги.
| Показатель                    | Янв.  | Фев.  | Март | Апр. | Май  | Июнь | Июль | Авг. | Сен. | Окт. | Нояб. | Дек.  | Год   |
| ----------------------------- | ----- | ----- | ---- | ---- | ---- | ---- | ---- | ---- | ---- | ---- | ----- | ----- | ----- |
| Абсолютный максимум, °C       | 12,2  | 17,1  | 24,0 | 31,4 | 35,9 | 36,5 | 39,5 | 40,2 | 35,9 | 35,0 | 20,9  | 15,0  | 40,2  |
| Средний суточный максимум, °C | −0,4  | 0,4   | 6,4  | 15,3 | 21,9 | 25,7 | 28,3 | 27,9 | 21,8 | 14,3 | 5,8   | 0,8   | 14,0  |
| Средняя температура, °C       | −3,1  | −2,9  | 2,2  | 9,9  | 16,2 | 20,1 | 22,5 | 21,8 | 16,1 | 9,4  | 2,5   | −1,8  | 9,4   |
| Средний суточный минимум, °C  | −5,7  | −5,9  | −1,5 | 4,9  | 10,4 | 14,6 | 16,7 | 15,8 | 10,9 | 5,2  | −0,3  | −4,3  | 5,1   |
| Абсолютный минимум, °C        | −29,3 | −26,1 | −25  | −8,2 | −2   | 5,0  | 8,2  | 3,9  | −3   | −8,9 | −18,6 | −26,2 | −29,3 |
| Норма осадков, мм             | 42    | 35    | 36   | 36   | 43   | 62   | 46   | 39   | 36   | 35   | 44    | 44    | 498   |
| Источник:                     |       |       |      |      |      |      |      |      |      |      |       |       |       |

Средняя годовая температура +9,0 °C, средняя температура в июле +22,9 °C, а в январе −4,9 °C.
Средняя глубина промерзания грунта — 0,8 м, максимальная — около 2 м.
По условиям обеспеченности влагой территория города относится к засушливой зоне. Среднегодовое количество осадков составляет 443 мм, а испарение с поверхности суши — 490 мм, с водной поверхности — 850 мм. При этом летом наблюдаются ливни, что сильно размывают поверхность почвы.
Относительная влажность воздуха в 13 часов составляет 60 %, наименьшая — 0 % — наблюдается в июне — августе.
Преобладающие направления ветра в тёплый период — северный и северо-восточный, в холодный период — северо-восточный и восточный. Средняя скорость ветра составляет 3,8 м/сек, усиливаясь до 4,2 м/сек на окраинах города. Максимальная скорость ветра до 28 м/сек, наблюдается один раз в 15-20 лет.
Ежегодно, в среднем, город покрыт туманом 45 дней на год. Наибольшее число туманов — 60 в год.
| Показатель                       | Янв. | Фев. | Март | Апр. | Май  | Июнь | Июль | Авг. | Сен. | Окт. | Нояб. | Дек. | Год   |
| -------------------------------- | ---- | ---- | ---- | ---- | ---- | ---- | ---- | ---- | ---- | ---- | ----- | ---- | ----- |
| Средний суточный максимум, °C    | −0,4 | 1,6  | 8,4  | 16,6 | 23,7 | 27,9 | 29,8 | 30,0 | 23,5 | 15,0 | 6,9   | 2,1  | 15,4  |
| Средняя температура, °C          | −2,7 | −1,5 | 4,0  | 10,8 | 17,7 | 21,9 | 23,6 | 23,6 | 17,6 | 10,3 | 3,9   | 0,1  | 10,8  |
| Средний суточный минимум, °C     | −5,1 | −4,7 | −0,5 | 5,0  | 11,7 | 16,0 | 17,5 | 17,1 | 11,7 | 5,6  | 1,0   | −1,8 | 6,1   |
| Норма осадков, мм                | 43,8 | 26,5 | 33,9 | 48,1 | 44,7 | 76,6 | 48,5 | 44,5 | 42,6 | 30,1 | 34,2  | 39,0 | 512,5 |
| Среднее число дней с заморозками | 23,6 | 20,1 | 15,4 | 3,3  | 0,0  | 0,0  | 0,0  | 0,0  | 0,0  | 3,7  | 12,6  | 19,0 | 97,6  |
| Источник: WeatherOnline          |      |      |      |      |      |      |      |      |      |      |       |      |       |

### Общие сведения
Площадь города составляет 33 099 га (331 км²). Показатель территории на 1000 жителей — 39 га. Более 4 тыс. га занятые водными пространствами (12,8 %), около 8 тыс. га занимают промышленные, коммунально-складские объекты, спецтерритории, 17,6 % городских земель используется в сельском хозяйстве. Свободные городские земли, составляющие 1,6 % от всей территории города, раздроблены и дисперсно расположены. Грунт — обычный чернозём, малогумусный. Высота над уровнем моря до 50 метров. Городом протекают небольшие реки Сухая и Мокрая Московки, Кушугум, Верхняя Хортица.
На 2010 г. в городе насчитывалось 18 парков и 56 скверов, однако не все соответствуют своему статусу — некоторые скверы почти полностью застроены, многие парки заброшены. Среди действующих благоустроенных парков ЦПКиО «Дубовая роща», Вознесеновский, парк ЗТЗ.

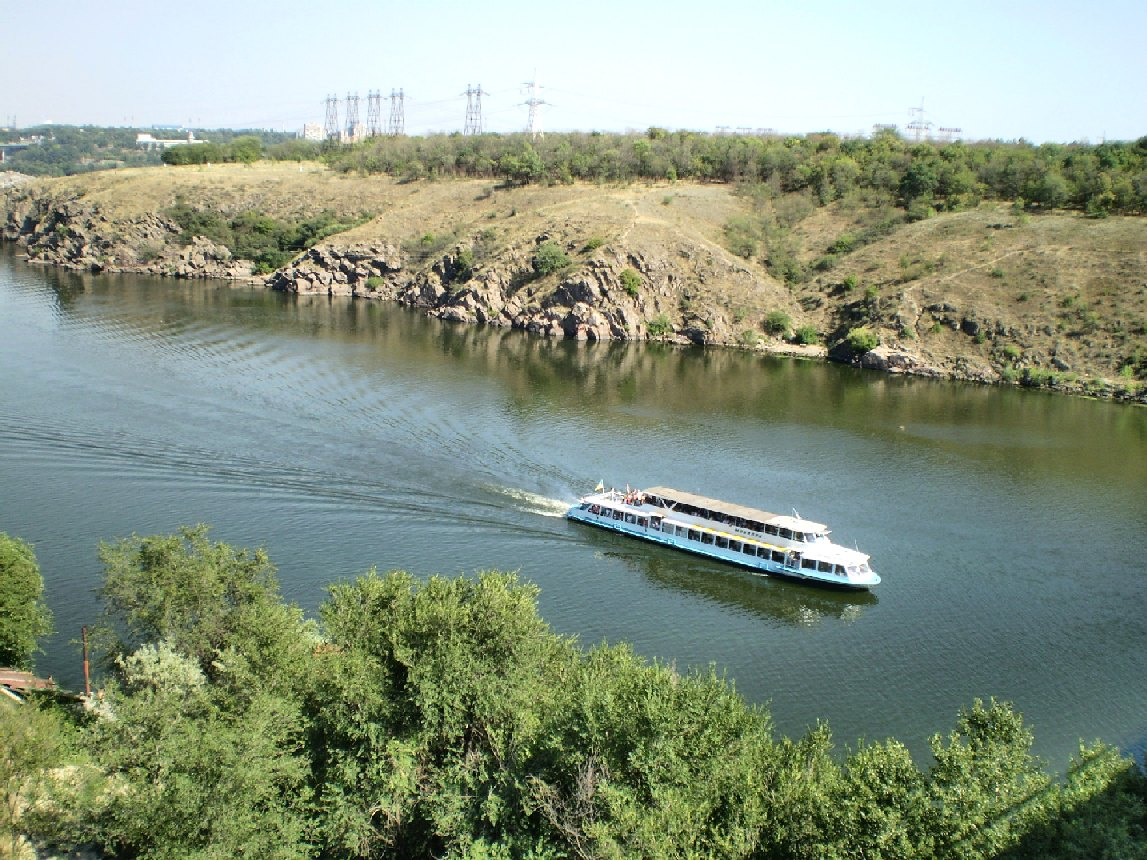
Прогулочный катер на Днепре возле острова Хортица
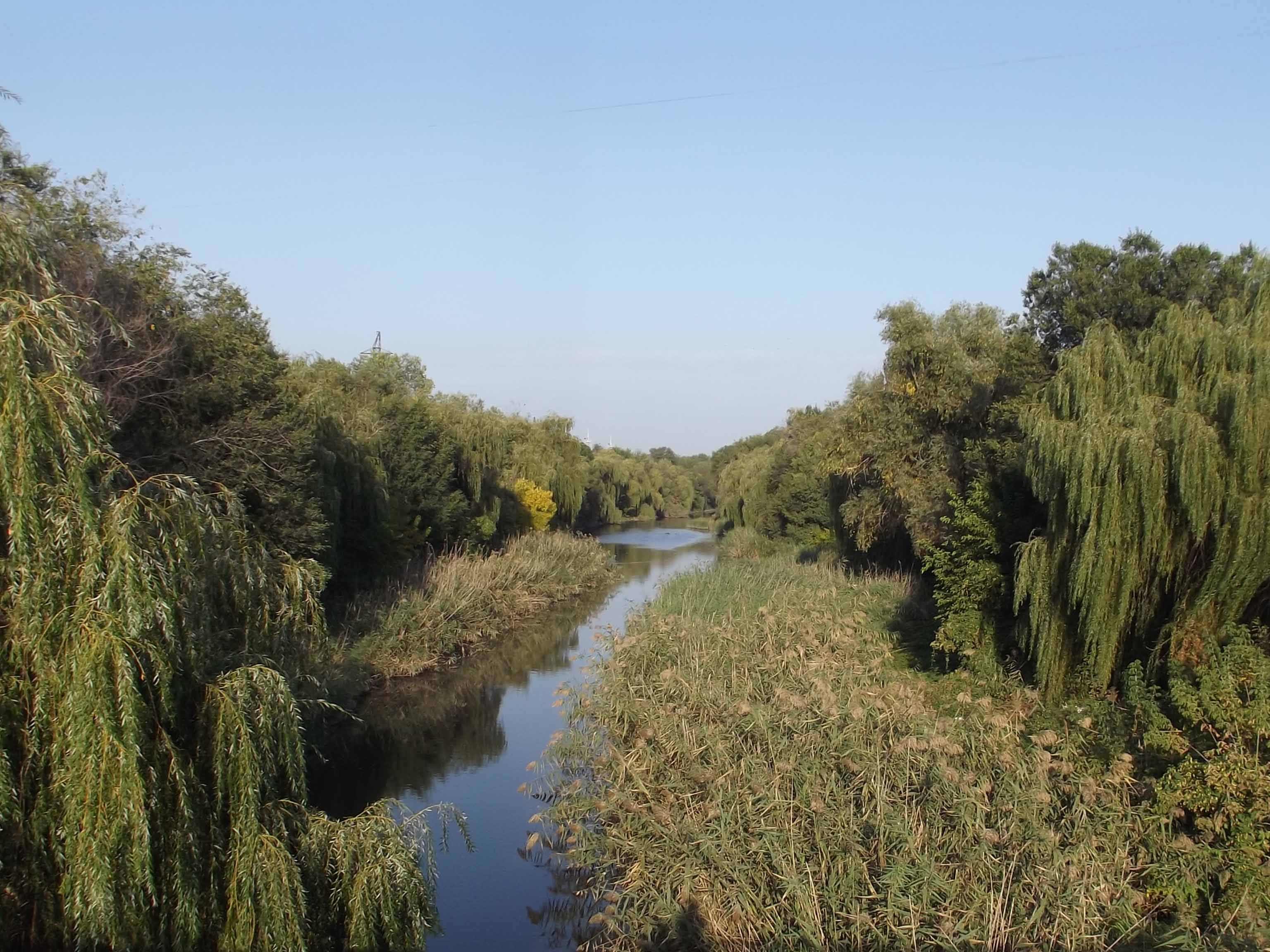
Река Мокрая Московка
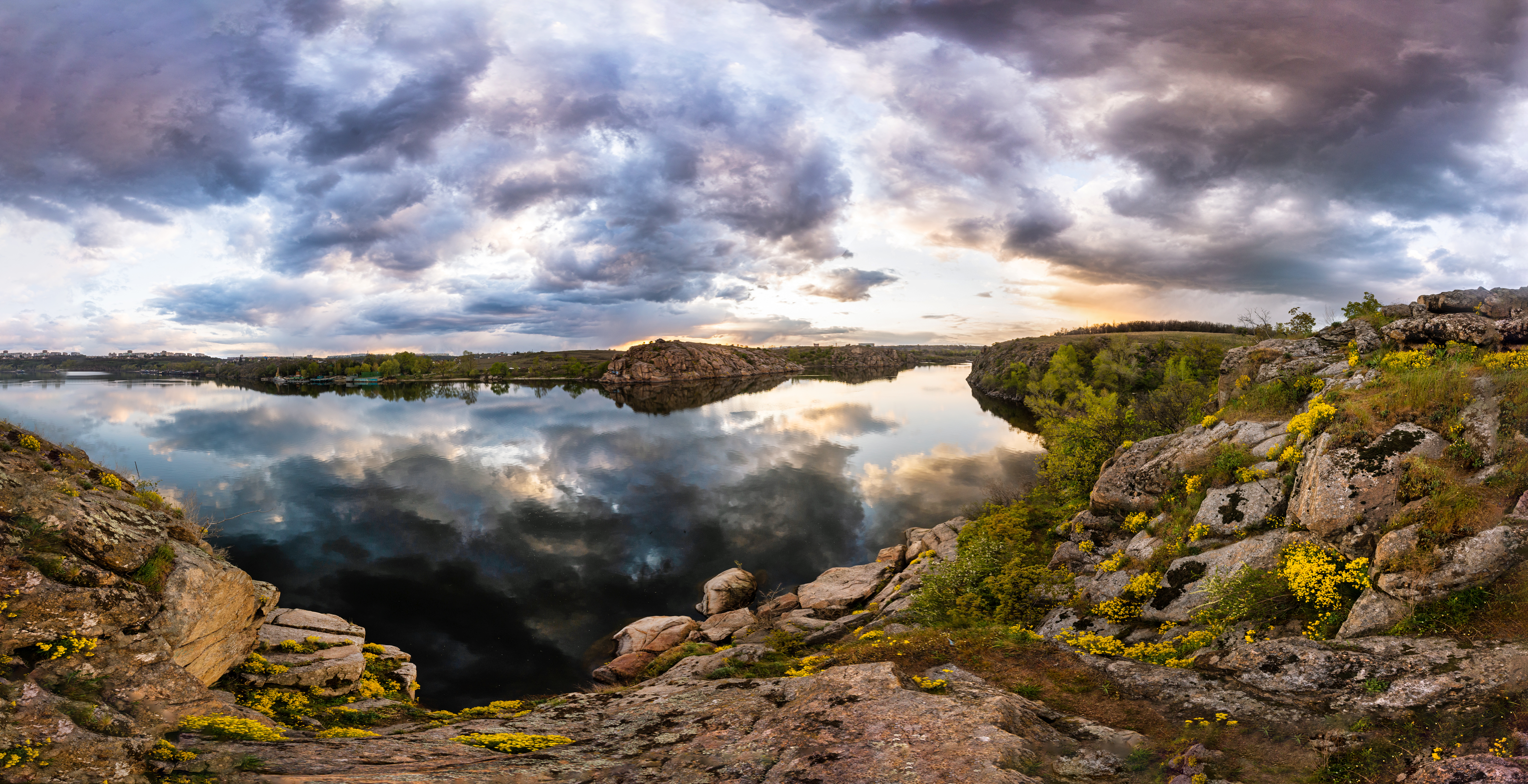
Скалы на Днепре
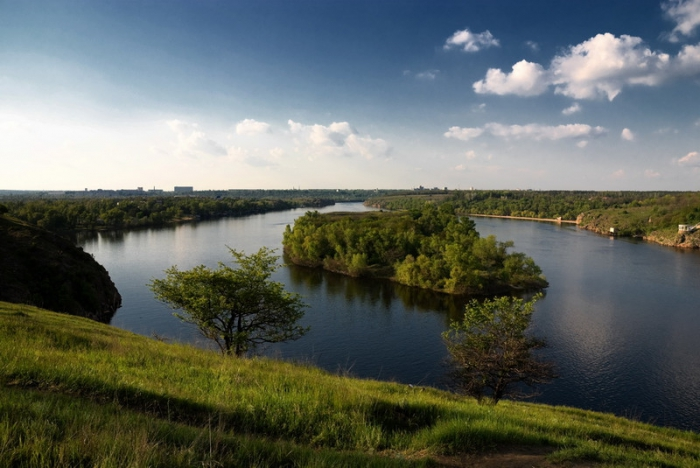
Малая Хортица
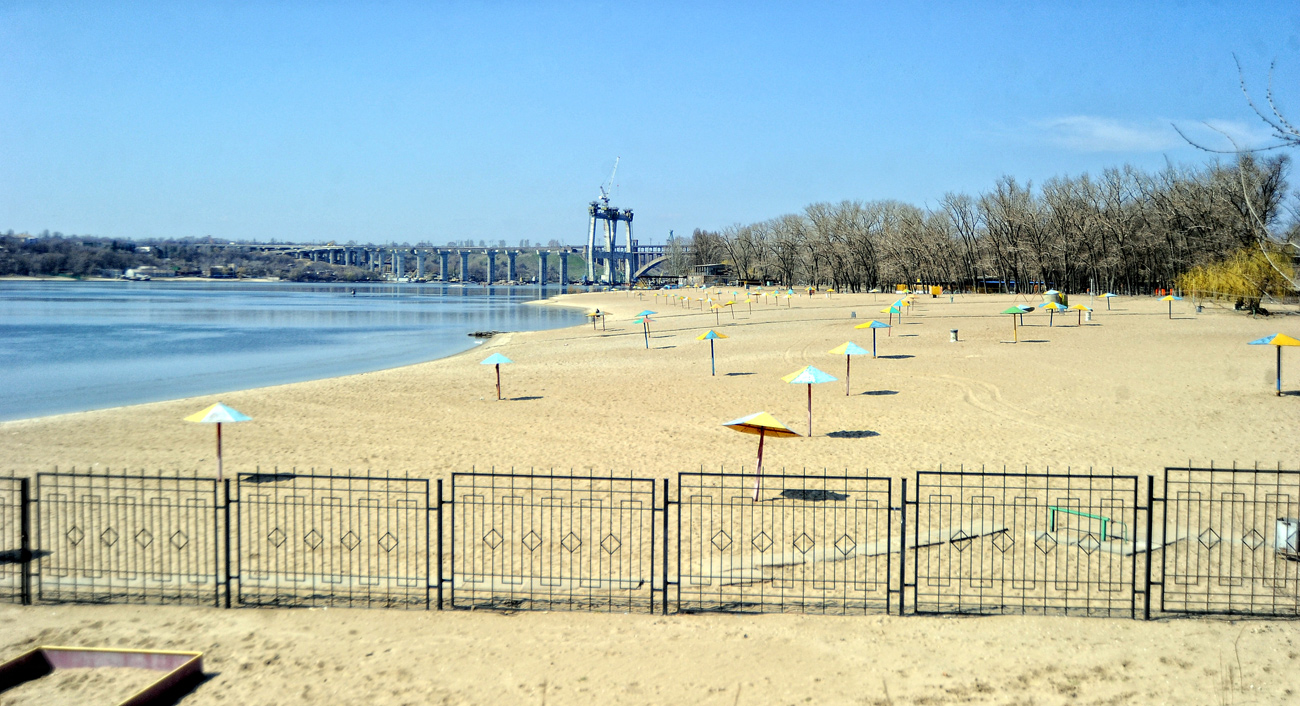
Центральный пляж города

### Экология
Воздух
Комплексный показатель загрязнения атмосферного воздуха в Запорожье в 2001—2005 гг. соответствовал недопустимому уровню и опасной степени загрязнения. Качество атмосферного воздуха (на 2010 г.), согласно «Санитарным правилам охраны атмосферного воздуха в населённых пунктах», оценивается по уровню загрязнения как «недопустимое», а по степени опасности — «умеренно опасное». В 2008 году вредные выбросы в атмосферу составляли 331,8 тыс. тонн. По оценкам 2010 г. 30-40 % выбросов приходится на автомобили.
Ежедневно в воздух Запорожья выбрасывается более 150 химических веществ, многие из них относятся к 1—2 классам опасности (двуокись марганца, бензапирен, соединения свинца, хрома и др.). Интенсивное загрязнение пылью (до 40 %), фенолом и сероводородом (до 50—60 %), окислами азота (до 40 %), фтором и хлором — определяет фон этого неблагополучия.
Вода
Город снабжается питьевой водой, забираемой из Днепра выше плотины. В 2009 году была сдана в эксплуатацию хлораторная Центральная очистная станция № 1. Оборотная вода с заводов по руслу речки Сухая Московка, после отстаивания в Капустянской балке в районе Запорожье-Левое, сбрасывается непосредственно в Днепр. В месте её впадения в Днепр (после плотины) вода окрашивается в желтовато-красный цвет.
Остальное
- Отходы I—III классов опасности в 2009 году составляли 8259 тыс. тонн[54].
- В городе зарегистрировано 38 пляжей, 20 из которых закреплены за предприятиями и 18 «диких». Состояние пляжей, также как и их финансирование городом признаны неудовлетворительными в 2010 г.[55]
- По итогам 2009 г. Запорожье не было в списке первой десятки городов Украины с наиболее загрязнённой атмосферой[56].
- В 2010 г. Запорожье заняло 8-е (последнее) место в списке наиболее комфортных крупных городов Украины[57].

## Органы власти и политика

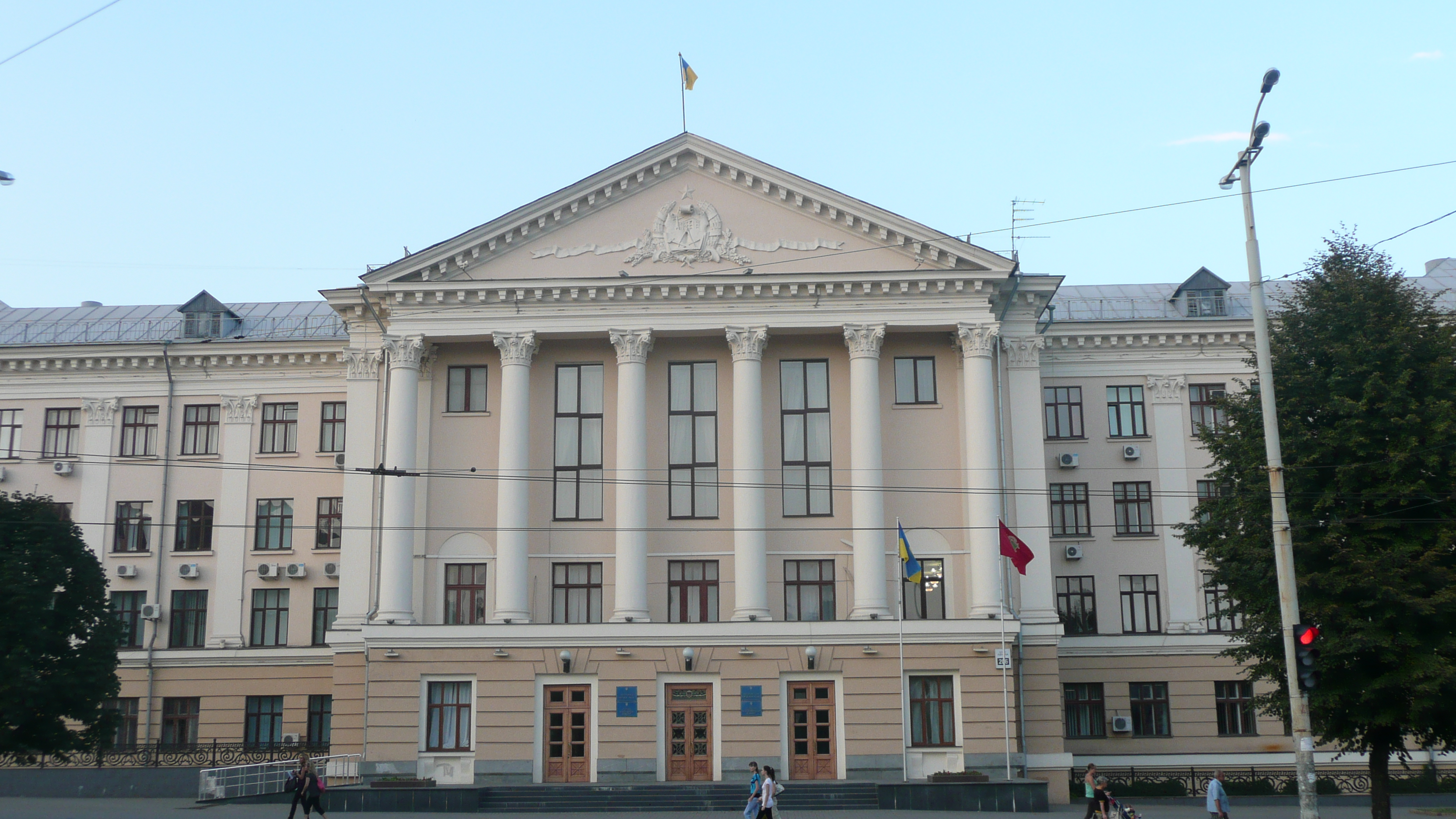
Здание городского совета.
Соборный проспект, 206

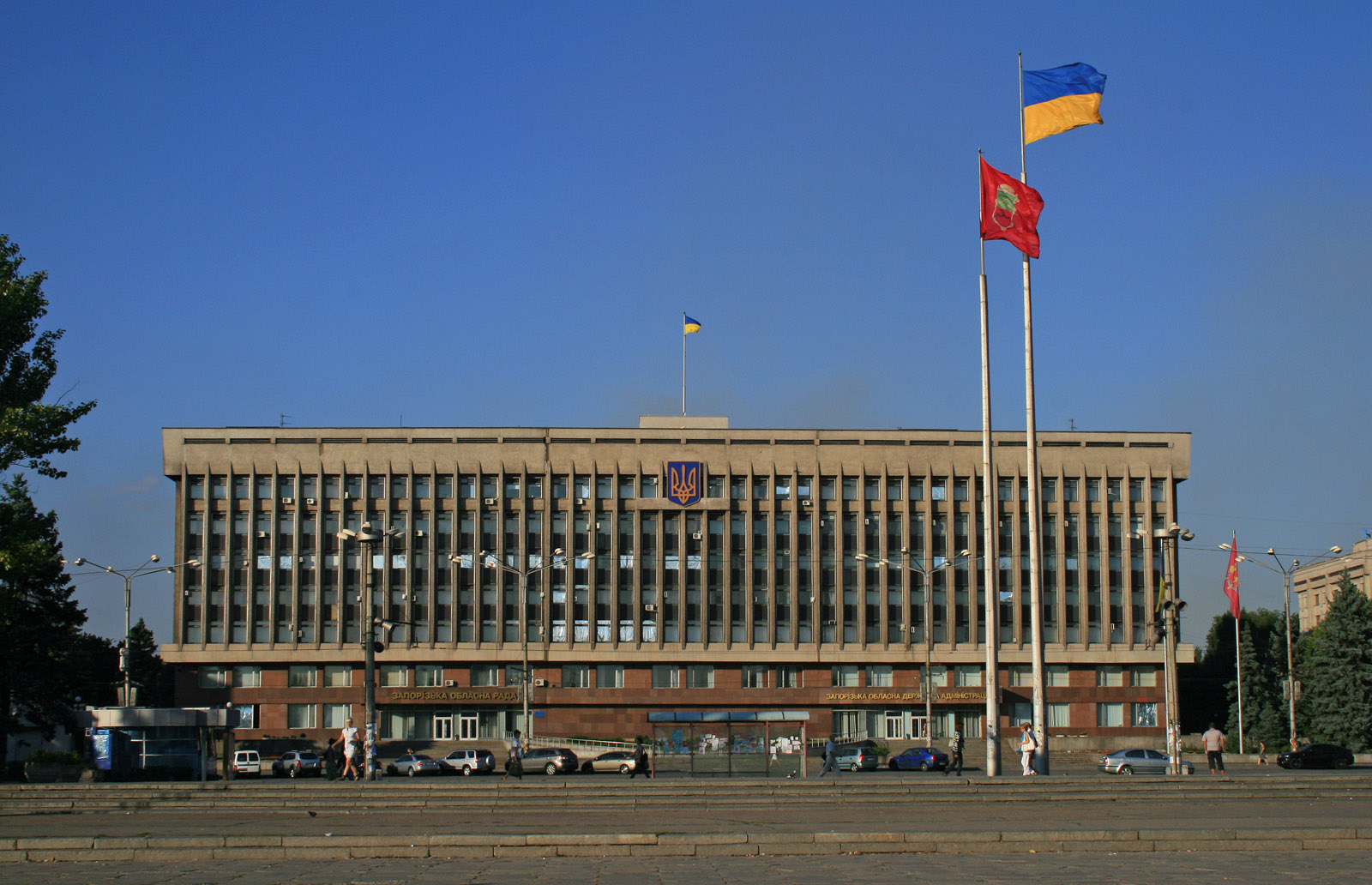
Здание областной администрации и областного совета

Город Запорожье является самостоятельной административно-территориальной единицей и административным центром Запорожской области. В городе находятся органы как местного, так и областного самоуправления.
Органами и должностными лицами местного самоуправления в городе являются:
- городской голова (высшее должностное лицо);
- городской совет (законодательный орган, избирается населением на 5 лет);
- 7 районных администраций (исполнительно-распорядительные органы городского совета).

Судебную власть в городе осуществляют 7 районных судов.
Городской голова избирается жителями города, путём прямого, общего, свободного, тайного голосования сроком на 5 лет. Вновь избранный городской голова приносит присягу на сессии городского совета. В 2015—2021 года городским головой Запорожья являлся Владимир Буряк (переизбран в 2020). После ухода в отставку Буряка 29 сентября 2021 временно исполнять полномочия городского головы стал секретарь городского совета Анатолий Куртев.
В Запорожье также находятся законодательные (Запорожский областной совет), исполнительные (Запорожская областная государственная администрация) и судебные органы власти Запорожской области.

### Политические партии
По результатам выборов 2020 в городском совете представлены 64 депутата следующих партий:
| Название по-украински               | Количество мест | Доля   |
| ----------------------------------- | --------------- | ------ |
| Партія Володимир Буряка — «Єднання» | 16              | 25 %   |
| Опозиційна платформа — За життя     | 13              | 20,3 % |
| Слуга народу                        | 13              | 20,3 % |
| Європейська солідарність            | 11              | 17,2 % |
| Нова політика                       | 6               | 9,4 %  |
| Партія Шарія                        | 5               | 7,8 %  |

## Экономика
Доходы бюджета города на 2020 год запланированы в объёме 7,12 млрд грн, расходы — 8,03 млрд грн.
Официально зарегистрированный уровень безработицы по состоянию на апрель 2015 составил 1,3 % когда 10 тыс. чел. имели статус безработного, среди которых 7,4 тыс. получали помощь по безработице.

### Промышленность

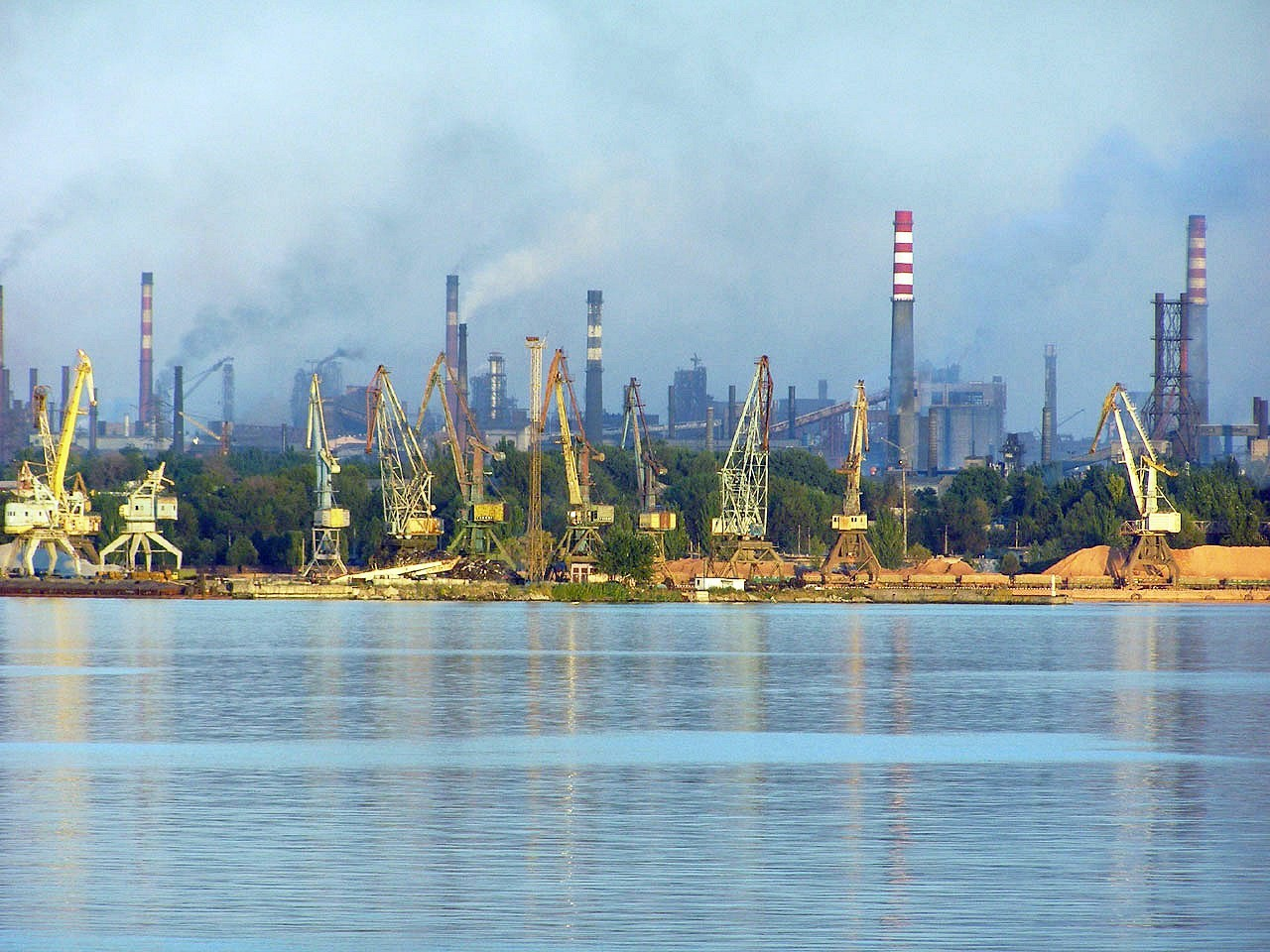
Вид на речной порт и промплощадку с заводами, со стороны Днепра
(перед плотиной ДнепроГЭСа)

Экономический потенциал города Запорожье — это свыше 280 промышленных предприятий, среди которых основную долю составляют предприятия машиностроения, металлургии и обработки металла, химической и нефтехимической промышленности, пищевой промышленности.
Металлургический комплекс представлен предприятиями чёрной и цветной металлургии, в частности акционерными обществами «Запорожсталь», «Днепроспецсталь», «Запорожский завод ферросплавов», «Запорожкокс», «Запорожогнеупор», «Запорожский сталепрокатный завод», «Запорожнерудпром», «Запорожский производственный алюминиевый комбинат», «Укрграфит», «Запорожский титано-магниевый комбинат», «Запорожский завод цветных металлов», «Запорожский литейно-механический завод».
Машиностроение города известно на мировом рынке крупными предприятиями, среди которых: «Завод подъёмнотранспортных машин» (ООО «ЗПТМ»), «Запорожский автомобилестроительный завод», «Запорожтрансформатор», завод «Преобразователь», «Запорожский абразивный комбинат», электровозоремонтный завод, «Запорожский судостроительно-судоремонтный завод», «Запорожский завод тяжёлого краностроения», «Запорожский механический завод», разработчик авиадвигателей ЗМКБ «Прогресс», центр авиационного двигателестроения «Мотор Сич», разработчик и создатель радиолокационных станций КП НПК «Искра», ГП «Радиоприбор».
Пищевая промышленность обеспечивает население города продуктами питания и напитками. Самыми крупными из них являются хлебозаводы (ПАО «Запорожский хлебозавод № 3» и ПАО «Запорожский хлебозавод № 5»), ОАО «Запорожский хлебокомбинат № 1», масложиркомбинат, мясокомбинат, ПБК «Славутич», завод безалкогольных напитков, «Квас Бевериджиз».
В городе более 16 тыс. субъектов предпринимательской деятельности.

### Транспорт
Городские пассажирские перевозки в Запорожье обеспечиваются трамваями (7 маршрутов), троллейбусами (7 маршрутов), автобусами и такси.
Запорожский железнодорожный узел образуется пересечением двух магистральных линий: Харьков — Запорожье I — Симферополь и Кривой Рог — Запорожье II — Донбасс. Внешние автобусные перевозки пассажиров осуществляются тремя автостанциями (автовокзал, пригородные АС-2 и АС-3).
Сеть автодорог М-18 (E 105), Н-08, Н-15, Н-23, Т-0803 связывает город с несколькими областями Украины. Два речных порта, расположенных на левом берегу в верхнем и нижнем бьефе Днепровской ГЭС, обеспечивают грузовое и пассажирское сообщение в бассейне Днепра и Черноморского побережья. В городе действует международный аэропорт «Запорожье».
Левый и правый берега города связаны между собой плотиной ДнепроГЭС, мостами Преображенского, арочным мостом. В настоящее время главной транспортной проблемой Запорожья является низкая пропускная способность мостов и плотины. Интенсивность транспортных потоков через мосты Преображенского превышает их пропускную способность в 3,7 раза, через плотину ДнепроГЭСа — более чем в 1,5 раза. В 2004 году было начато строительство новых мостов (параллельно мостам Преображенского), но до сих пор их строительство не завершено полностью. На 2022 год были введены в эксплуатацию верховые части балочного и вантового мостов (движение со стороны Хортицкого района в сторону центра города), которые позволили немного улучшить транспортное сообщение.

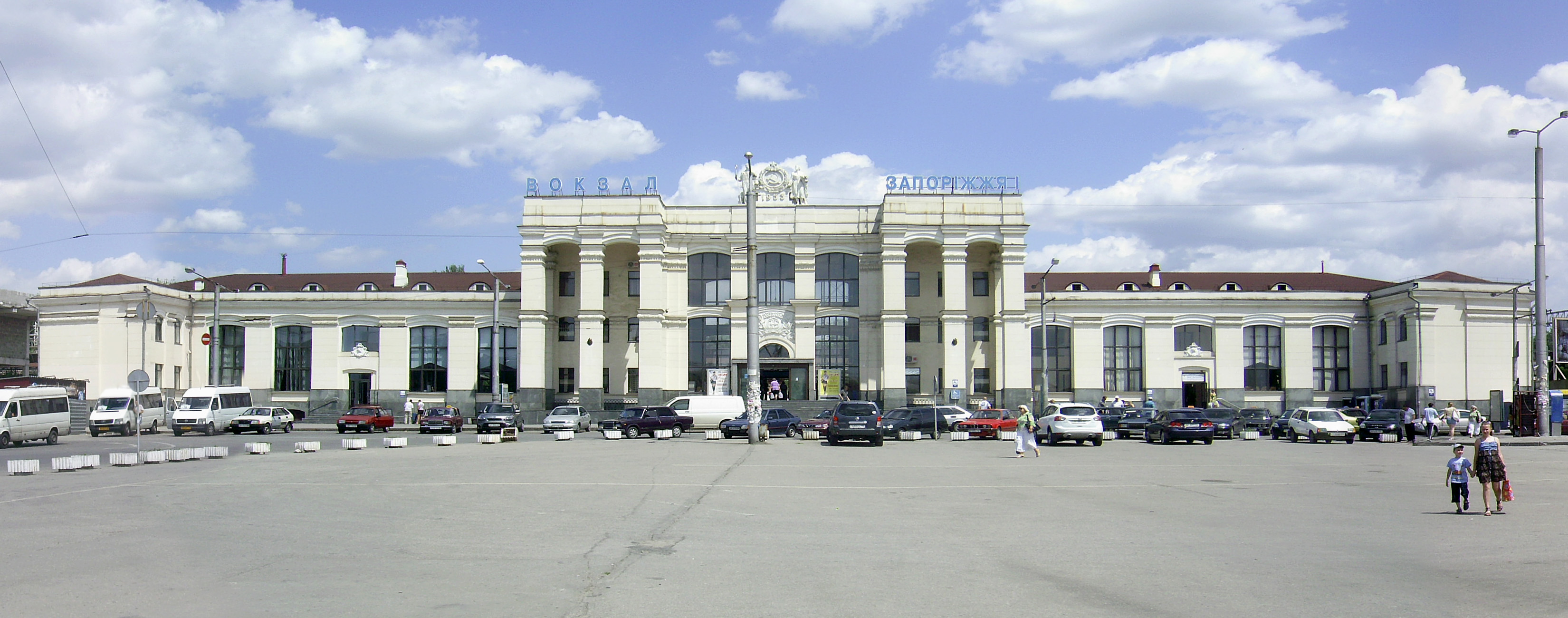
Железнодорожный вокзал Запорожье I
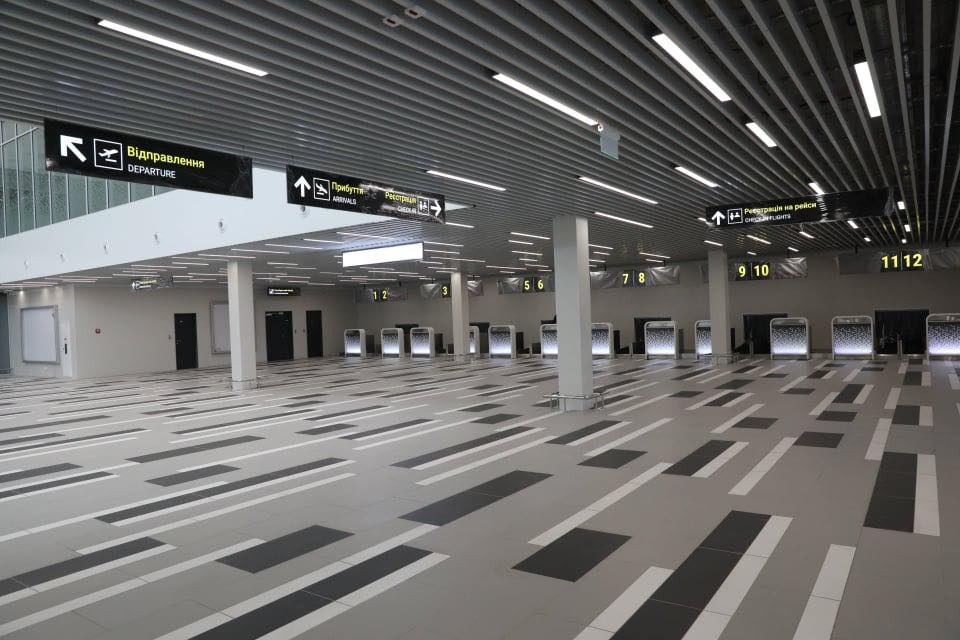
Терминал международного аэропорта Запорожье
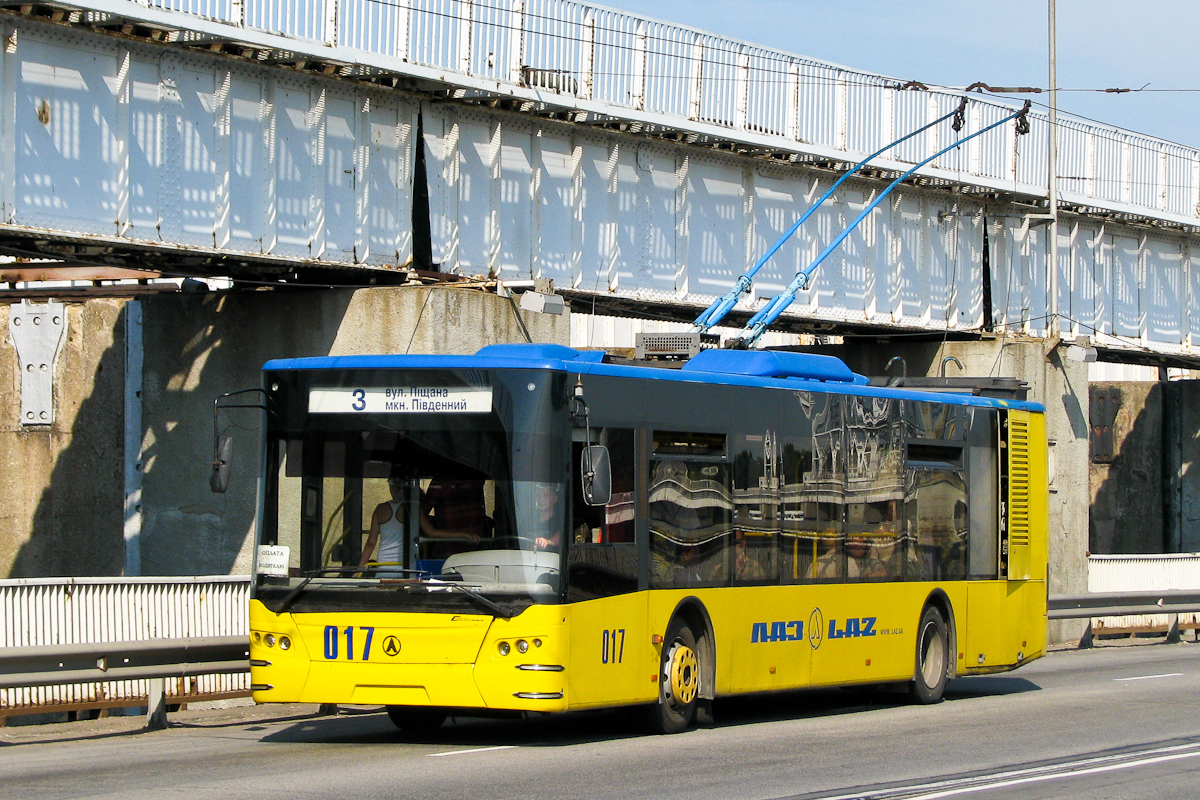
Большинство троллейбусов города модели ЛАЗ E183D1
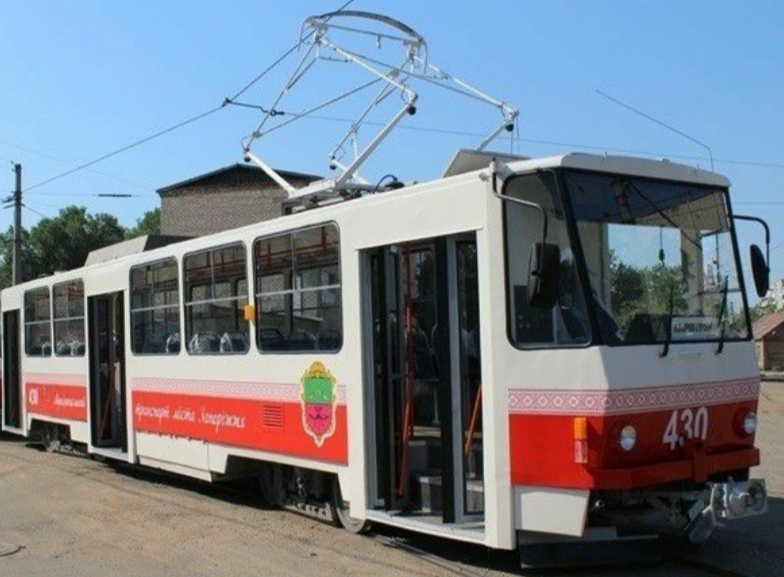
Большинство трамваев города модели Tatra T6B5SU
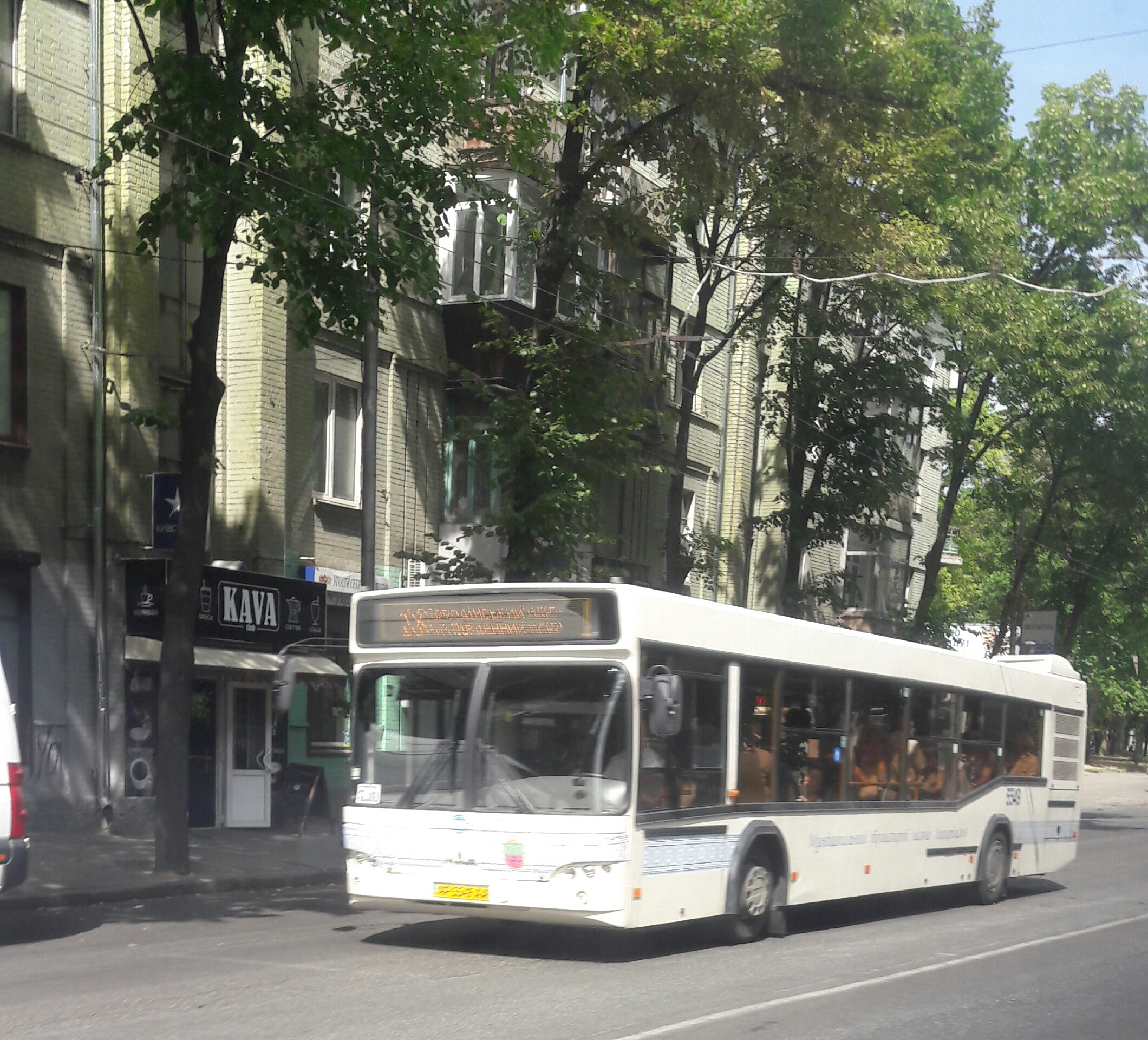
Запорожский автобус

### Доступность города
Город частично адаптирован для маломобильных граждан. Среди проблем можно отметить плохое покрытие на тротуарах, недостаточное количество съездов, нарушение нормативов при строительстве инфраструктуры для маломобильных жителей города. По состоянию на 2021 год для комфортных и безопасных перевозок наиболее приспособлен муниципальный транспорт (в частности, автобусы, часть троллейбусов и трамваев). Начата разработка Проекта устойчивой мобильности, одной из целей которого является развитие транспорта для всех категорий населения.

### Торговля
В Запорожье работает 21 рынок и 12 торговых площадок: 19 смешанных, 5 продовольственных, 1 непродовольственная, 4 автомобильных и 4 цветочных.
В том числе рынки КП «Запорожрынок»: Центральный, Крытый, Малый, Космический, Хортицкий, Правобережный, Заводский, рынок Соцгорода и Шевченковская торговая площадка.

## Образование и наука

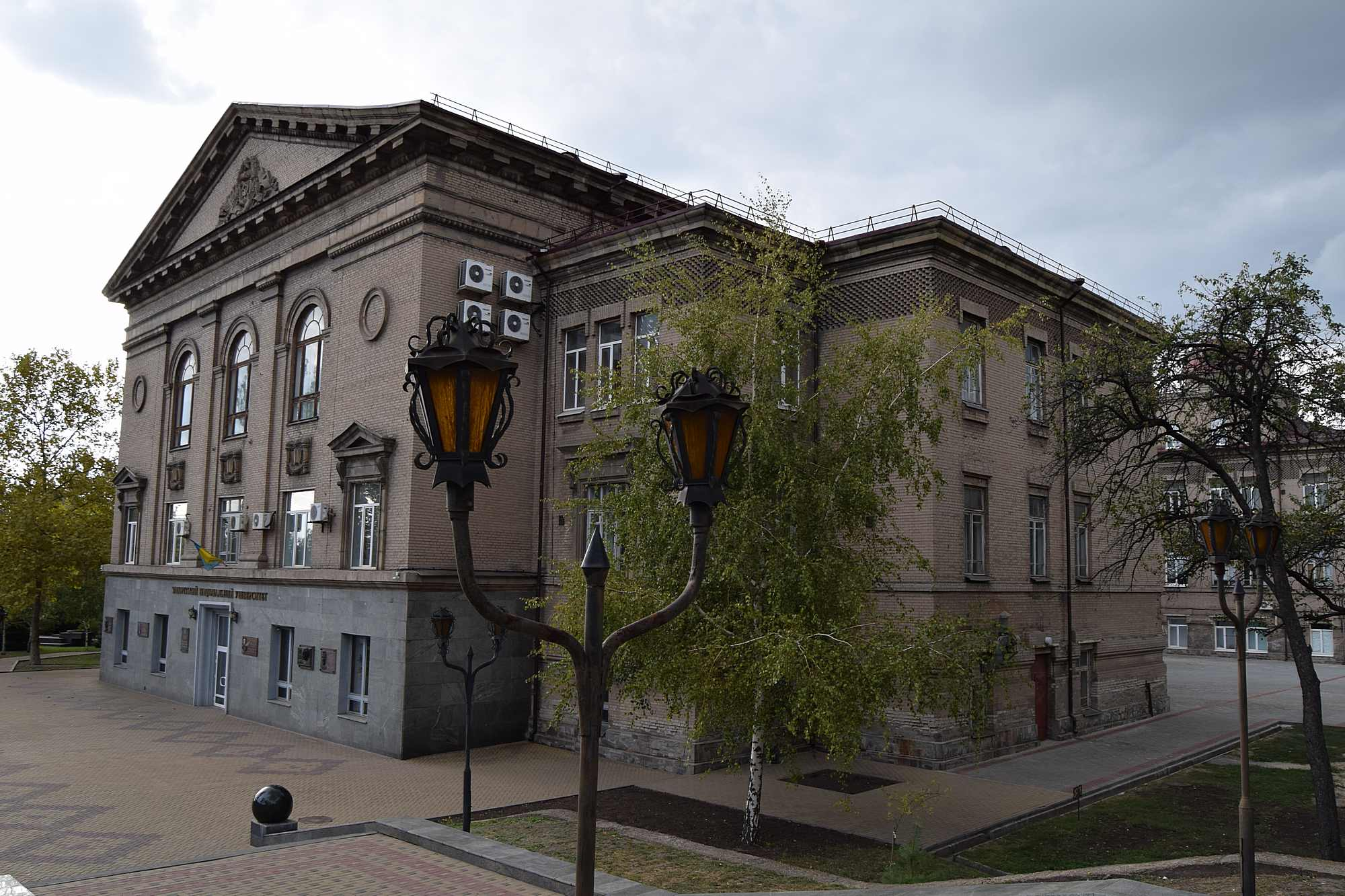
Запорожский национальный университет

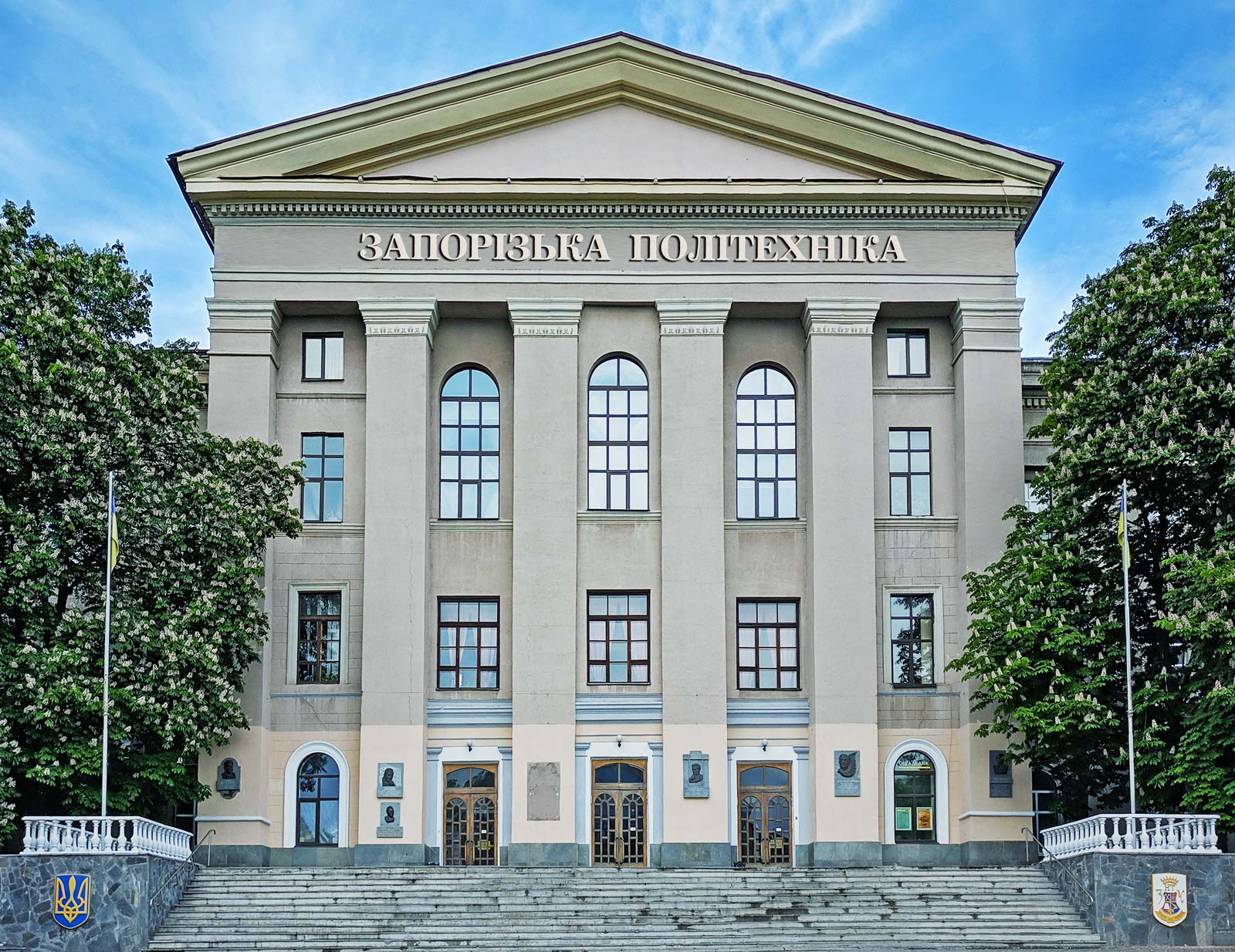
Национальный университет «Запорожская политехника»

В 2013/2014 учебном году в г. Запорожье функционировало 143 дошкольных учебных заведения, в которых воспитывалось более 26 тыс. детей.
По состоянию на 2014 г. в Запорожье насчитывалось 60,6 тыс. учащихся в 117 общеобразовательных заведениях коммунальной собственности и 5 частных заведений.
Сеть высших и профессионально-технических учебных заведений города составляет 17 учебных заведений I—IV уровней аккредитации, 16 — профессионально-технического образования, где обучается около 45 тысяч студентов.
Основные высшие учебные заведения
- Запорожская государственная инженерная академия (ЗГИА)
- Запорожский государственный медицинский университет (ЗГМУ)
- Запорожский институт экономики и информационных технологий (ЗИЭИТ)
- Национальный университет «Запорожская политехника» (НУЗП)
- Запорожский национальный университет (ЗНУ)
- Классический приватный университет (КПУ)

Научные центры
Институт титана, НИИ спецсталей, Институт сельскохозяйственного машиностроения, НИИ газоочистки, НИИ трансформаторостроения, НИИ силовой энергетики, проектно-конструкторский и технологический институт, ООО «НИКТИМ-Сельхозмаш». Ранее работали НИИ радиосвязи (ЗНИИРС), Институт механизации животноводства.

## Культура и искусство
Филармония

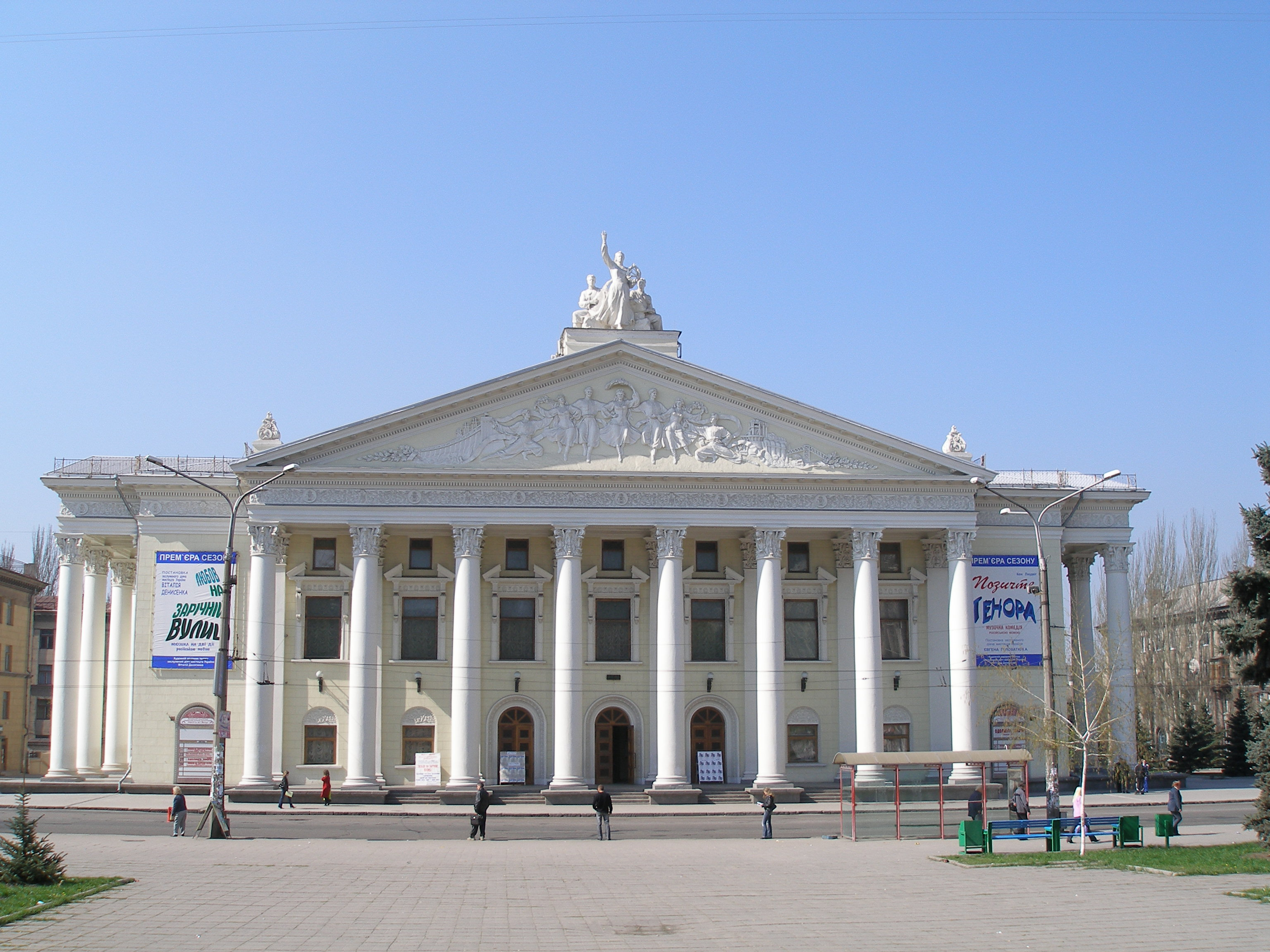
Областной украинский музыкально-драматический театр имени В. Г. Магара

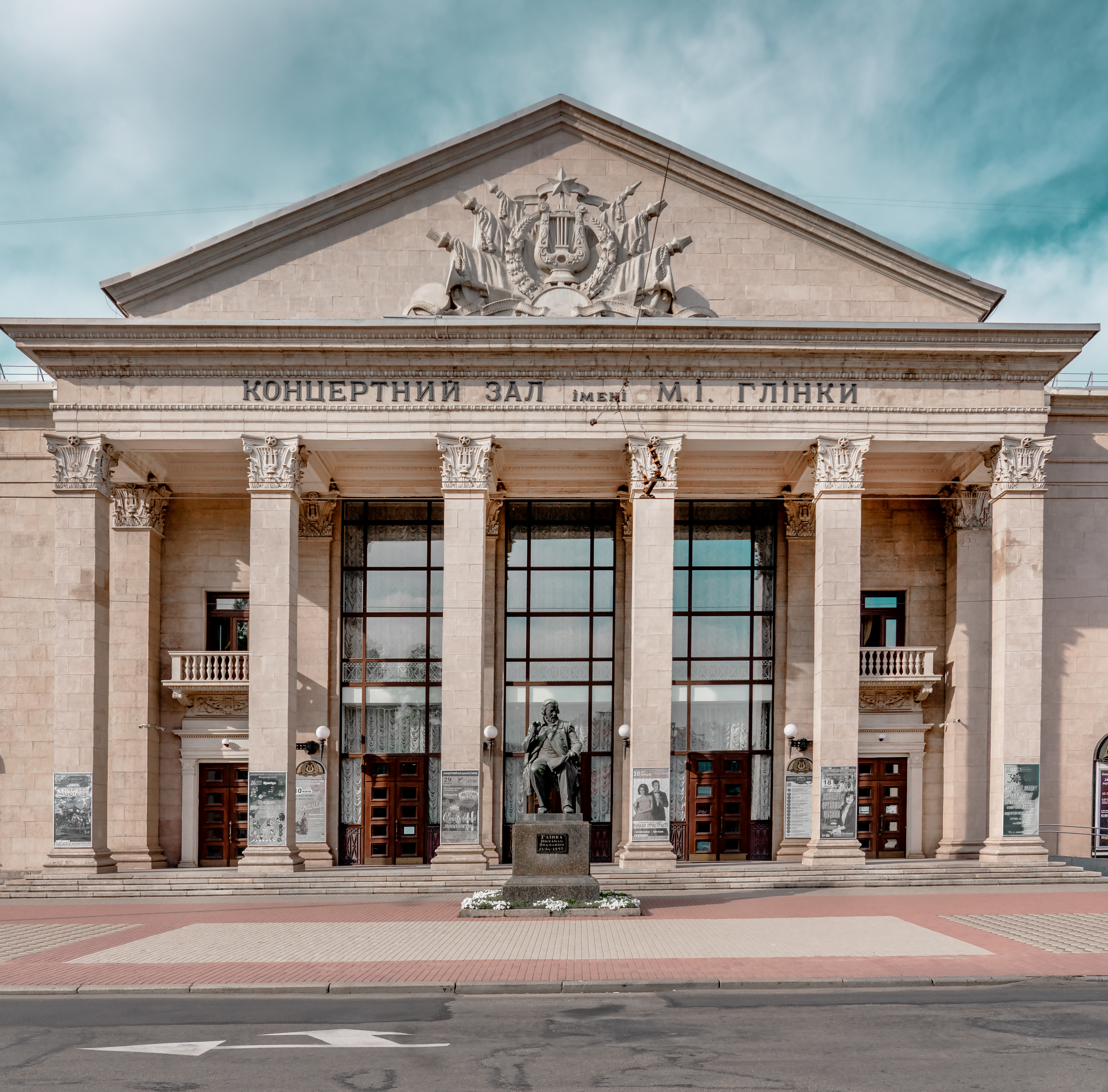
Концертный зал имени М. И. Глинки

- Областная филармония, которая располагается в концертном зале им. М. И. Глинки
  - При филармонии действует Академический симфонический оркестр Запорожской областной филармонии
- Городская детская филармония[98]

Театры
- Академический областной украинский музыкально-драматический театр имени В. Г. Магара
- Муниципальный театр-лаборатория «VIE»[99]
- Академический театр юного зрителя
- Областной театр кукол[100]
- Конный театр «Запорожские казаки»[101]
- Запорожский муниципальный театр танца (в помещении ДК им. Кирова)
- Городской театр-кабаре «Александровский уезд»
- Новый театр
- Детский театр «Свия»

Кинотеатры
- Байда
- им. Довженко
- им. Маяковского
- Хортицкий
- Multiplex
- Блокбастер
- КиноМакс
- автомобильный «КиноDRIVE»

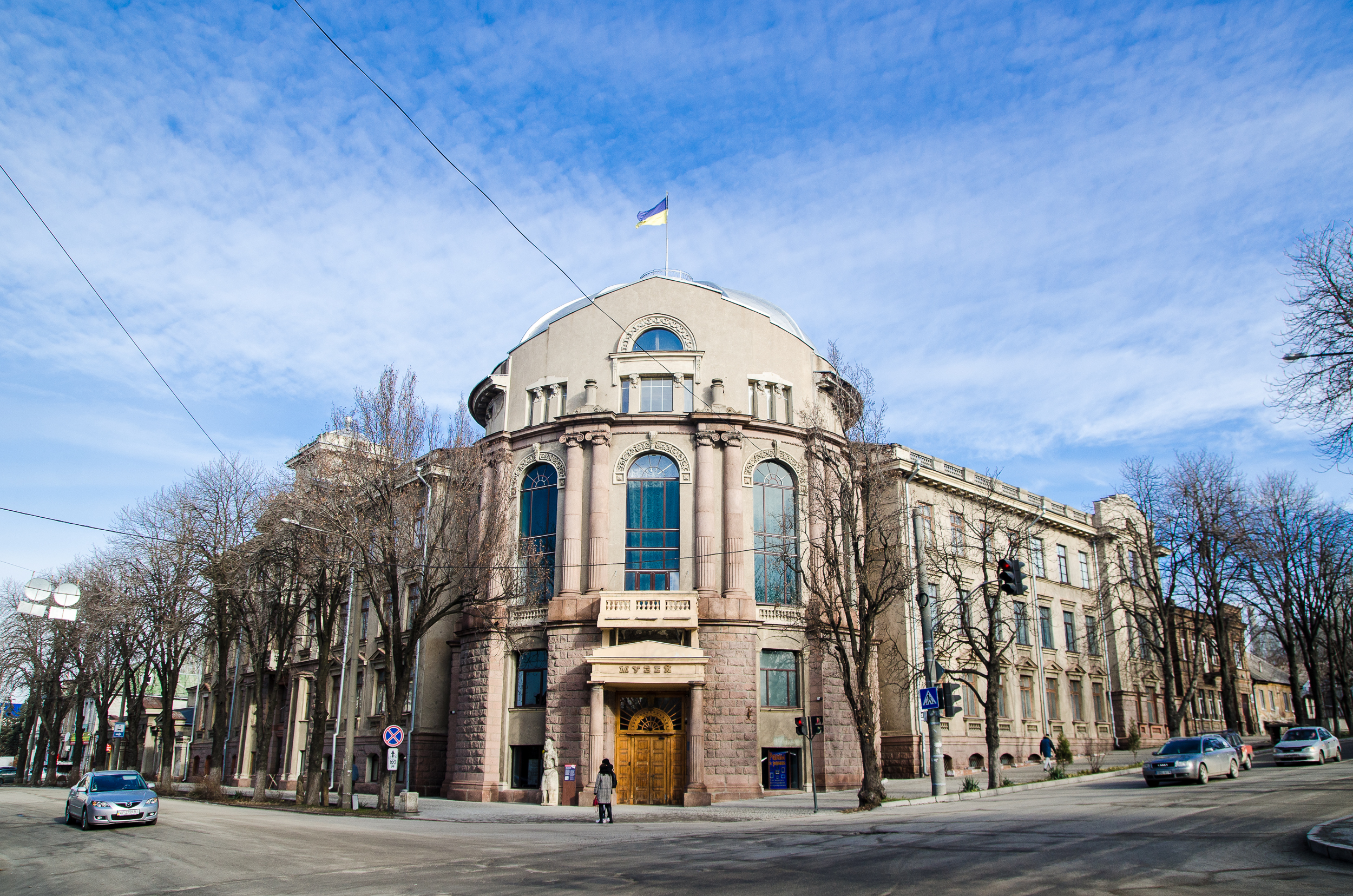
Областной краеведческий музей, бывшее здание Александровской думы

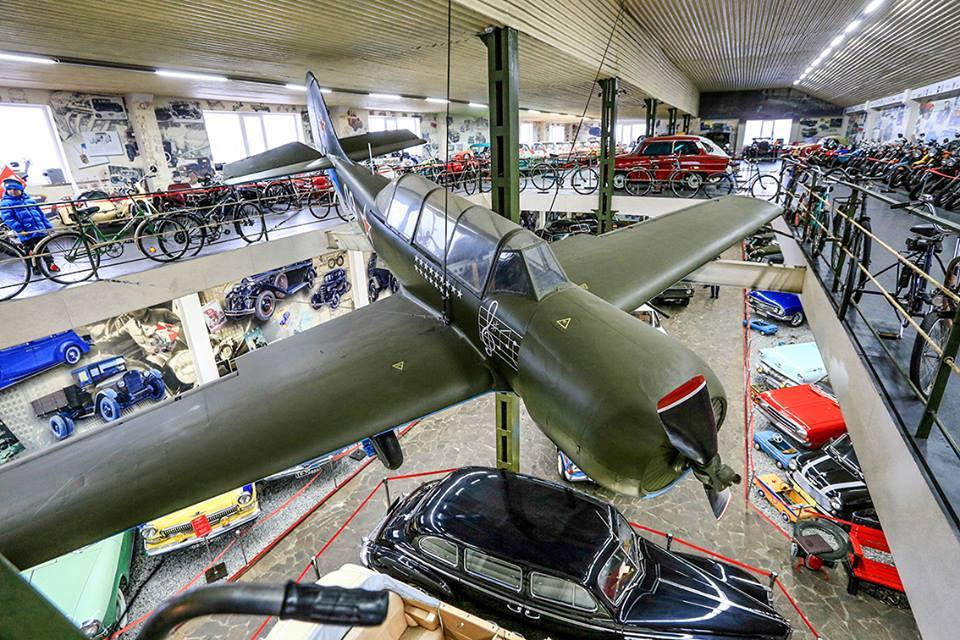
Музей техники Фаэтон

Более 30 лет в Запорожье действует киноклуб «Восхождение».
Музеи
- Областной краеведческий музей.
- Национальный заповедник «Хортица». Музей истории запорожского казачества[103]
- Областной художественный музей.
- Музей истории оружия.
- Музей ретро-автомобилей «Фаэтон»
- Запорожский музей-галерея прикладной керамики и живописного творчества[104]
- Музей техники Богуслаева
- Музей истории архитектуры Запорожья[105]

Проблемой государственных музеев является недостаток финансирования.
Дворцы и парки культуры, цирк
- В Запорожье более десятка дворцов культуры[107]
- Центральный парк культуры и отдыха «Дубовая роща»
- Запорожский государственный цирк
- Запорожский ботанический сад

Библиотеки
- В городе располагается около 20 библиотек[108], крупнейшая из них — областная универсальная научная библиотека.

Фестивали

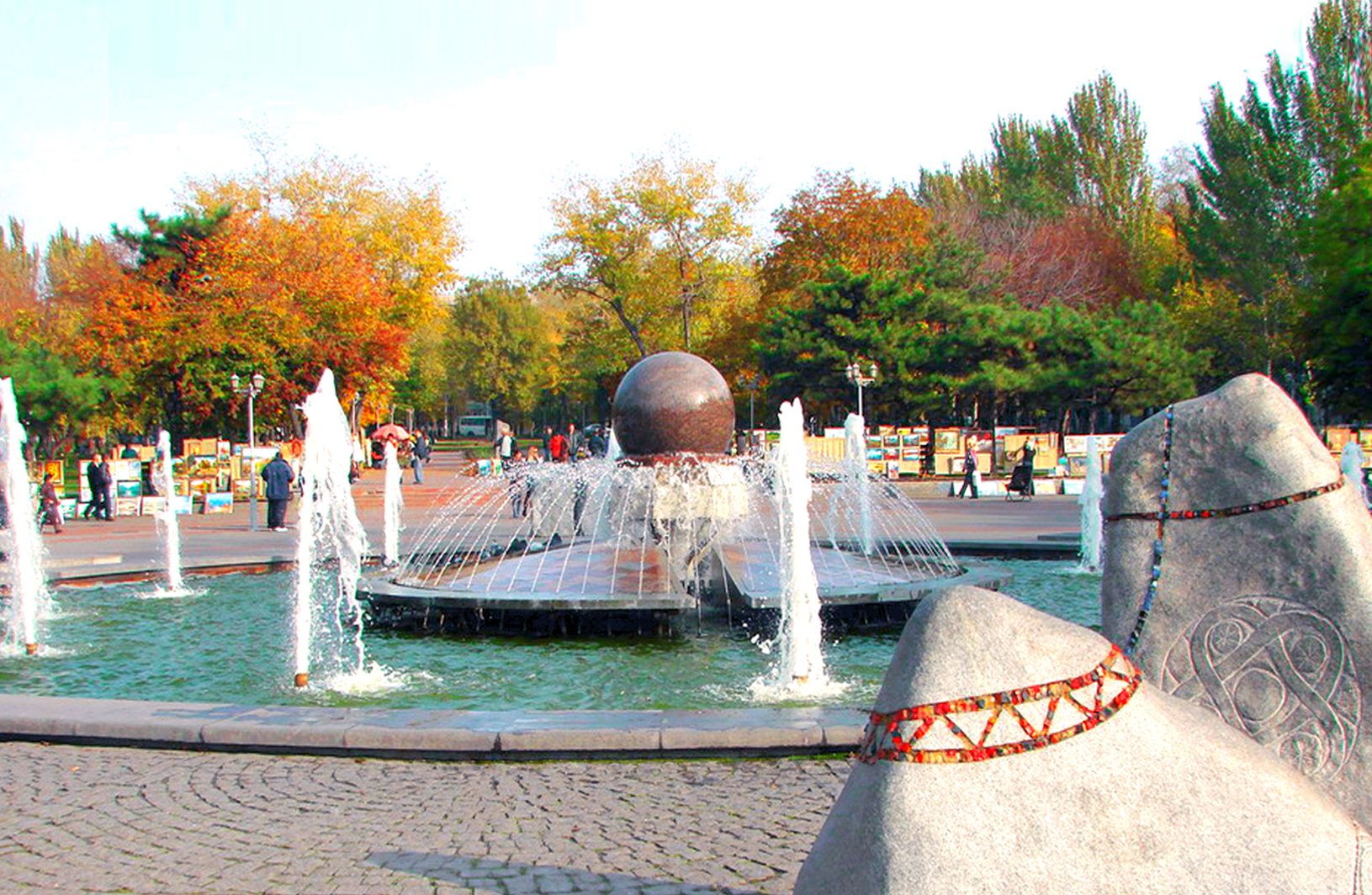
«Фонтан Жизни» на пл. Маяковского с вернисажем запорожских художников

- «Аккорды Хортицы» — международный фестиваль детского и юношеского творчества (с 2001 г.)[109][110]
- Жемчужины сезона (укр. «Перлини сезону») — всеукраинский музыкальный фестиваль[111]
- «Поющий остров» — международный фестиваль авторской песни (в 2010 г. был проведён восьмой фестиваль)[112]
- «Плеяда» — фестиваль авторской песни молодёжи и студенчества[113]
- «Пісенний листопад» — детский открытый фестиваль современной популярной песни[114]
- «Звёзды Мельпомены» — детский городской театральный фестиваль[115]
- «Зорепад» — областной фестиваль эстрадного искусства
- «Спадщина» — областной фестиваль патриотической песни
- Za-ПОРіГ — ежегодный рок-фестиваль
- IT Forum — ежегодный форум компьютерных технологий и интернет маркетинга. Проводится с 2018 года[116]
- Запорожская синерама — фестиваль отечественного кино. В 2013 году фестиваль прошёл в 15-й раз[117]
- Khortytsia Freedom — музыкальный фестиваль, проводится с 2018 года[118][119].

Городской Вернисаж
Запорожским городским объединением художников «Колорит» устраиваются вернисажи под открытым небом на площади Маяковского, где можно пообщаться с художниками, дизайнерами, карикатуристами, увидеть мастер-классы по резьбе, вышивке, бисероплетению и другим видам творчества.

## Спорт

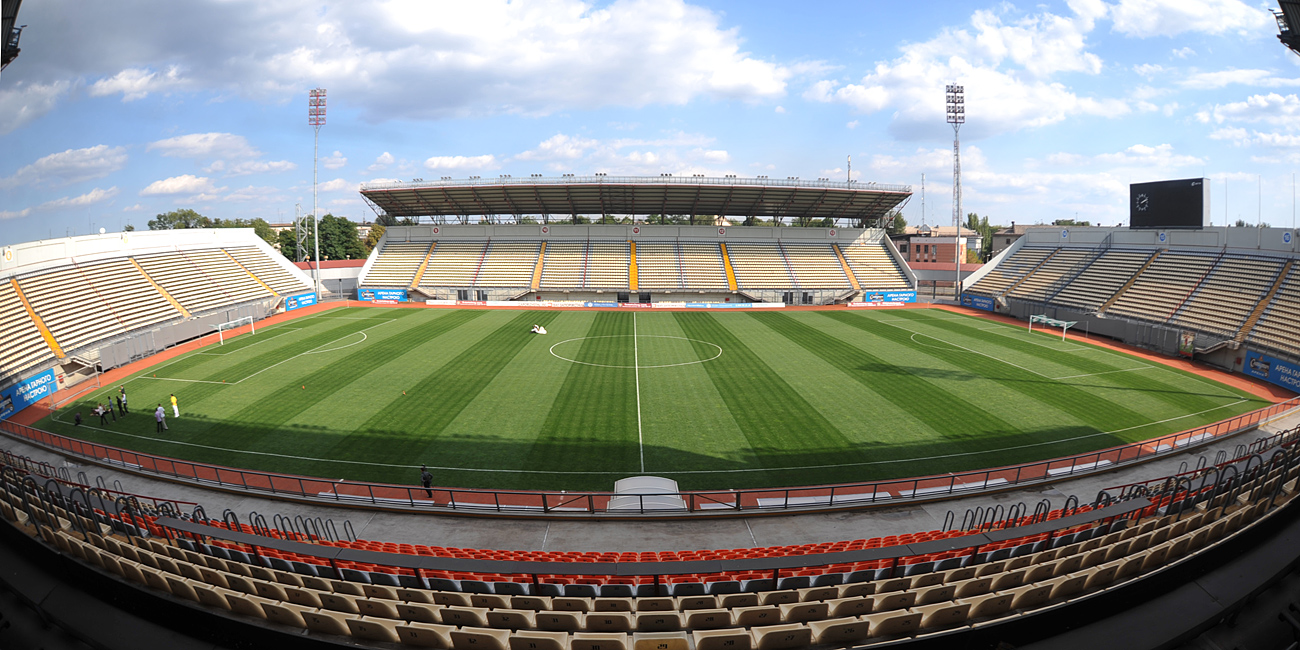
«Славутич-Арена»

В распоряжении жителей города легкоатлетические манежи, плавательные бассейны, вёсельно- и водноспортивные базы, теннисные корты, спортивные площадки с искусственным покрытием, дворец спорта «Запорожалюминстрой», дворец спорта «Юность», современный футбольный стадион «Славутич-Арена».
В городе работают детско-юношеские школы олимпийского резерва по гандболу, вольной борьбе и дзюдо.
В суперлиге Украины выступают мужские гандбольные команды из Запорожья «ZTR» и «Мотор», в волейбольной суперлиге выступает женский волейбольный клуб «Орбита-Университет». Ранее в высших лигах страны были представлены футбольные клубы «Металлург», «Торпедо», баскетбольный клуб «Запорожье», женский баскетбольный клуб «Козачка-ЗАлК», женский гандбольный клуб «Мотор».
Кроме того спортсмены Запорожья добиваются результатов в гребле, греко-римской борьбе, дзюдо, лёгкой и тяжёлой атлетике, многоборье (в том числе и в триатлоне), парусном спорте, водных видах спорта, художественной гимнастике, восточных единоборствах, шахматах и шашках.

## СМИ
В Запорожье вещают местные телеканалы: «UA: Запорожье», «ALEX.UA» (включает два канала — «Алекс» и «АТВ»), «ТВ-5» (включает два канала — «ТВ-5» и «ТВ-5 Спорт»), МТМ, «ТВ-Голд». На базе радиостанции «Великий Луг» работает запорожская студия 5 канала. В 1991—2002 гг. действовал телеканал «Хортица».
В эфире Запорожья можно услышать более десятка FM-радиостанций. Среди собственно запорожских — «Ностальжи», «Великий Луг», «Запоріжжя-FM».
На 2005 год в Запорожской области издавалось 185 газет, которые распространялись общим тиражом около 1,5 млн экземпляров. В областном центре выпускается более 20 различных газет и журналов. Среди них: «Индустриальное Запорожье», «МИГ», «Запорізька правда», «Запорозька Січ», «Мрія», «Портмоне», «Привоз», «Суббота плюс», «Туча» и др.

## Здравоохранение

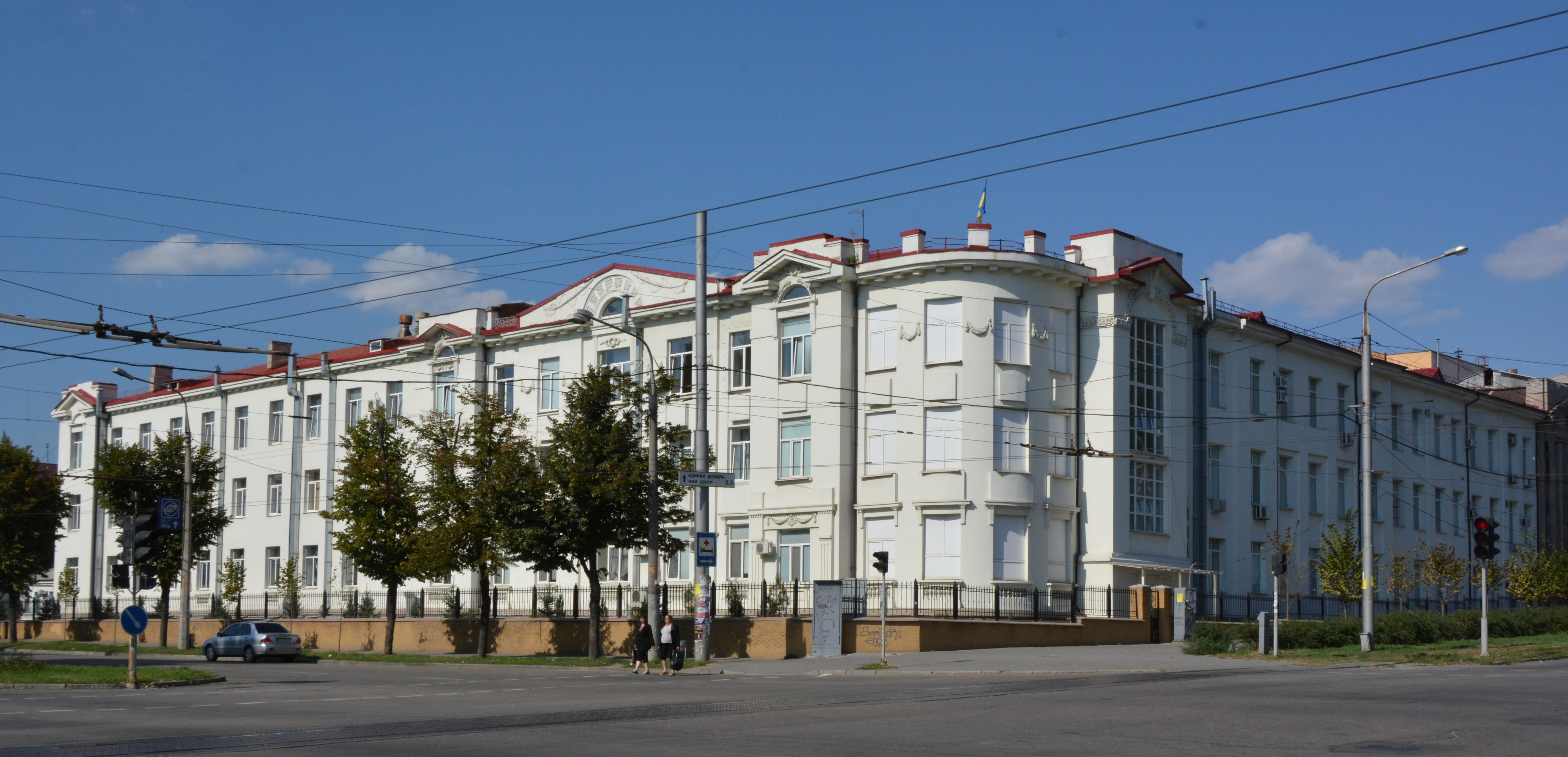
Областная детская больница

Сеть лечебных учреждений Запорожья на 2018 год состоит из 33 коммунальных и государственных лечебно-профилактических учреждений городского подчинения первичного и вторичного уровней оказания медицинской помощи населению. Из них 17 учреждений здравоохранения имеют в своём составе стационары, в том числе 9 больниц общего профиля, 2 детские больницы, 5 родильных домов и 1 больница экстренной и скорой медицинской помощи. Кроме того, стационарная медицинская помощь предоставляется также ведомственными и коммерческими лечебными учреждениями.
Показатель доступности в стационарной помощи по учреждениям городского подчинения составил 20 на 100 жителей в год. На 1 января 2011 года в городе функционировало 4240 коек, показатель обеспеченности на 10 тыс. населения составлял 54,3.

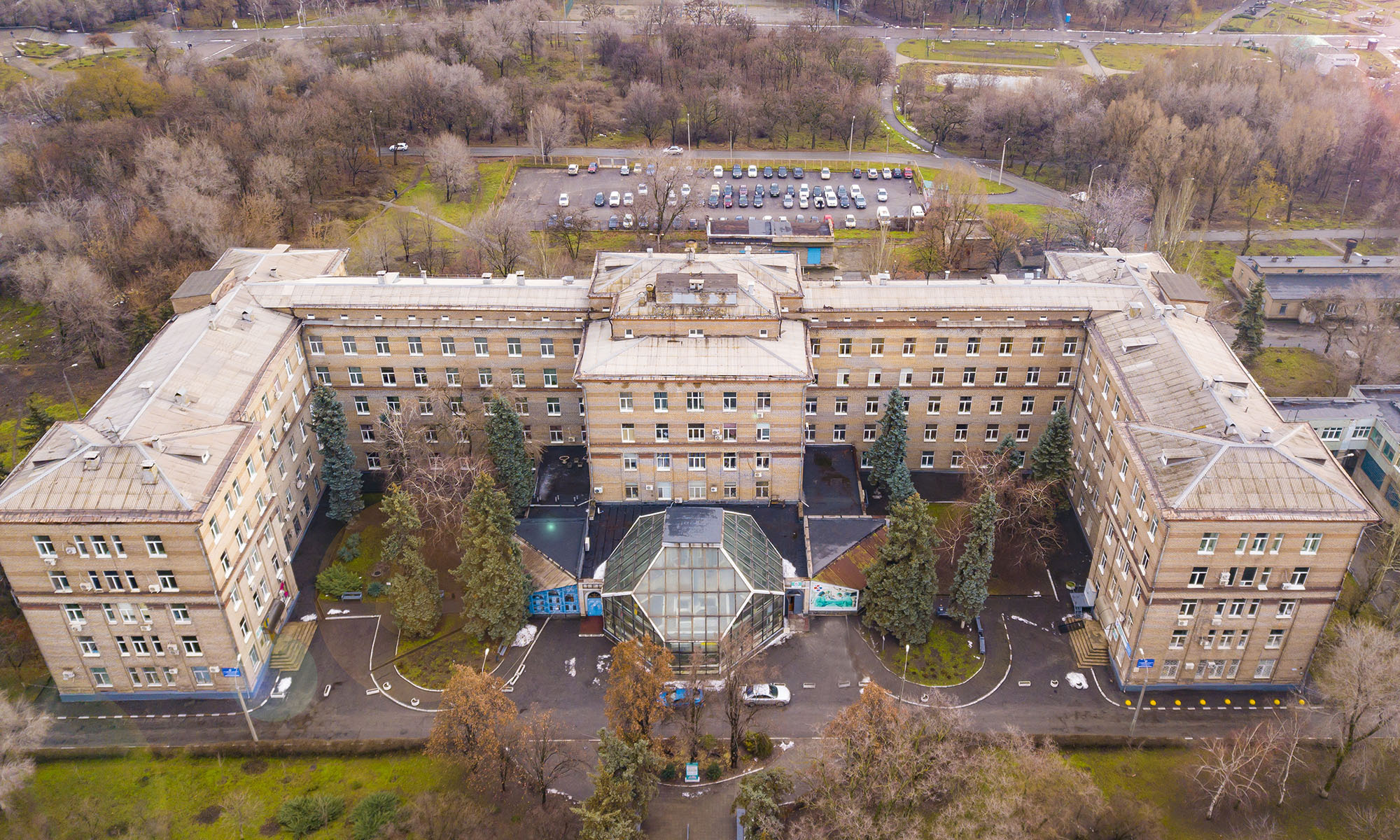
Городская больница №5

Одной из основных проблем является кадровый дефицит здравоохранения города, прежде всего, врачей первичного звена — семейных врачей, участковых терапевтов и педиатров, врачей-рентгенологов, лаборантов, который по ряду лечебных учреждений составляет около 50 % — 60 %. Также требует улучшения материально-техническая база лечебно-профилактических учреждений, в первую очередь службы скорой медицинской помощи и амбулаторно-поликлинических учреждений. Городской властью были разработаны программы, направленные на повышение качества медицинской помощи за счёт реконструкции зданий и закупки современного оборудования.
На здравоохранение в 2010 г. выделено 406,5 млн грн, что однако являлось недостаточным для полноценной охраны здоровья.
Фельдшеров, медсестёр, акушерок готовят четыре медицинских училища. Врачей и провизоров готовит Запорожский государственный медицинский университет. Дальнейшее повышение квалификации врачей осуществляет Запорожская медицинская академия последипломного образования.

## Кладбища
В Запорожье в ведении коммунального предприятия «Ритуал» находятся девять кладбищ, из которых только одно действующее — Кушугумское. На Верхней Хортице действует относительно новое кладбище Святого Николая, находясь под ведомством СКП «Ритуальная Служба» Запорожского районного совета.
| Название                               | Площадь | Статус                     |
| -------------------------------------- | ------- | -------------------------- |
| Восточное кладбище                     |         | закрыто                    |
| Капустяное кладбище                    |         | закрыто                    |
| Кладбище Святого Николая               |         | открыто                    |
| Кушугумское кладбище                   |         | открыто                    |
| Леваневское кладбище                   |         | закрыто с октября 2009     |
| Матвеевское кладбище                   |         | закрыто с 1 июля 2010 года |
| Павло-Кичкасское кладбище              |         | закрыто                    |
| Правобережное (Осипенковское) кладбище |         | закрыто                    |
| Южное (Первомайское) кладбище          |         | закрыто                    |
| Хортицкое кладбище                     |         | закрыто                    |

## Достопримечательности

### Острова Хортица и Малая Хортица
В городской черте находится Хортица — самый большой остров на Днепре. На о. Малая Хортица располагался дерево-земляной городок Дмитрия «Байды» Вишневецкого, который считается прообразом Сечи. С северной части Хортицы открывается панорама на плотину ДнепроГЭСа и несколько скал. Остров и прилегающие скалы, островки входят в Национальный заповедник «Хортица».
На острове Хортица находится Музей истории запорожского казачества, комплекс Скифский стан (Зорова могила), рекреационные центры крупных заводов Запорожья, Институт механизации животноводства. На острове девять посёлков, проживает около двух тысяч человек.

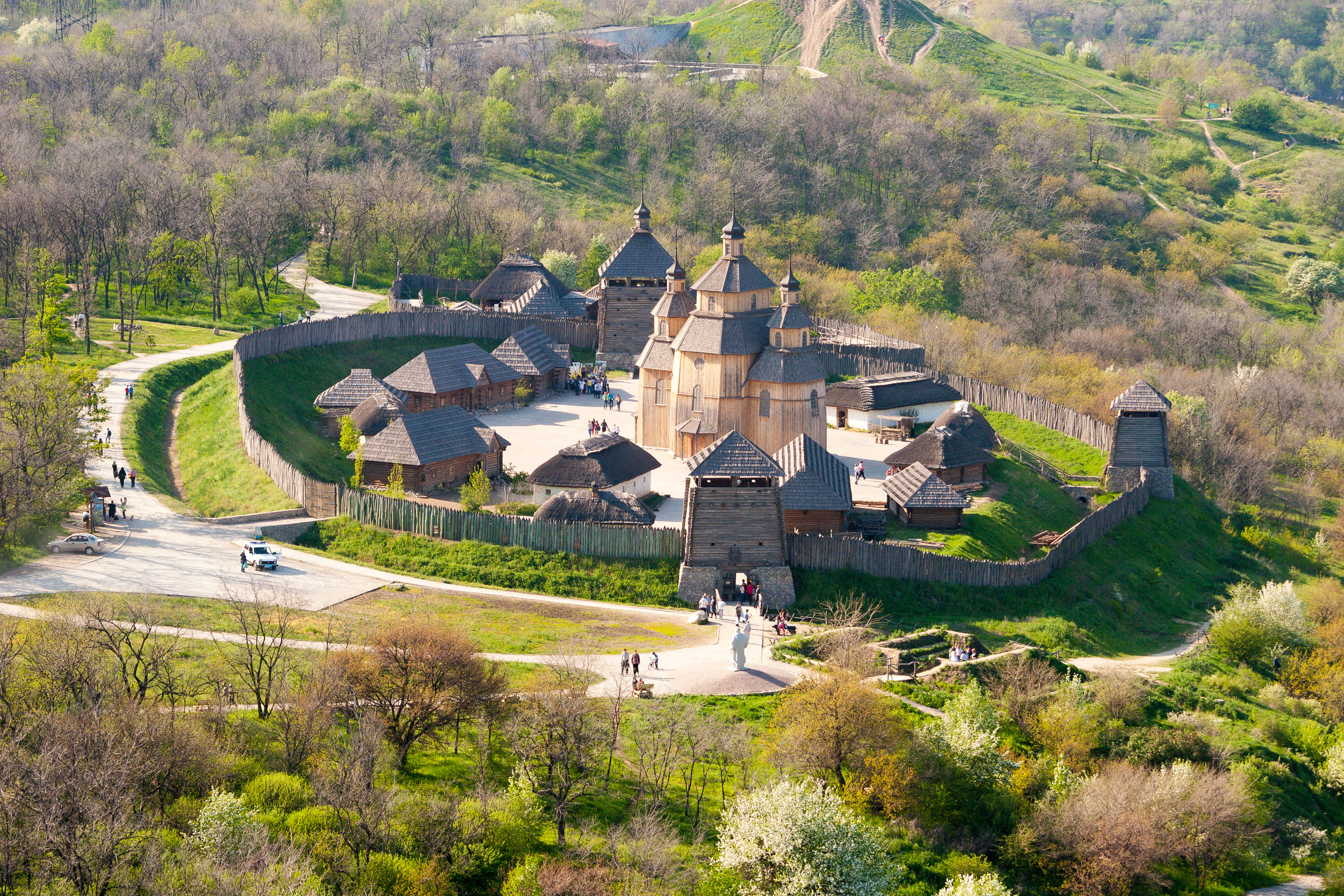
Историко-культурный комплекс «Запорожская Сечь»
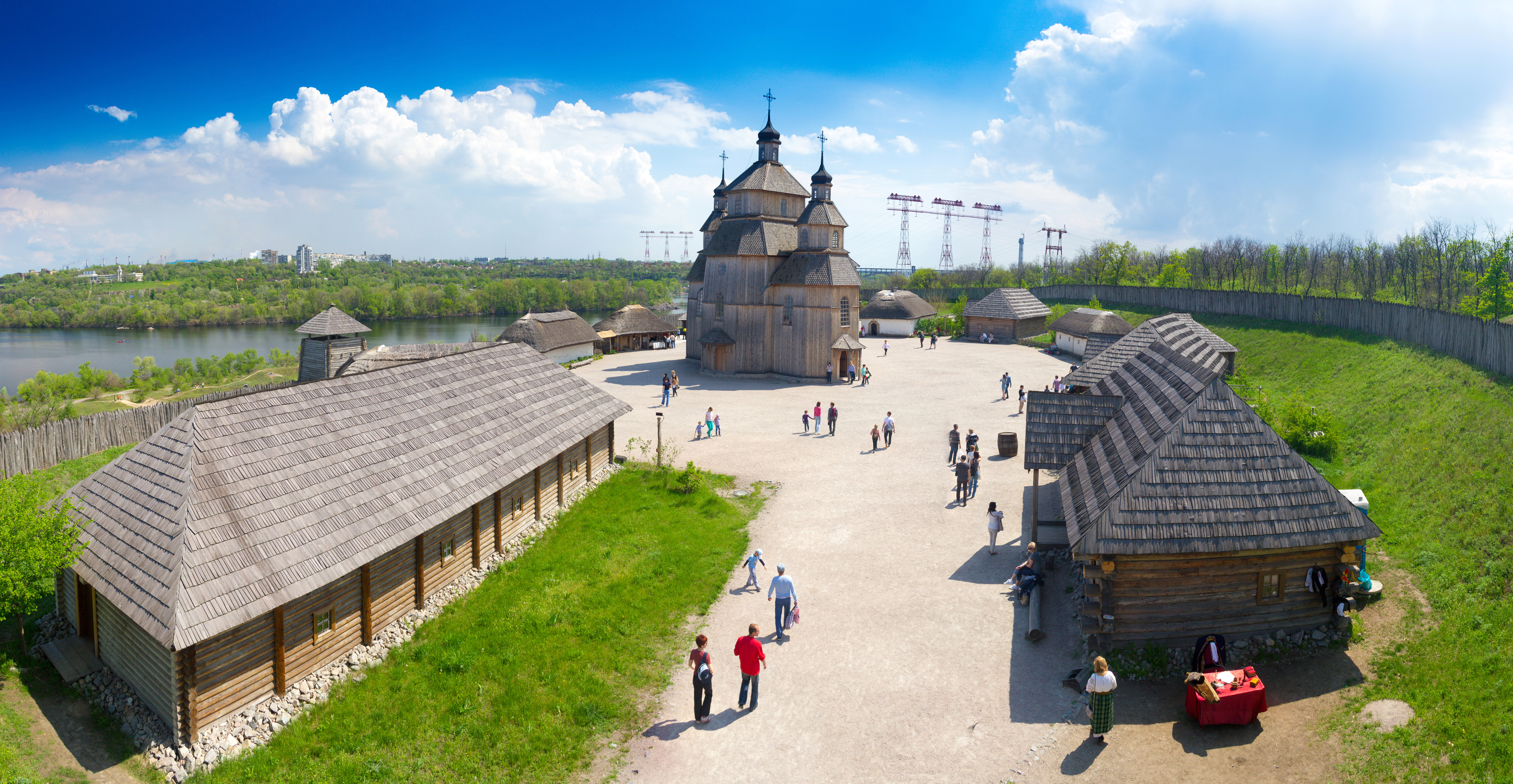
Комплекс вблизи
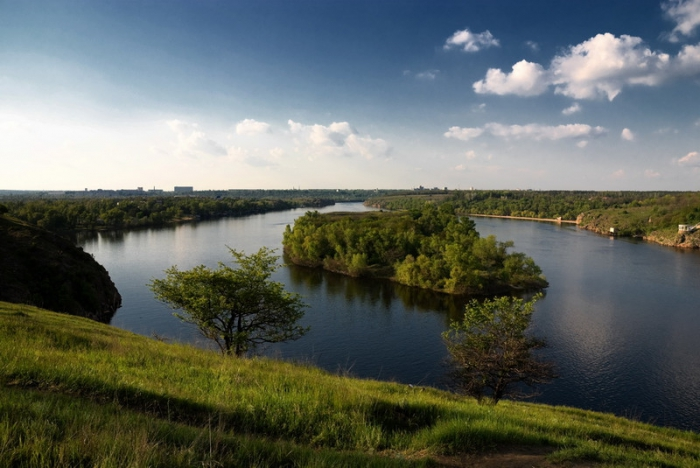
Малая Хортица
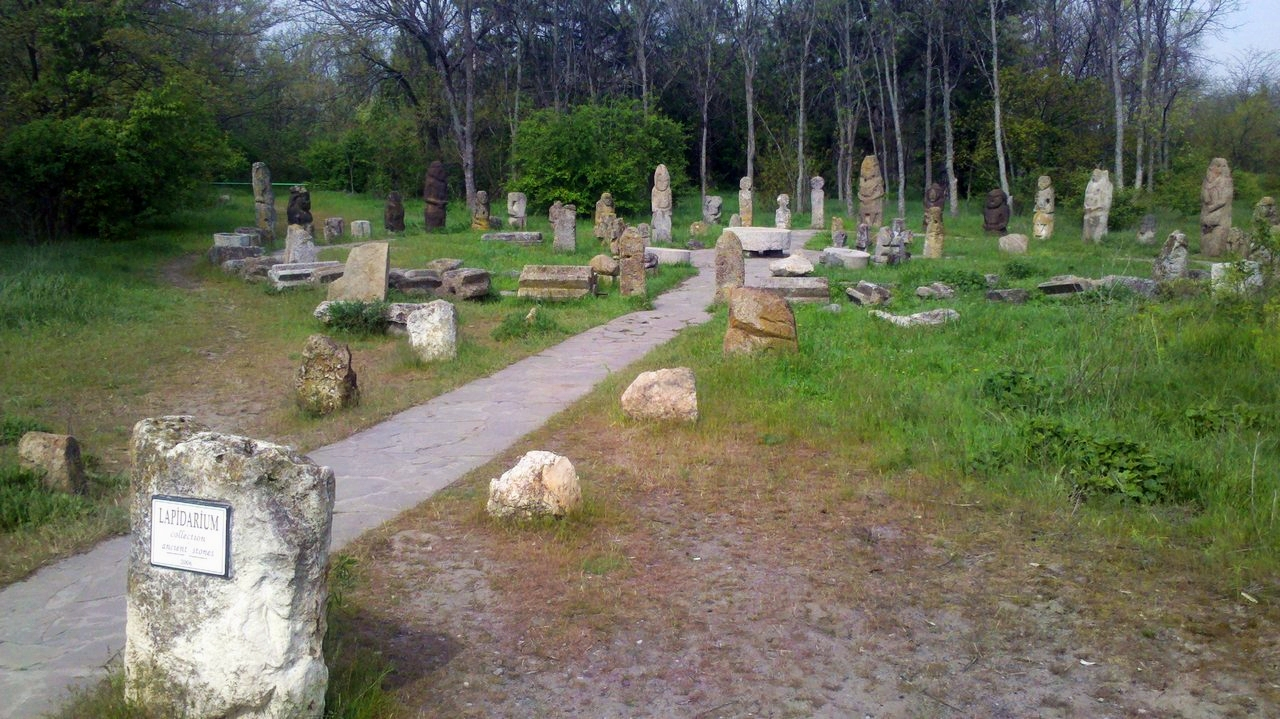
Скифский стан

### Запорожский дуб

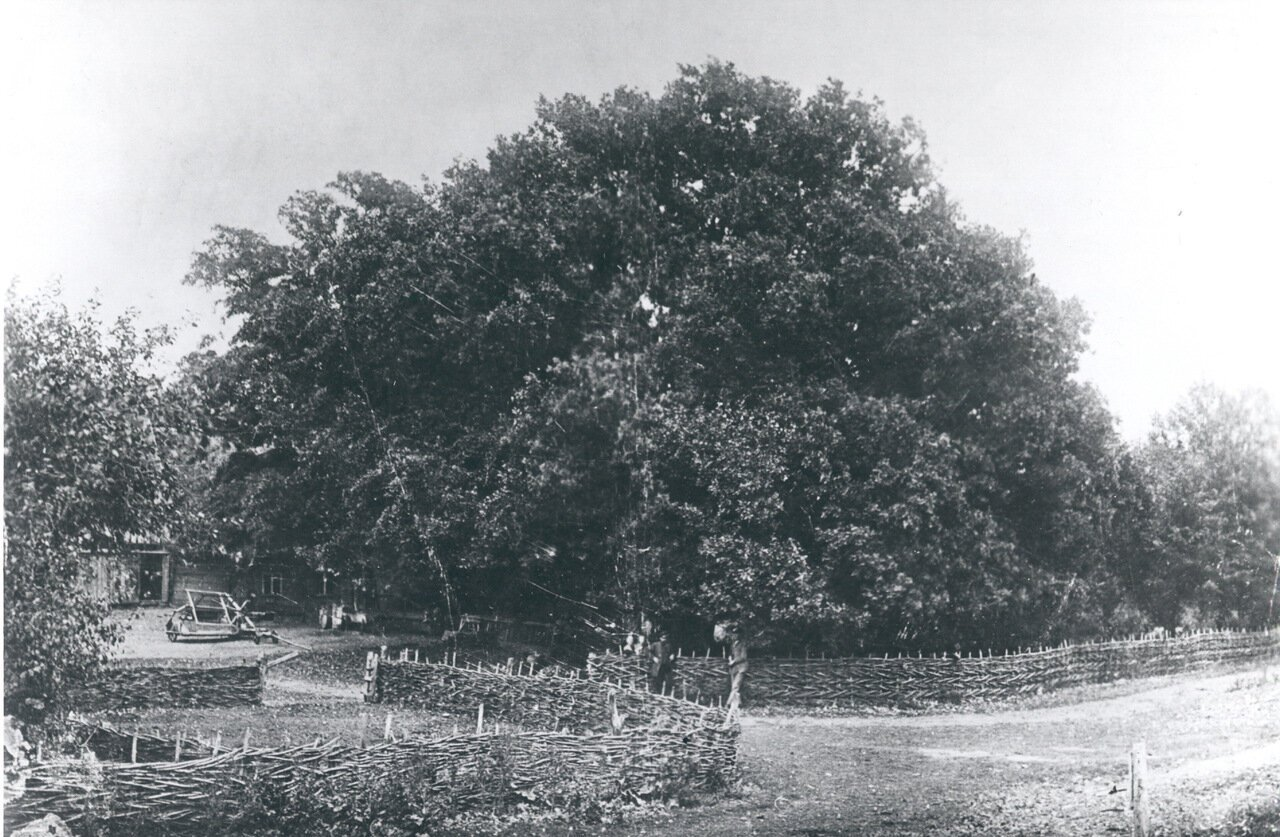
Запорожский дуб в 1908 году

Со времени основания города на городских землях и острове Хортица «сплошной стеной» росли дубовые рощи, которые с ростом города постепенно исчезали.
По свидетельству Д. И. Яворницкого, на острове Хортица рос гигантский многовековой дуб. «Он был ветвист и колоссальной толщины, стоял в стопятидесяти саженях от Острово-Хортицкой колонии, на юг, у самой дороги, направленной через остров в длину. По преданию дуб был сборным пунктом для запорожцев, где у них бывала рада, под дубом казаки молились перед выходом на неприятеля. В 1775 году „писля троицького свята“ запорожцы в последний раз отдали честь „святому дубови“ — распили несколько бочек горилки, отплясали козачка, и распрощались». К 1888 году дуб засох, от него остался лишь пень с 6-метровым охватом. Вероятно, под этим дубом запорожцы писали своё знаменитое письмо турецкому султану. Живописная атмосфера этого события показана на знаменитой картине Ильи Репина «Запорожцы». Сам Репин, работая над картиной, приезжал на остров Хортица.
В настоящее время в посёлке Верхняя Хортица находится засыхающий ровесник этого дуба. Диаметр его кроны равен 63 метра, окружность ствола — 6 метров 32 сантиметра, высота — 36 метров. Дерево почти засохло ещё в 1990-х годах, у него осталась лишь одна живая ветвь. Сухие ветви дуба поддерживаются металлическими шестами.

### ДнепроГЭС

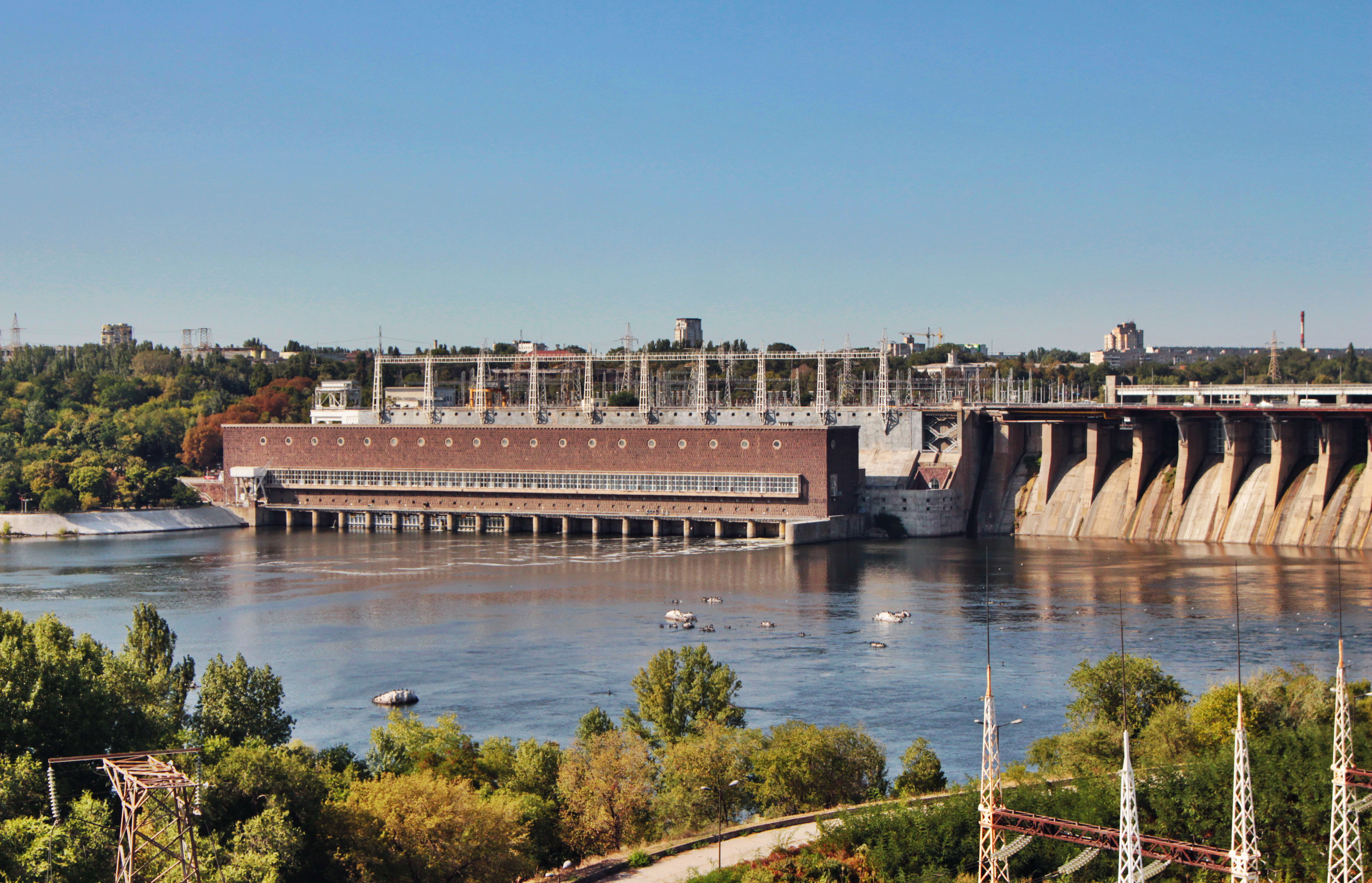
ДнепроГЭС

Визитной карточкой города является плотина и электростанция ДнепроГЭС, строительство которой по плану ГОЭЛРО было начато в 1927 году по проекту Г. Александрова. Первый агрегат был введён в действие в 1932 году.
В 1939 году мощность станции достигла проектной в 560 тыс. кВт и в то время это была наибольшая ГЭС в Европе. Гидроузел дал возможность затопить днепровские пороги и обеспечить беспрепятственное судоходство по среднему и нижнему течению Днепра. Бетонная дуга плотины, выгнутая навстречу течению реки, состоит из 49 устоев-«быков», которые объединены вверху монолитным мостом.
Радиус кривизны плотины составляет 600 м, высота — 60 м, а длина — 760 м.
На каждом из берегов находятся машинные залы электростанции, на правом берегу старый, построенный в 1932 году, на левом берегу — новый, введённый в эксплуатацию в 1975 году.
Рядом с плотиной расположены два шлюза: старый (трёхкамерный) и новый (однокамерный), работающие с 1932 и 1975 годов. Также на левом берегу в накопительном озере у плотины находится грузовой и пассажирский речной порт.

### Здание Земской управы
Здание земской управы Александровска — одно из красивейших в старой части города. Оно было построено в 1913—1915 гг. по проекту местного архитектора Я. Деланта, который мастерски соединил разные архитектурные стили — ампир и модерн. Фасад украшают лепнина, полуколонны ионического ордера, а крыша увенчана 18-метровым куполом. Сейчас здесь размещаются Запорожский областной краеведческий музей. Здание Земской управы является памятником архитектуры государственного значения.

### Мосты Преображенского
Достопримечательностью города являются два двухъярусных железобетонных моста через Днепр, соединяющие правый и левый берега Запорожья через остров Хортица. Автор проекта мостов — инженер Б. Н. Преображенский. Мосты были открыты в 1952 году. Верхний этаж мостов предназначен для железнодорожного транспорта, а нижний — для автомобилей и пешеходов. Мосты выработали свой ресурс и требуют немедленной реконструкции.

Основные мостовые путепроводы
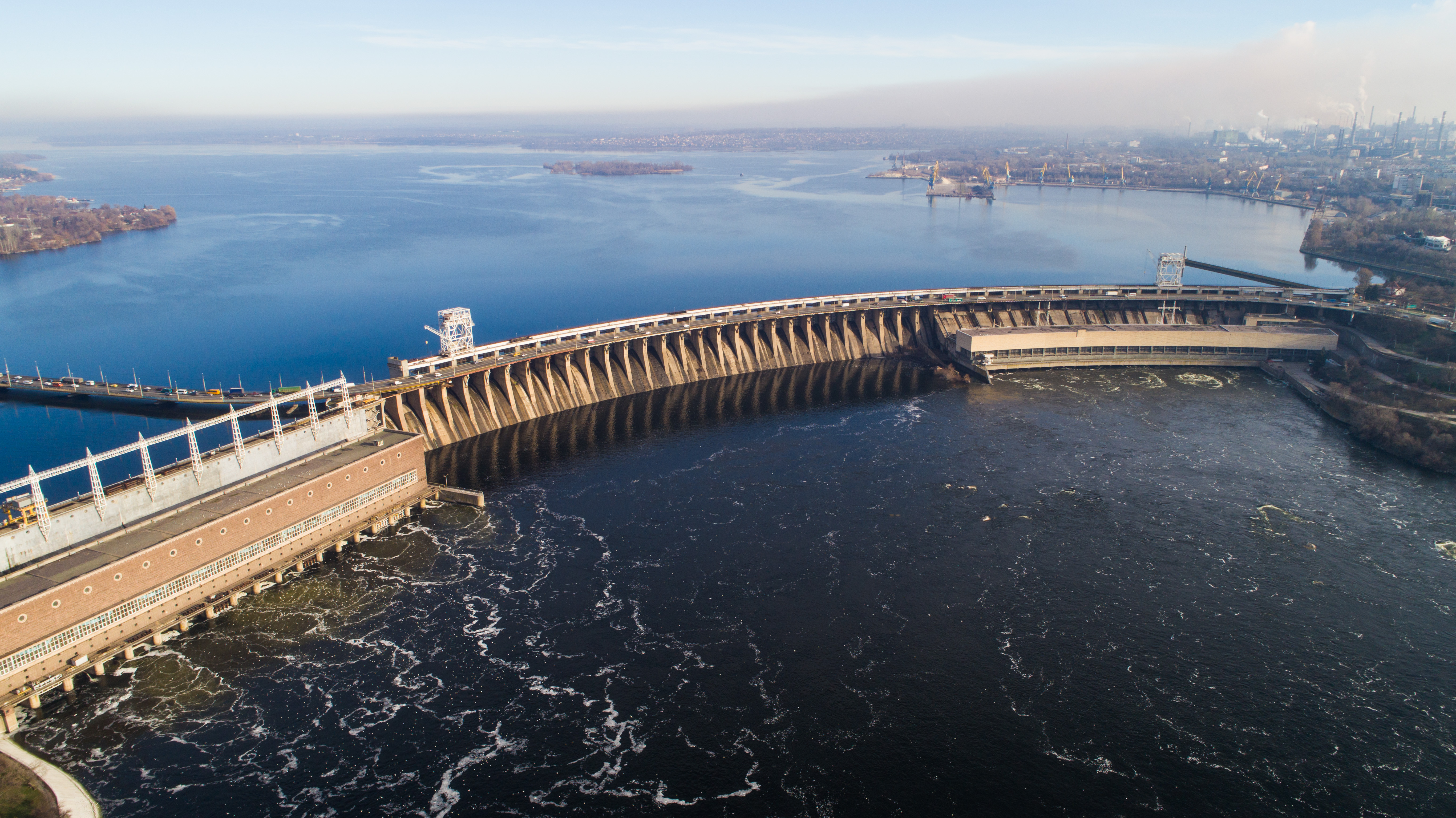
ДнепроГЭС с высоты
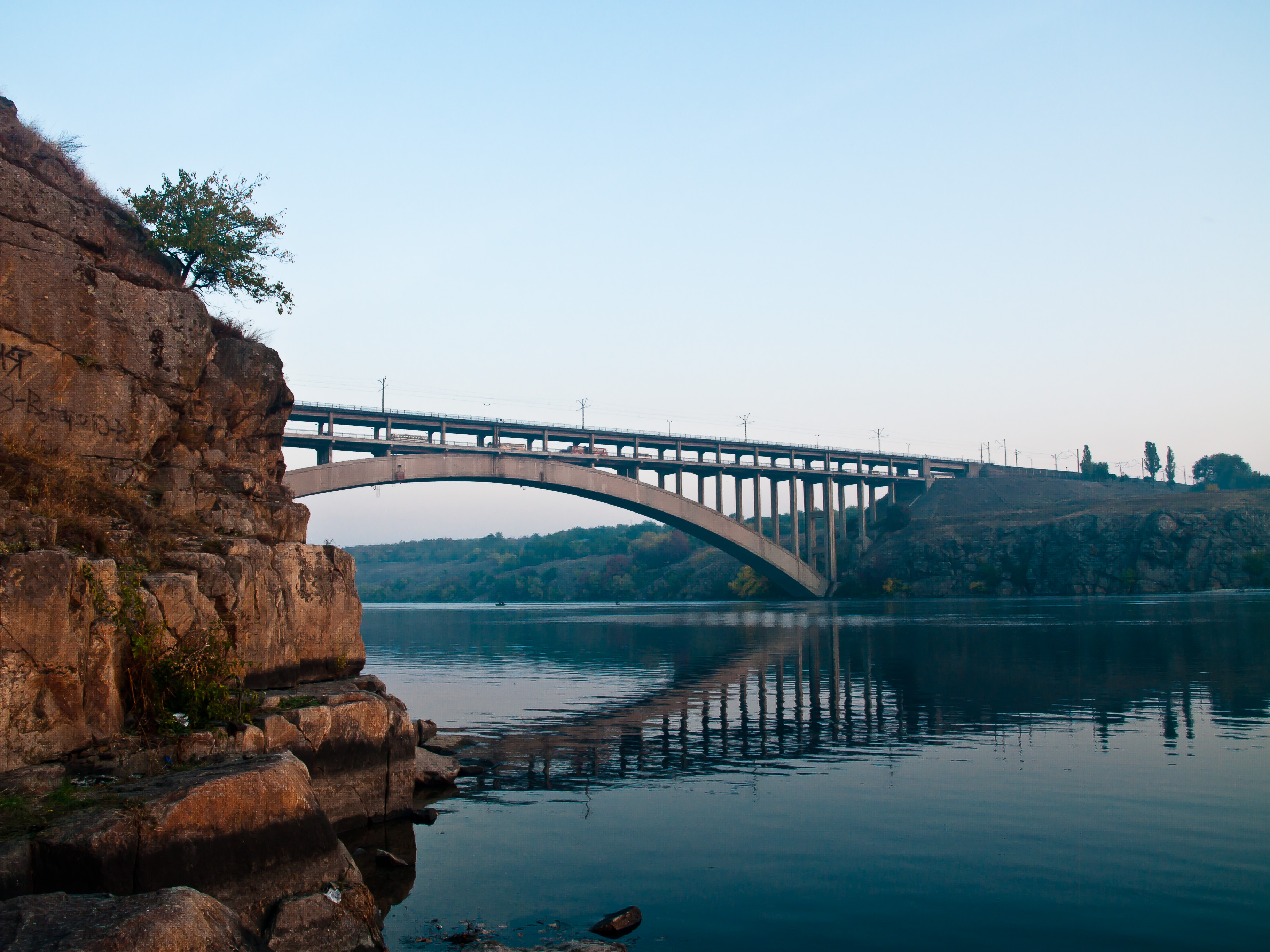
Мост Преображенского через Старый Днепр
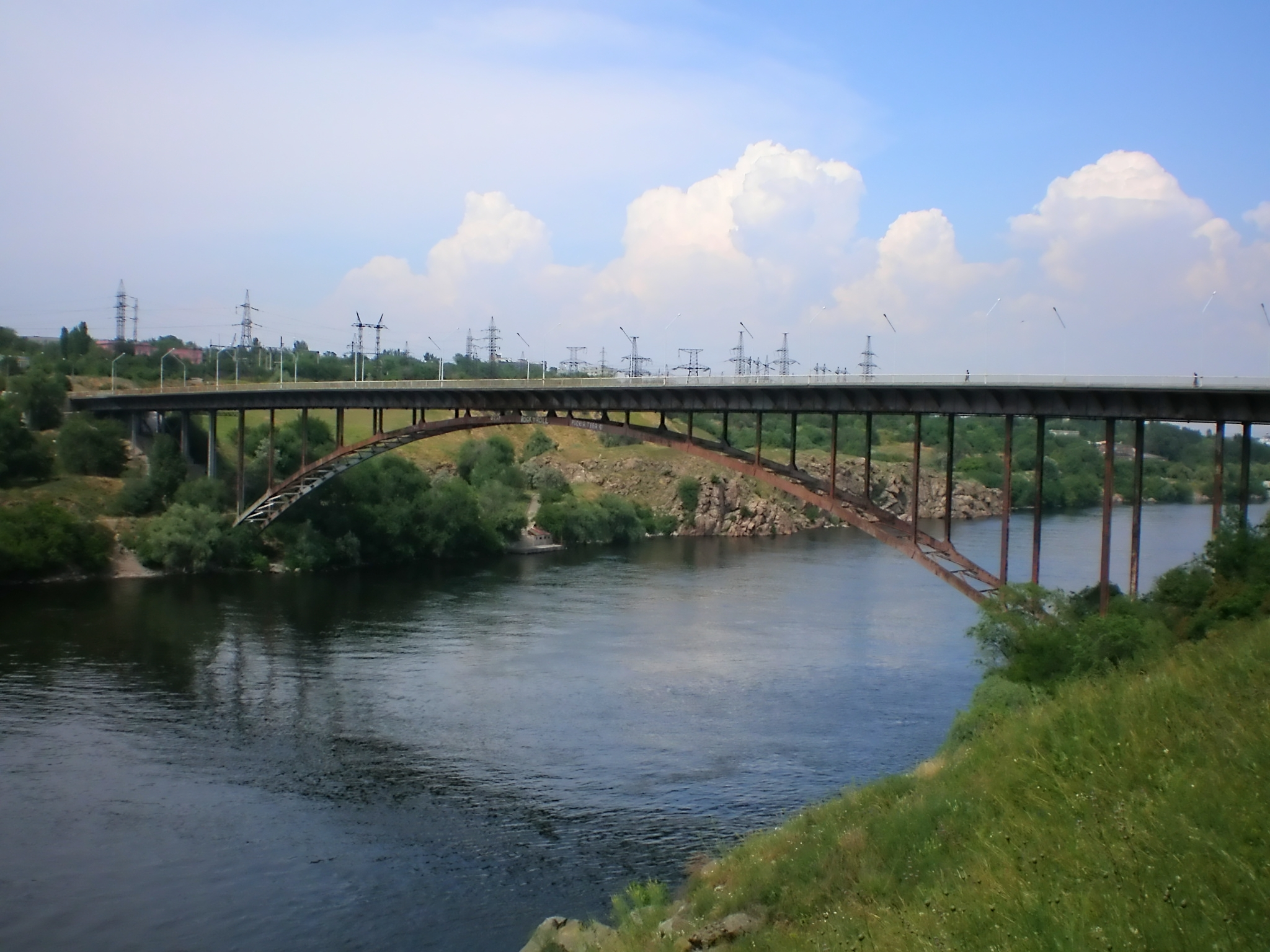
Арочный мост

### Детская железная дорога

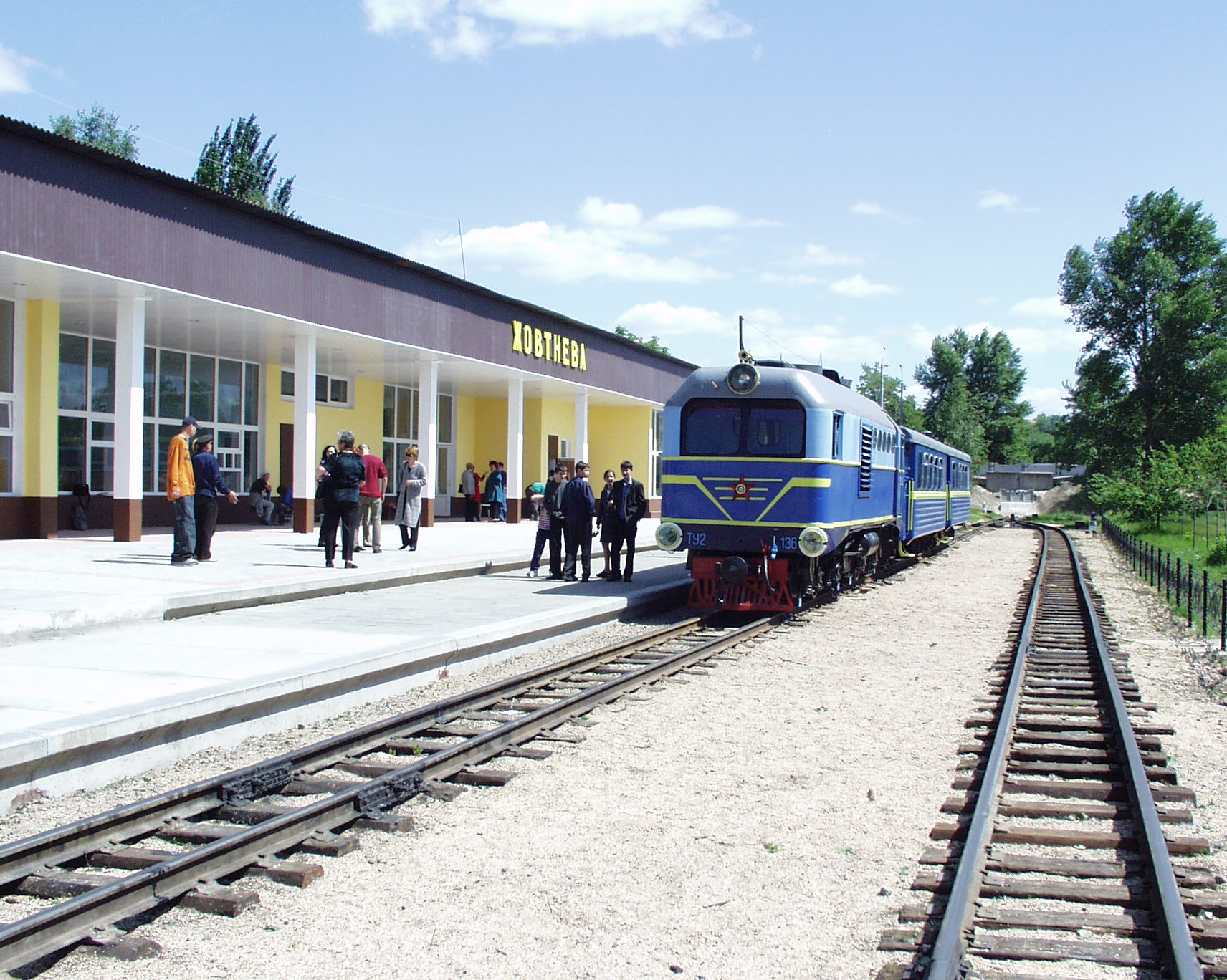
Запорожская детская железная дорога

Неподалёку от железнодорожного вокзала Запорожье I находится открытая в 1972 году самая длинная из украинских детских железных дорог. Её протяжённость составляет 9,4 км (в том числе, длина главного пути 8,6 км).
В 1976 году на главной станции — Жовтневой был открыт зооуголок, который со временем превратился в небольшой зоопарк, на сегодняшний день единственный в Запорожье.

### Соцгород
Соцгород — комплекс застройки 1929—1937 годов, образец советской архитектуры, расположенный на левом берегу Днепра рядом с плотиной. В концепцию его строительства были заложены идеи строительства города будущего, города-сада.

### Соборный проспект
Главная улица города — Соборный проспект (до 2016 года — проспект Ленина). Его длина составляет 10,8 км. Существует мнение, что проспект является длиннейшим проспектом Европы. Это не соответствует действительности — например, длина Московского проспекта в Харькове около 18 км.

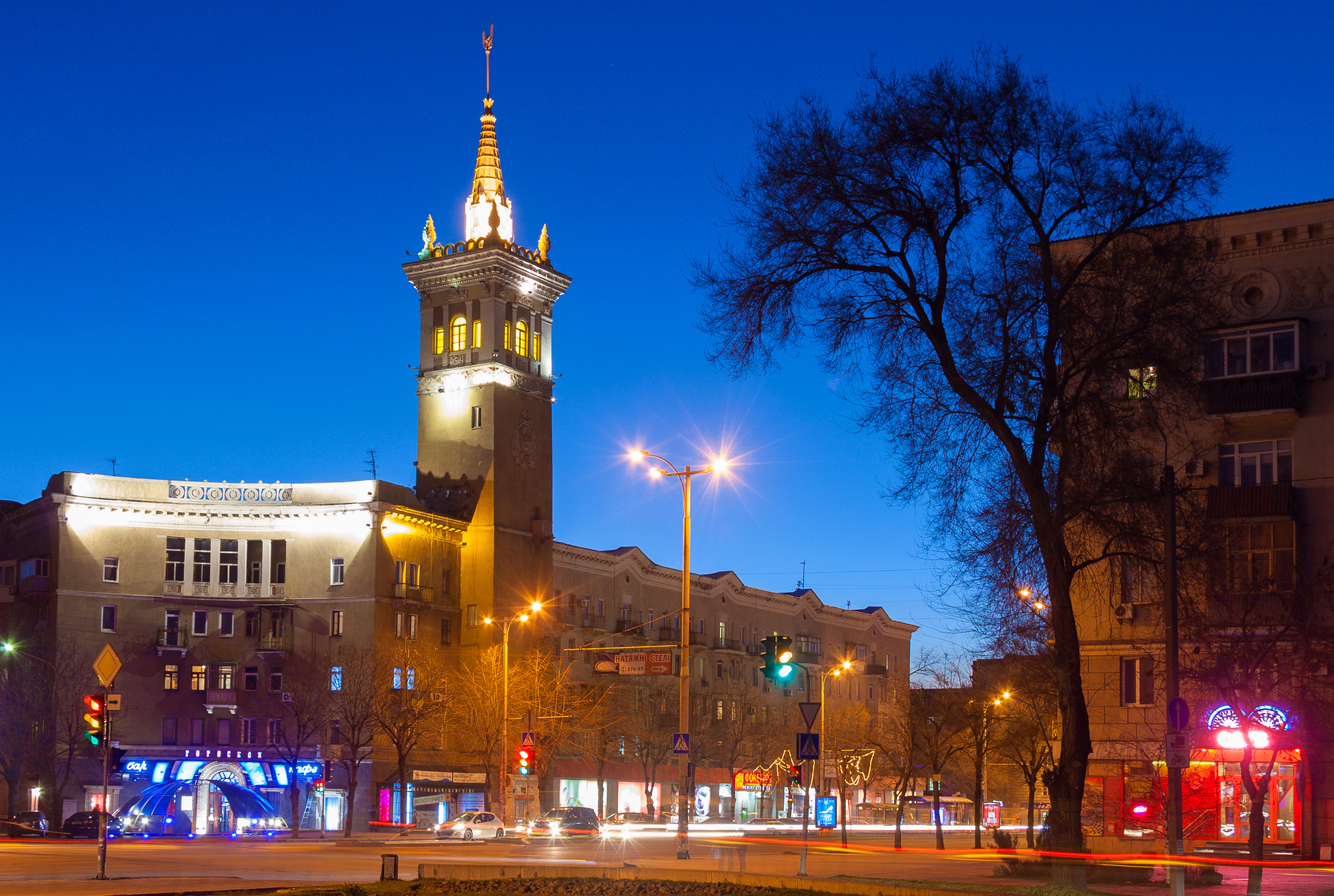
Здание для работников Коксохимкомбината. Арх. И. Козлинер. Соборный проспект, 175
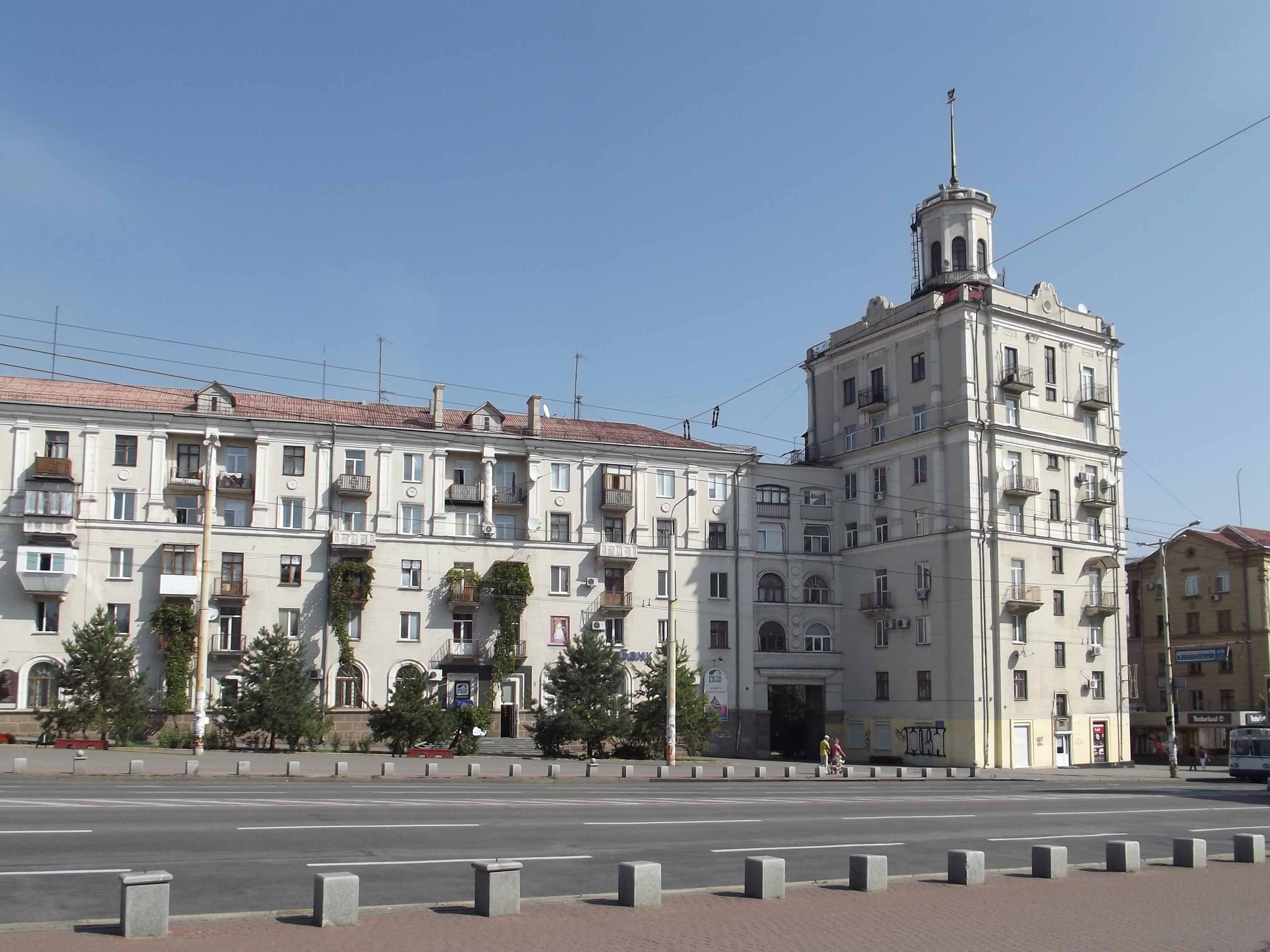
Соборный проспект, 214
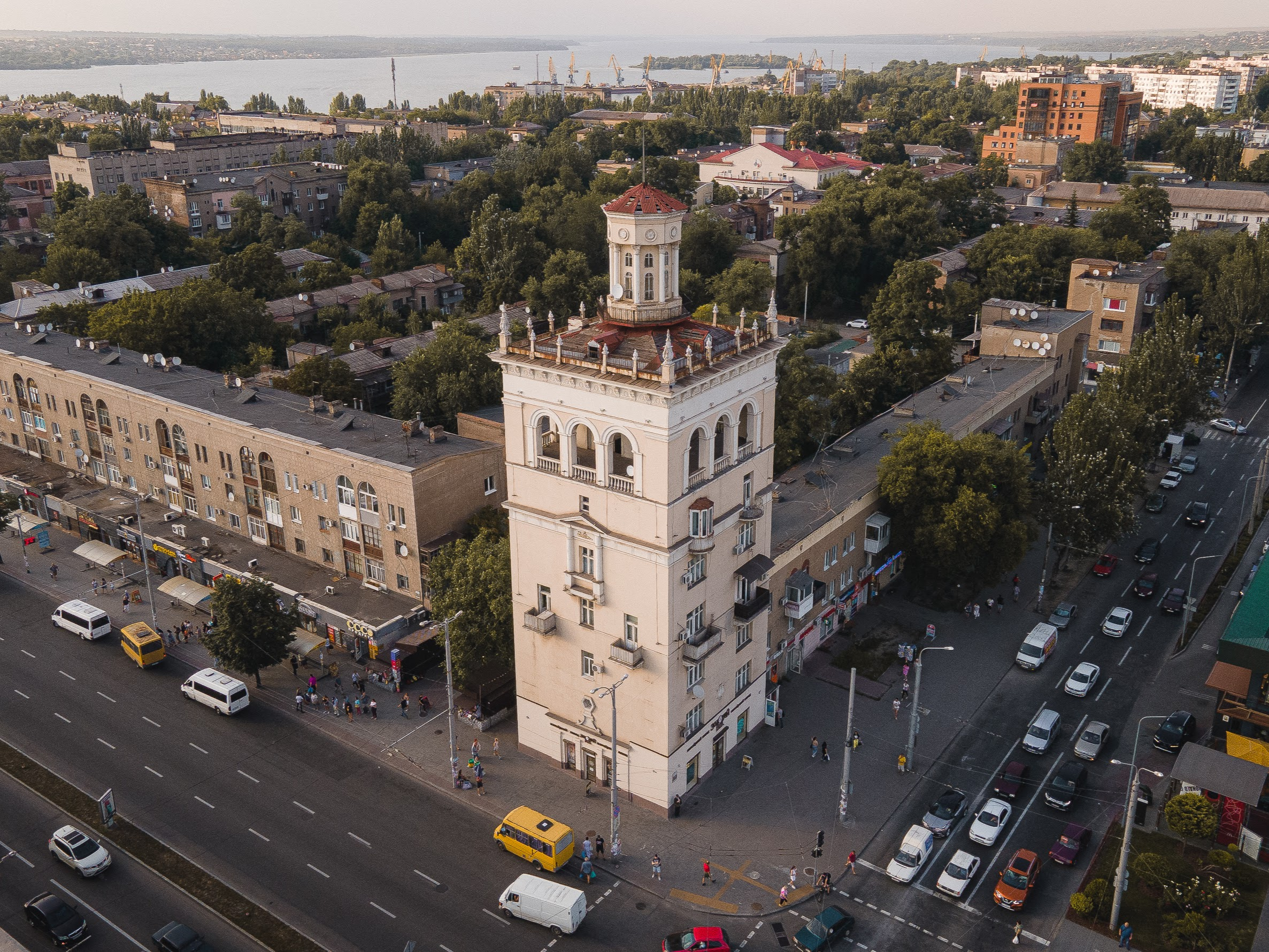
Соборный проспект, 220
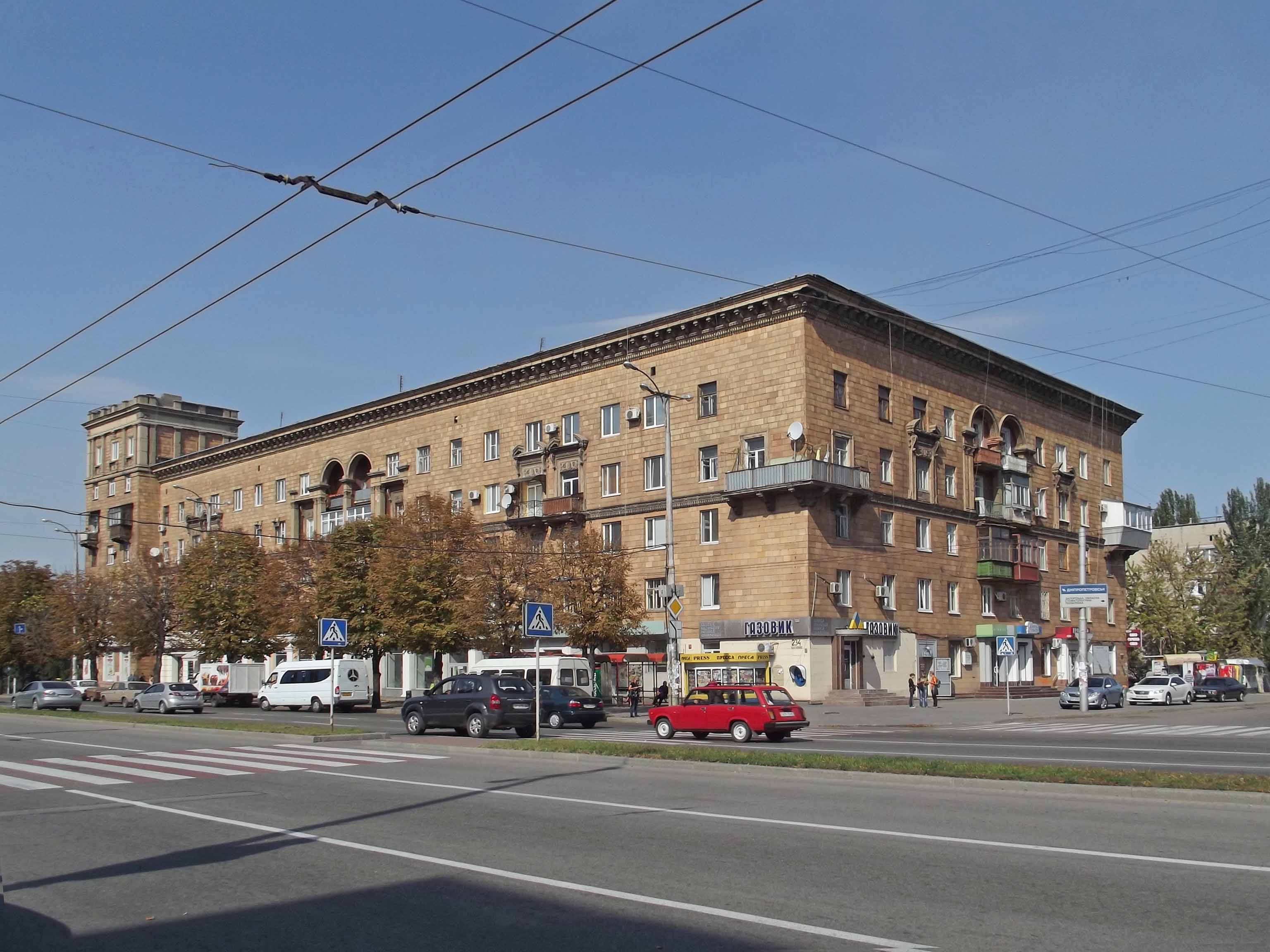
Соборный проспект, 234

## Города-побратимы

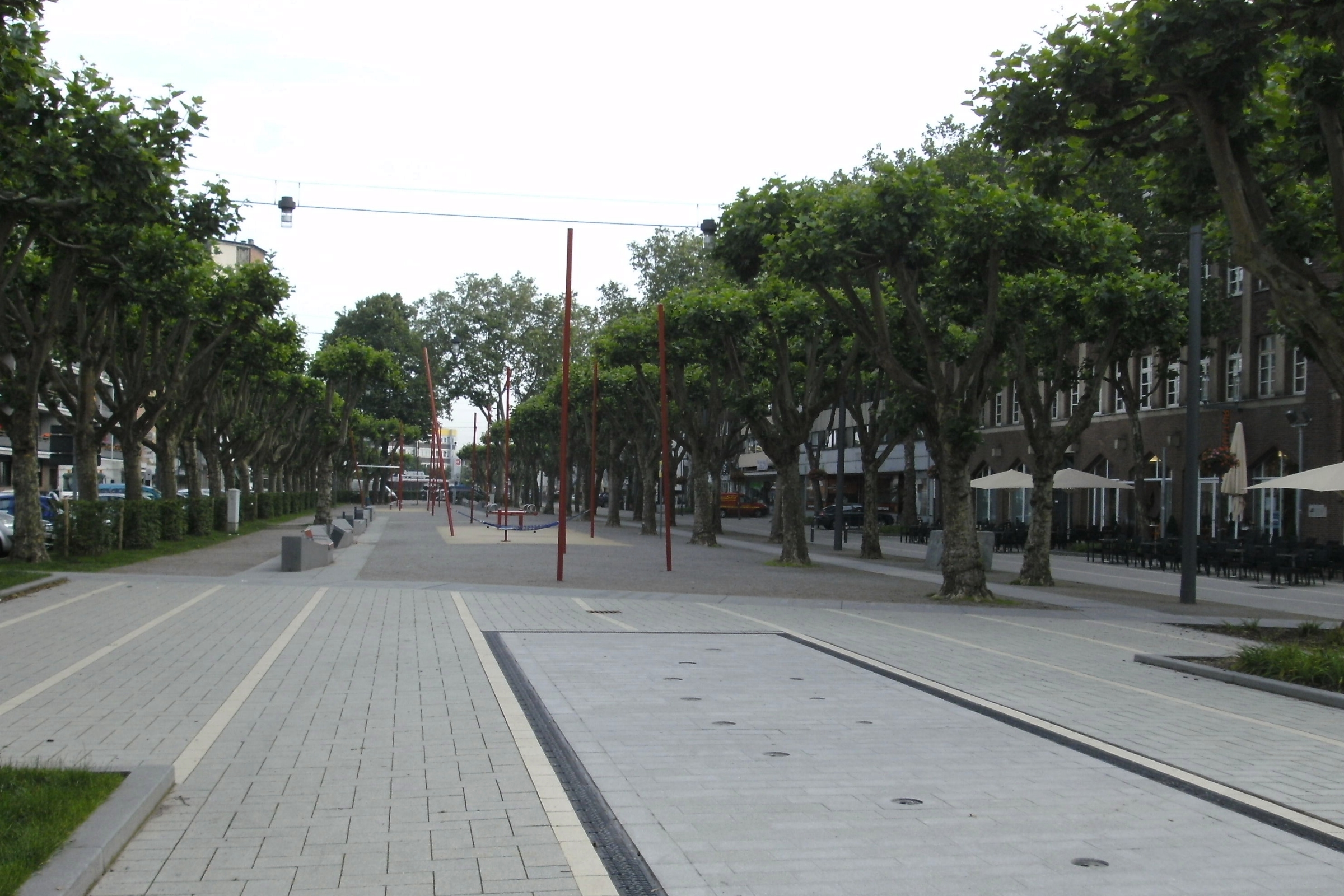
Запорожская площадь в Оберхаузене

Ниже представлен список городов-побратимов Запорожья:
- Лахти, Финляндия (1953). В Запорожье есть улица Лахтинская. Название «Лахти» носил центральный ресторан Запорожья.
- Бельфор, Франция (1967). В Запорожье есть бульвар Бельфорский.
- Бирмингем, Великобритания (1973)
- Линц, Австрия (1983)
- Оберхаузен, Германия (1986). В Оберхаузене есть Запорожская площадь.
- Ичан, Китай (1997)
- Магдебург, Германия (2008)
- Ашдод, Израиль (2011)[139]

Ранее побратимом являлся Новокузнецк (Россия). В годы Второй мировой войны тысячи запорожцев были эвакуированы в Новокузнецк. В 1972 году между двумя городами был заключён договор на социалистическое соревнование, ставшее традиционным. В Запорожье одна из улиц получила название Новокузнецкая, а в Новокузнецке — Запорожская. В 1981 году у Дома политпросвещения (ныне корпус Кузбасского гуманитарно-педагогического института КемГУ) установлена стела, посвящённая новокузнецко-запорожской дружбе.

## Город в кинематографе
В Запорожье проходили съёмки кинофильмов:
| - 1928 — «Одиннадцатый» - 1932 — «Иван» - 1932 — «Изящная жизнь» - 1943 — «Товарищи под знаком Эдельвейса» - 1956 — «Весна на Заречной улице» - 1957 — «К Чёрному морю» | - 1958 — «Рядом с нами» - 1958 — «В твоих руках жизнь» - 1958 — «Шофёр поневоле» - 1960 — «Бессонная ночь» - 1960 — «Горячая душа» - 1960-е — «Три истории о Запорожье» - 1962 — «Люди и звери» - 1963 — «Приходите завтра» - 1965 — «Рано утром» | - 1975 — «Единственная…» - 1980 — «Каникулы Кроша» - 1981 — «Я — Хортица» - 1982 — «Без году неделя» - 1986 — «В одну-единственную жизнь» - 1989 — «В мае 42-го» - 2009 — «Тарас Бульба» - 2009 — «Дума о Тарасе Бульбе» - 2017 — «Слуга народа» (второй сезон) - 2020 — «Казаки абсолютно лживая история» |